# Inmigración italiana en Argentina
La inmigración italiana en Argentina se refiere al movimiento migratorio más numeroso e importante que recibió históricamente la República Argentina, superando a aquella de los conquistadores españoles y los descendientes de esa población que se asentó en territorio hoy argentino previamente a la independencia. Los ítalo-descendientes son la mayor comunidad europea en el país, incluso superando a los descendientes de inmigrantes españoles. Unos tres millones de italianos llegaron a la nación austral, asentándose esencialmente en las regiones centrales del territorio argentino. Argentina posee la mayor comunidad de italianos fuera de Italia.
Desde la década de 1860 comenzó la migración italiana hacia Argentina y los datos del censo nacional de 1869 arrojan que había unos 71 500 italianos en el país. De todas maneras, la inmigración italiana comenzó a ser masiva en la década de 1870 y parece haber durado hasta casi 1970. Llegaron contingentes de inmigrantes de todas las regiones de Italia, destacándose el norte en el siglo XIX y el sur italiano en el siglo XX. Emigraron principalmente (según estudios italianos y argentinos) desde Piamonte (16.9%), Calabria (13.2%), Sicilia (11.1%), Lombardía (10.4%), Marcas (8.2%), entre otras.

Pirámide poblacional de nacidos en Italia, según el censo de 2022.

La columna vertebral de la sociedad argentina actual es la suma de los argentinos provenientes del tronco poblacional colonial (mezcla de colonizadores europeos —principalmente españoles—, indígenas y por último africanos traídos como esclavos), el asentamiento italiano en Argentina y la inmigración española de finales del siglo XIX y principios-mediados del XX. La cultura argentina tiene conexiones importantes en la cultura italiana en términos de idioma, costumbres y tradiciones.

## Comunidad italiana en Argentina

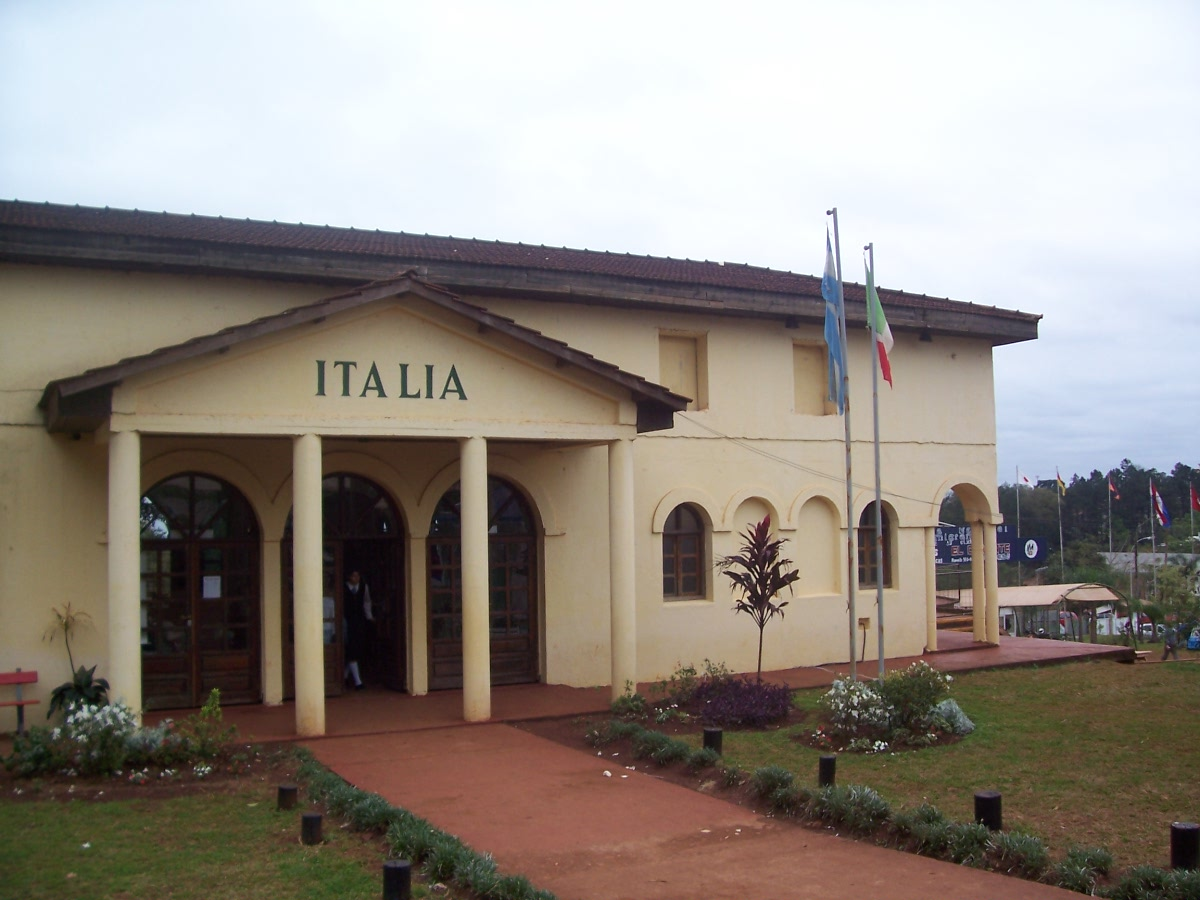
Casa de la colectividad italiana en Oberá, Misiones.

La comunidad italiana en Argentina es una de las comunidades extranjeras más representativas del país desde el siglo XIX a la actualidad. Según estimaciones, aproximadamente el 62 % de la población de Argentina, unos 25 millones, tiene al menos un ancestro italiano.

Se estima que en la actualidad, al menos 25 millones (de argentinos) están relacionados con algún inmigrante de Italia. (25 million or 62.5% of Argentina’s population have at least one Italian ancestor; L. M. university)

Jorge Luis Borges llegó a afirmar que «el argentino es un italiano que habla español». El filósofo español Julián Marías hacía referencia a las influencias de las ideas de Giuseppe Mazzini y que Argentina podía ser «la única república ítalo-española del planeta».
El economista italiano Marcello De Cecco, del periódico La Repubblica, ha dicho:

Los italianos, como es sabido, son un pueblo de emigrantes. Durante muchos siglos, ellos se dispersaron a los cuatro rincones del mundo. No obstante solamente en dos países ellos se constituyen en una mayoría de la población: en Italia y en Argentina.

La oleada grande de los inmigrantes comenzó en los años 1870, una tendencia que siguió hasta los años 1960. En 1887 los italianos representaron el 60,4 % de toda la inmigración, disminuyendo luego con el aumento porcentual de la inmigración española. El efecto de la mudanza de los italianos al nuevo país fue importante para el establecimiento de la sociedad argentina. Hay influencias de la cultura italiana que son evidentes en la actualidad. Fuera de Italia, Argentina es el país con mayor porcentaje de italianos y con máxima evidencia de su cultura italiana.
Aunque se estima que Brasil posee unos 23 millones de descendientes, Argentina fue el país latinoamericano que más recibió inmigrantes italianos y el segundo de América después de Estados Unidos. Se estima que entre 1870 y 1970 arribaron 2,9 millones de italianos, por delante de Brasil, que recibió durante el mismo período 1,8 millones de italianos. Dicho país fue el destino preferido de la migración transoceánica italiana entre 1876 y 1895, pero después de este período perdió importancia y nunca logró recuperarse. Por el contrario, Argentina y en especial Estados Unidos continuaron recibiendo un gran número de italianos durante el siglo XX. En la posguerra, Estados Unidos impuso cuotas para la entrada de extranjeros y Argentina recuperó su importancia como uno de los mayores destinos de la diáspora italiana.
Existen ítalo-argentinos de segunda y tercera generación que disfrutan de la doble ciudadanía, reconocida por ambos países. Esto se debe a que Argentina utiliza el principio de ius soli, que otorga la nacionalidad a los nacidos en el territorio del país, mientras que Italia utiliza el principio de ius sanguinis, otorgándole la ciudadanía a los hijos de italianos.

## Orígenes

### Razones de origen

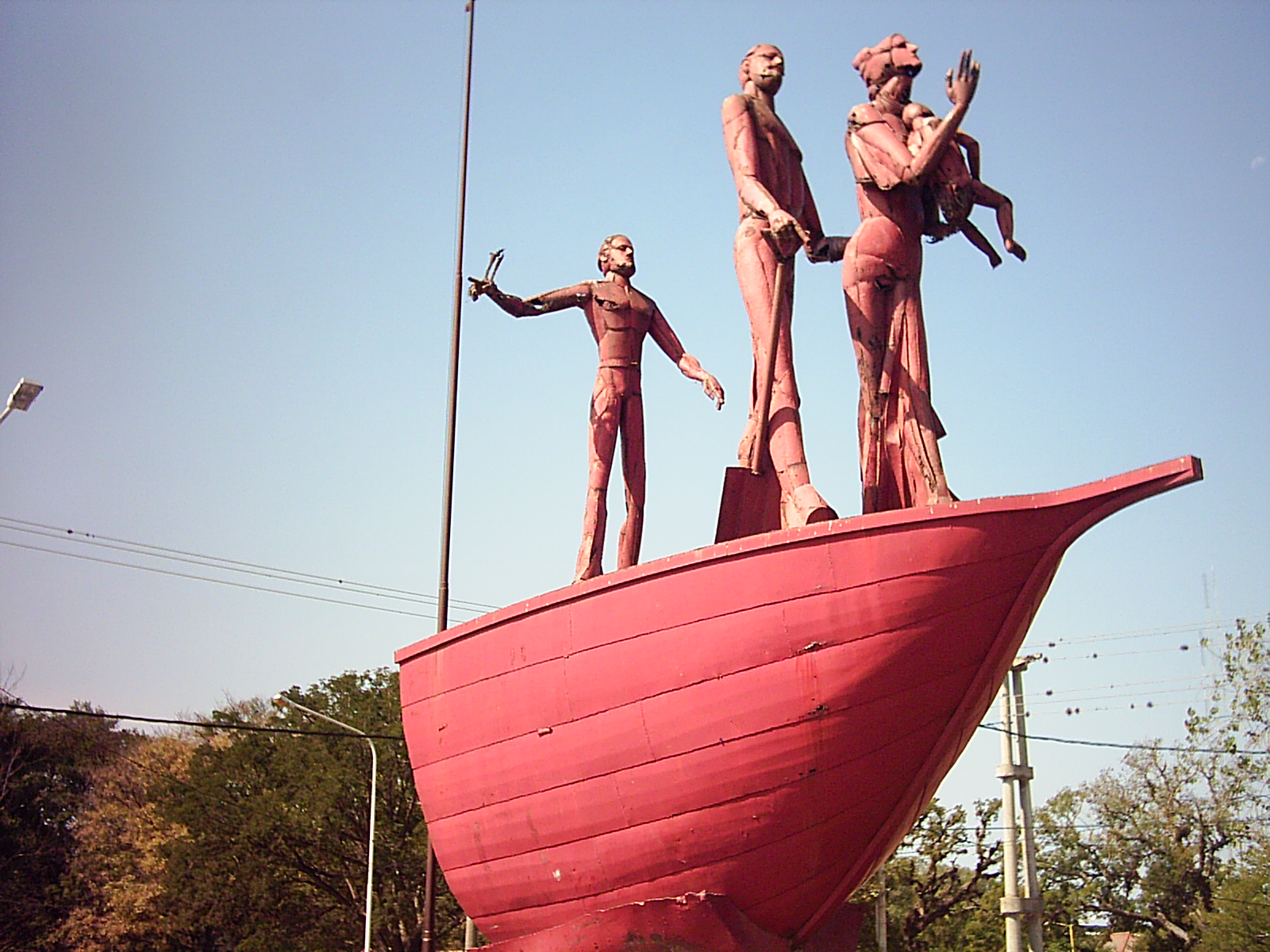
Una escultura en Resistencia, Chaco, en honor de los pioneros italianos.

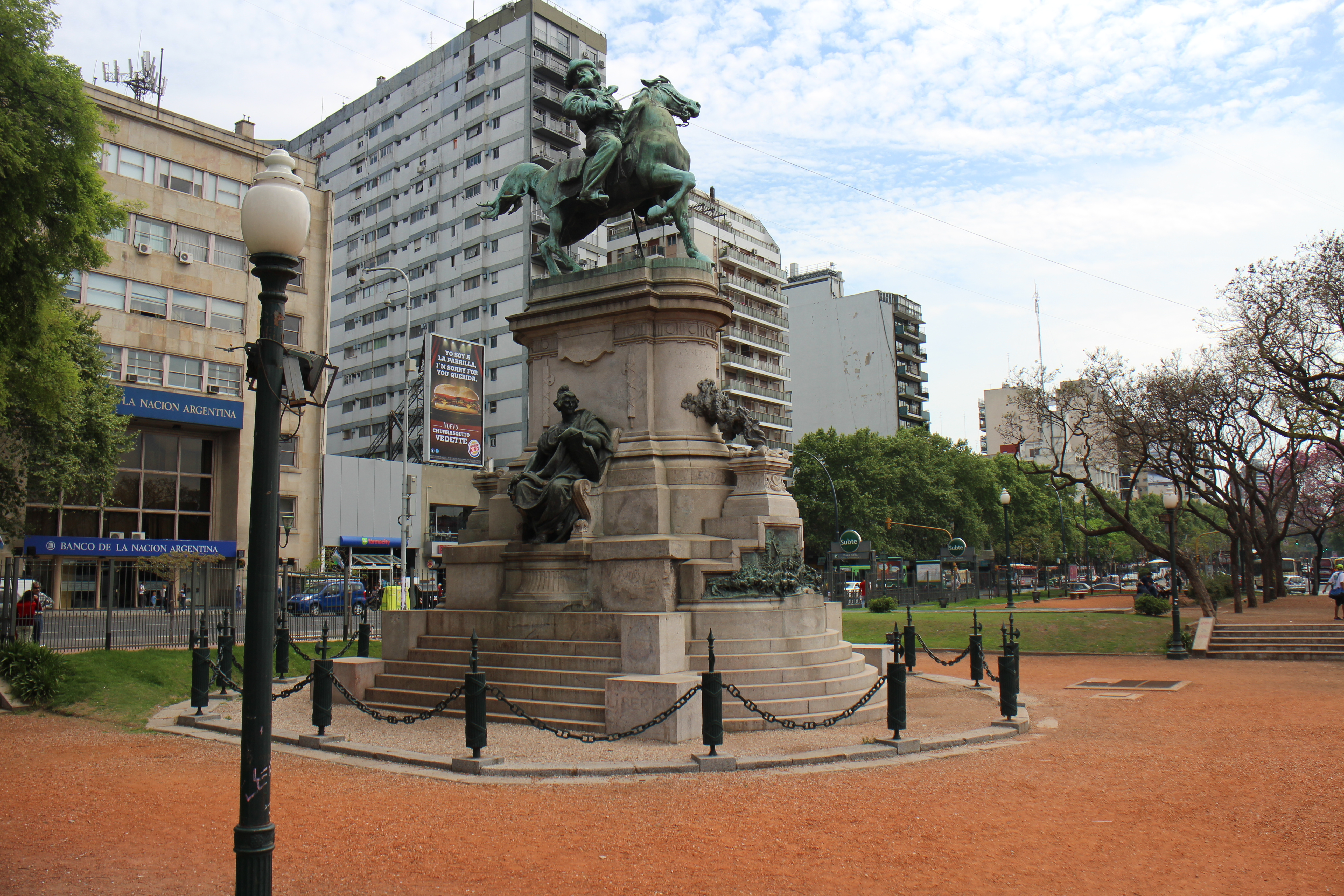
Monumento a Giuseppe Garibaldi en la Plaza Italia de la ciudad de Buenos Aires.

Las razones de la mudanza de tantos italianos al Nuevo Mundo fueron muchas. Los italianos empezaron en la segunda mitad del siglo XIX a emigrar no solamente hacia Argentina, sino a Uruguay, Brasil, Estados Unidos y otros países americanos.
Italia fue desmembrada después de la caída de Napoleón Bonaparte en 1815 (Congreso de Viena), cayendo parcialmente bajo el poder de Austria. Estaba dividida en siete Estados independientes: el Reino de Cerdeña-Piamonte, el Reino Lombardo-Véneto, los ducados de Parma y Módena, el Gran Ducado de Toscana, el Reino de las Dos Sicilias y los Estados Pontificios.
En el movimiento nacionalista, se enfrentaron dos corrientes opuestas que luchaban por la unidad italiana: Mazzini, Garibaldi y "La Joven Italia" aspiraban a consolidar una república unitaria, mientras los federales querían imponer una federación de principados italianos encabezados por Carlos Alberto de Saboya y el Piamonte. Ese proceso fue conocido en la historia italiana como Risorgimento ("el Resurgimiento"). Solo luego de que Garibaldi apoyara la unidad italiana encabezada por Víctor Manuel II, hijo del anterior, pudo concretarse tal cuestión.
A pesar del éxito del proceso en encontrar su meta, las guerras del período y las problemáticas políticas surgidas con la nueva entidad estatal, crearon inicialmente un trastorno social y económico en Italia, la cual estuvo hasta entonces compuesta por Estados descentralizados y relativamente ricos en el norte (como el Piemonte-Cerdeña y el Lombardo-Véneto) y Estados centralizados, agrícolas y bastante pobres en el centro-sur (como los Estados Pontificios y las Dos Sicilias). Aún más difícil de combatir fue la lucha al analfabetismo generalizado  y a la escasa escolarización  entre las clases italianas más humildes (constituyentes la casi totalidad de la  población),  condición que hacía prevalecer variedades dialectales —exclusivamente orales— de los idiomas italianos regionales, sobre el idioma italiano estándar, utilizado hasta entonces por quién había podido permitirse un percurso de escolarización.
La Italia unida inicialmente no tuvo una infraestructura estatal capaz de resolver los problemas locales de los ciudadanos, y fue dominada por corrupción, desempleo (mayoritariamente rural) y desigualdad entre las clases sociales, una situación que perduró en el tiempo (y que continúa existiendo parcialmente en algunos sectores de la sociedad italiana) y llevó a que muchos italianos decidieran buscar oportunidades en otros países, usualmente en el Hemisferio Occidental.
Al otro lado del mundo, el gobierno argentino había ganado nuevos territorios en la guerra de la Triple Alianza (1860-1870) contra Paraguay y la Conquista del Desierto en la Patagonia, que estaban despoblados. Para establecer la presencia de la nación en las nuevas fronteras, el Estado argentino requería mano de obra barata para construir nuevos asentamientos. El gobierno, compuesto de personas de ascendencia ibérica, no confió en los pueblos indígenas, dado que no tuvieron lealtad al concepto de un Estado nacional del modelo europeo. Para ello, desde el naciente Estado se fomentó la llegada de inmigrantes.
Otro motivo de arribo era la diferencia de salarios entre Italia y Argentina, incluso en el trabajo agrícola. Así surgieron trabajadores «golondrinas» que se empleaban en los meses de cosecha de ambos países, viajando constantemente en la tercera clase de barcos. En Argentina, llegaban en octubre para las cosechas de trigo y lino de Córdoba y Santa Fe, retornando unos meses después a Italia. Hacia 1910 eran unas 35 000 personas.

### Regiones de origen
La mayoría de los italianos que se mudaron hacia Argentina inicialmente fueron campesinos norteños, originarios de regiones como Piamonte, Liguria, Véneto, Friul-Venecia Julia y Lombardía. Ya entrado el siglo XX, debido a la mayor industrialización en el norte, la mayor parte de los llegados eran del sur italiano (Mezzogiorno), sobre todo Campania, Calabria y Sicilia. Esto se debió a problemas estructurales de la región y porque eran expulsados por las condiciones de pobreza. Los inmigrantes del norte se asentaron principalmente en las zonas rurales, mientras que los del sur prefirieron las grandes ciudades.
Según un estudio realizado en 1990, considerando la alta proporción de retornados, se puede proponer una correlación positiva o negativa entre la región de origen y de destino. Los italianos del sur indican un asentamiento más permanente. Los autores concluyen que la sociedad argentina en su componente italiano es el resultado de influencias del sur italiano y no del norte.
De los 2 386 181 italianos llegados a Argentina entre 1876 y 1930, el 47 % (1 116 369) eran del sur de Italia, el 41 % (988 235) del Norte y el 12 % del Centro (281 577). Las regiones italianas de donde provenían la mayor parte de los inmigrantes eran Piamonte (en el norte) y Calabria (en el sur). Los inmigrantes calabreses siempre llegaron en gran número y su migración no cambió mucho con el tiempo. Por otra parte, los inmigrantes de Sicilia, prácticamente inexistentes hasta principios del siglo XX, comenzaron a llegar en gran número a partir del año 1895 hasta el punto de que, hacia 1914, uno de cada seis inmigrantes eran sicilianos. Para los años 1950 más del 65 % de los inmigrantes italianos provenían del sur: un 30 % eran calabreses, un 15 % de la Campania y un 12 % eran sicilianos. Del 35 % restante, 21 % era de las regiones centro-meridionales, en especial de Abruzzo y Molise (en este caso el 14 %), mientras que del norte había un 13 %, principalmente oriundos del Véneto y Friuli-Venecia Julia.
Según el autor Samuel L. Baily, de los inmigrantes llegados entre 1876 y 1915, 16,90 % eran de Piamonte, 13,20 % de Calabria, 11,10 % de Sicilia, 10,40 % de Lombardía, 8,20 % de las Marcas, 7,50 % de la Campania, 7,20 % del Véneto y 3,20 % de los Abruzos y Molise, que en ese momento conformaban una sola región.
Toscana, Umbría, Lacio y Emilia-Romaña, en el centro italiano, fueron las regiones que menos contribuyeron a la inmigración en Argentina.
En la actualidad se mantienen diversas organizaciones y asociaciones de inmigrantes y descendientes de cada región.

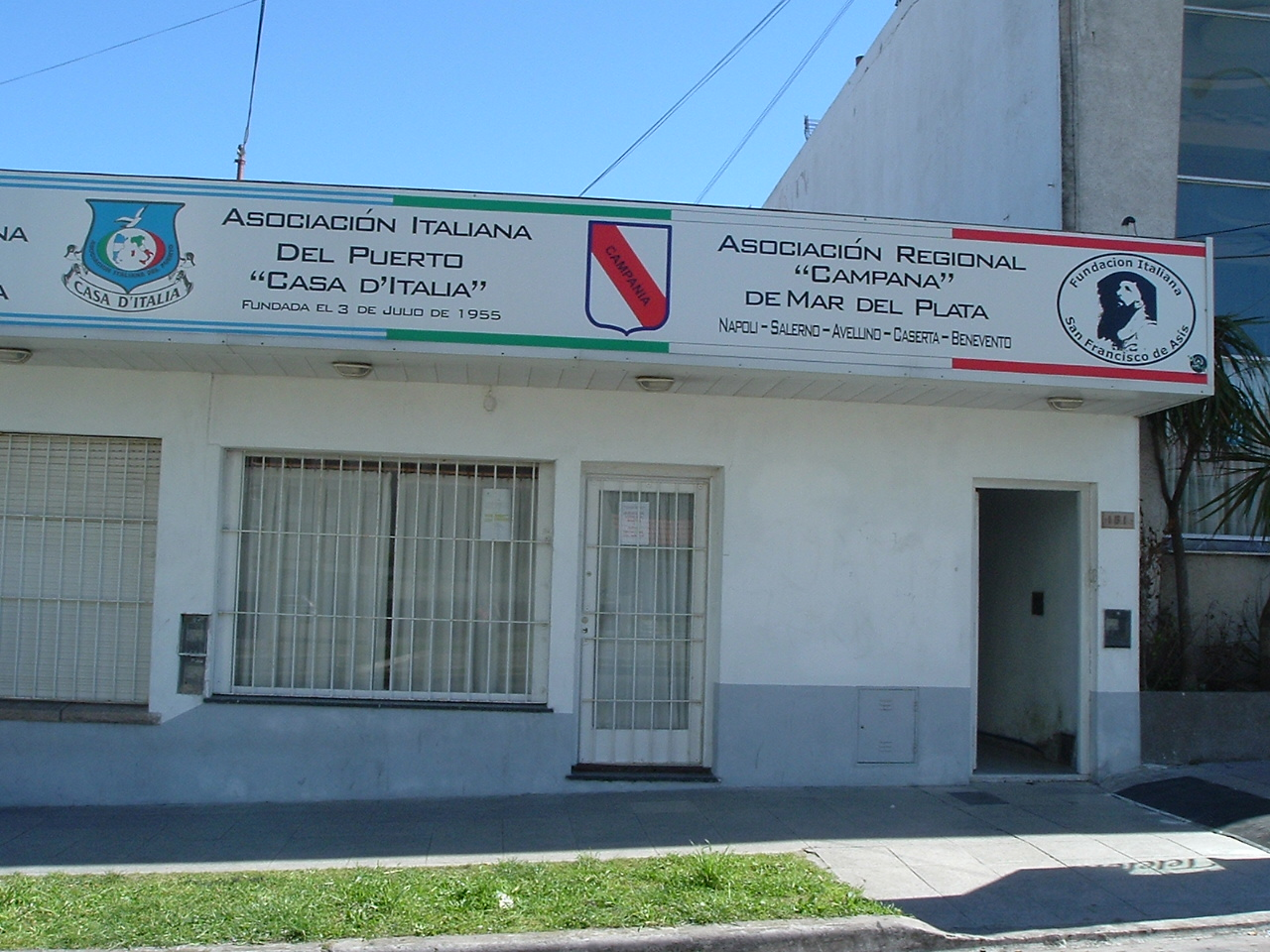
Asociación de la comunidad de Campania de Mar del Plata.

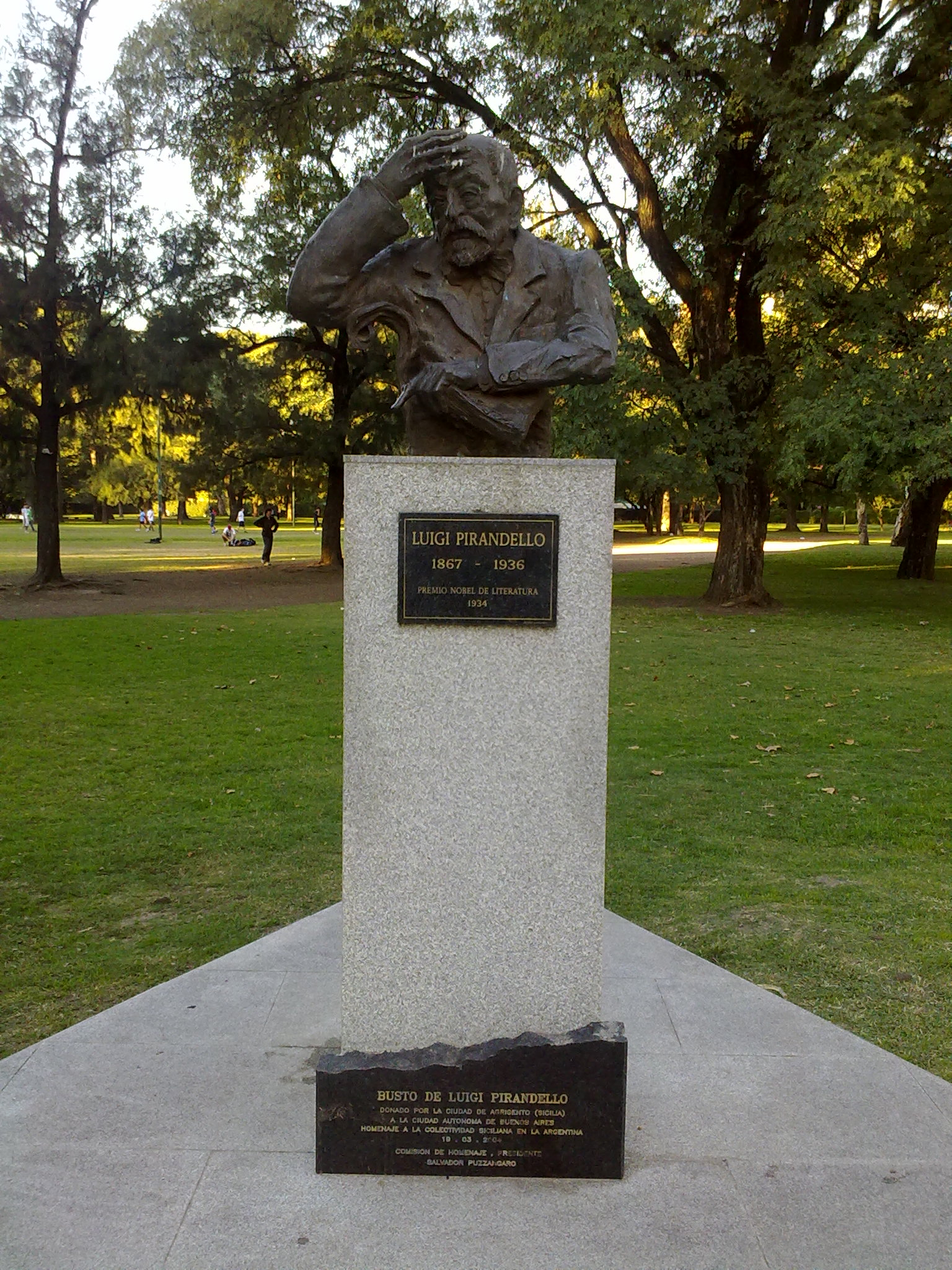
Busto de Luigi Pirandello en Buenos Aires. Monumento homenaje a la colectividad siciliana.

| Emigrantes italianos llegados a Argentina y su distribución regional |                      |                              |                             |         |
| Período                                                              | Italia noroccidental | Italia nororiental y central | Italia meridional e insular | Total   |
| 1880-1884                                                            | 59,80%               | 16,80%                       | 23,40%                      | 106 953 |
| 1885-1889                                                            | 35,30%               | 24,40%                       | 30,30%                      | 259 858 |
| 1890-1894                                                            | 44,20%               | 20,70%                       | 35,10%                      | 151 249 |
| 1895-1899                                                            | 32,30%               | 23,10%                       | 44,60%                      | 211 878 |
| 1900-1904                                                            | 29,20%               | 19,60%                       | 51,20%                      | 232 746 |
| 1905-1909                                                            | 26,90%               | 20,10%                       | 53,00%                      | 437 526 |
| 1910-1914                                                            | 27,40%               | 18,20%                       | 54,40%                      | 355 913 |
| 1915-1919                                                            | 32,30%               | 23,10%                       | 44,60%                      | 260 880 |
| 1920-1924                                                            | 19,70%               | 27,40%                       | 52,90%                      | 306 928 |
| 1925-1929                                                            | 14,40%               | 33,10%                       | 52,50%                      | 235 065 |

| Región               | 1876-1900         | 1901-1915          |
| -------------------- | ----------------- | ------------------ |
| Véneto               | 940 711 (17,9 %)  | 882 082 (10,1 %)   |
| Piamonte             | 709 076 (13,5 %)  | 831 088 (9,5 %)    |
| Campania             | 520 791 (9,9 %)   | 955 188 (10,9 %)   |
| Friul-Venecia Julia  | 847 072 (16,1 %)  | 560 721 (6,4 %)    |
| Sicilia              | 226 449 (4,3 %)   | 1 126 513 (12,8 %) |
| Lombardía            | 519 100 (9,9 %)   | 823 695 (9,4 %)    |
| Calabria             | 275 926 (5,2 %)   | 603 105 (6,9 %)    |
| Toscana              | 290 111 (5,5 %)   | 473 045 (5,4 %)    |
| Emilia-Romaña        | 220 745 (4,2 %)   | 469 430 (5,4 %)    |
| Abruzos              | 109 038 (2,1 %)   | 486 518 (5,5 %)    |
| Marcas               | 70 050 (1,3 %)    | 320 107 (3,7 %)    |
| Basilicata           | 191 433 (3,6 %)   | 194 260 (2,2 %)    |
| Apulia               | 50 282 (1 %)      | 332 615 (3,8 %)    |
| Molise               | 136 355 (2,6 %)   | 171 680 (2 %)      |
| Liguria              | 117 941 (2,2 %)   | 105 215 (1,2 %)    |
| Lacio                | 15 830 (0,3 %)    | 189 225 (2,2 %)    |
| Umbría               | 8866 (0,15 %)     | 155 674 (1,8 %)    |
| Cerdeña              |                   |                    |
| Trentino-Alto Adigio |                   |                    |
| Valle de Aosta       |                   |                    |
| Total                | 5 257 911 (100 %) | 8 769 749 (100 %)  |

#### Piamonte
La inmigración piamontesa ocurrió principalmente entre 1876 y 1915, siendo la crisis agrícola el mayor factor de migración. En 1895 representaban el 30 % de la inmigración italiana. La cantidad principal de inmigrantes partieron de las provincias de Cuneo y Alessandria, seguidos por Turín y Novara. En Argentina se establecieron principalmente en las provincias de Buenos Aires y Santa Fe. En esta última, el 80% de los italianos de las colonias agrícolas eran piamonteses. Córdoba también fue destino de piamonteses, que también se establecieron en colonias agrícolas.
El autor italiano Edmundo de Amicis relató sobre su visita a la Colonia San Carlos, en Santa Fe:

Un enjambre de jovenzuelos y de niños se llamaban por sus nombres entre la multitud, con los diminutivos acostumbrados de los piamonteses, y reconocí la pronunciación del Alejandrino, del de Pinerolo, del de la Provincia de Cuneo y de otros lugares, cuya acentuación era tan clara como la de la misma madre patria.
Algunos, llamados por mis compañeros, empezaron a acercarse; a los pocos momentos me vi en derredor una multitud que me hurtaba por todas partes. No tuve necesidad de preguntar a nadie, me dirigieron en seguida la palabra ellos con avidez. Me relataron todos de que país eran. Yo soy de Caluso. Yo soy de Gallanico. Yo de San Segundo. Yo de Dronero.

En San Francisco, Córdoba, en el límite con Santa Fe, se mantienen tradiciones piamontesas. Incluso, se realiza una obra de teatro en idioma piamontés que homenajea a los primeros inmigrantes. En la región se mantienen más de 30 capillas en el campo creadas por los piamonteses, cuyas advocaciones son de santos italianos. General Roca, también en Córdoba, fue la primera colonia agrícola de la provincia, siendo habitada por piamonteses. Lo mismo ocurrió con la segunda, la colonia Marengo Monferrati.
La Federación de Asociaciones Piamontesas de Argentina agrupa a 82 organizaciones de origen piamontés, ubicadas en la ciudad y provincia de Buenos Aires, Córdoba, Entre Ríos, Santa Fe, Mendoza, San Luis, San Juan, Río Negro, Catamarca, La Rioja y Tucumán. En 2009 se creó en la Ciudad de Córdoba el Archivo Histórico de la Inmigración Piamontesa, por iniciativa de la Asociación Familia Piemontesa de dicha ciudad. Tiene su sede en el Área de Italianística de la Facultad de Lenguas de la Universidad Nacional de Córdoba.

#### Calabria

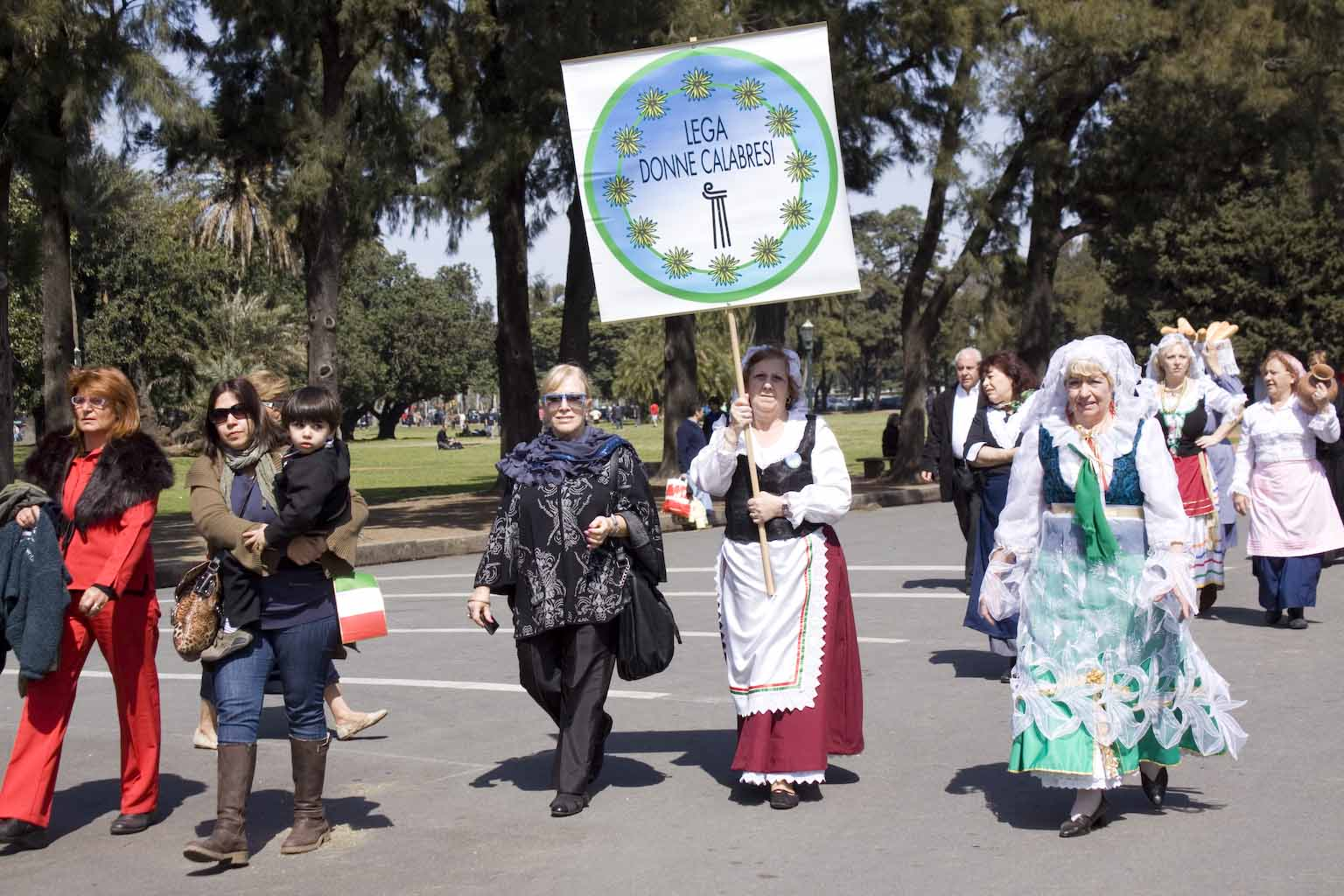
Mujeres de la colectividad calabresa de Buenos Aires.

La diáspora calabresa eligió como principal destino la región del Río de la Plata. El Día Mundial del Emigrante Calabrés fue sancionado como ley impulsado por la Asociación Lega Donne Calabresi y la Federación de Asociaciones Calabresas en Argentina. Se celebra cada 2 de abril en homenaje al primer emigrante calabrés, el santo Francisco de Paula. La ciudad de Buenos Aires realiza anualmente el festival Buenos Aires celebra Calabria. La capital argentina posee más de 70 sitios relacionados con Calabria, entre centros, asociaciones, restaurantes, bares, etcétera.
La Federazione delle Associazioni Calabresi in Argentina nuclea a las más de 60 asociaciones de la ciudad y la provincia de Buenos Aires, Santa Fe, Mendoza, Córdoba y Tucumán.
En la última dictadura cívico-militar, autodenominada Proceso de Reorganización Nacional, hubo inmigrantes calebreses detenidos y desaparecidos.

#### Sicilia
Aunque el destino mayoritario de la diáspora siciliana hacia América fue Estados Unidos, hay cifras que indican que los sicilianos representan el 35% de la inmigraición italiana en Argentina, siendo el segundo grupo de los italianos del sur detrás de los calabreses. El principal sitio de asentamiento fue la Región del Litoral, mientras que las principales regiones de origen eran el sudoeste y centro de la isla, destacándose la provincia de Catania.
Juan Domínguez Palermo, llegado al actual territorio argentino desde Sicilia durante la colonización española, fue propietario de tierras que tomaron el nombre de Palermo, el mayor barrio de Buenos Aires.
Un arribo de obreros sicilianos poco calificados llegó tras la Segunda Guerra Mundial. Parte de ellos se asentaron en el barrio porteño de Mataderos, gracias a la asistencia de la Asociación de Socorros Mutuos Siciliana. Hacia 2002 se estimaban en 1 500 000 los argentinos con ascendencia siciliana.
Los inmigrantes sicilianos, al igual que los calabreses, se caracterizaron por ser más cerrados que los inmigrantes del norte italiano. Esto favoreció la preservación de los valores de su tierra. Se mantuvieron bajo sus propias reglas y su propia vida comunitaria. La mafia siciliana estuvo presente en Argentina entre finales del siglo XIX y comienzos del XX, cometiendo crímenes en Buenos Aires, Rosario y Córdoba.
Durante la crisis económica argentina de 1998-2002, el gobierno de Sicilia otorgó ayuda económica a familias sicilianas y financió programas de formación profesional y desarrollo empresario.

#### Lombardía
La inmigración desde Lombardía fue la segunda más numerosa del norte italiano. Algunos de ellos se asentaron en colonias agrícolas de las provincias de Córdoba y de Santa Fe. La Federación Argentina de las Asociaciones Lombardas agrupa organizaciones lombardas de la ciudad y la provincia de Buenos Aires, Santa Fe, Córdoba, Río Negro y Salta.

#### Marcas
La inmigración desde la región de las Marcas proviene mayoritariamente de la provincia de Macerata, ya que en las provincias norteñas la migración apuntó hacia el resto de Europa, mientras que la provincia sureña lo hizo hacia Estados Unidos. Tras la Segunda Guerra Mundial se asentó una comunidad de marchigianos en Mendoza. La Federación de Asociaciones Marchigianas de la República Argentina agrupa asociaciones marchigianas de la ciudad y provincia de Buenos Aires, Córdoba, Santa Fe y Río Negro.

#### Liguria

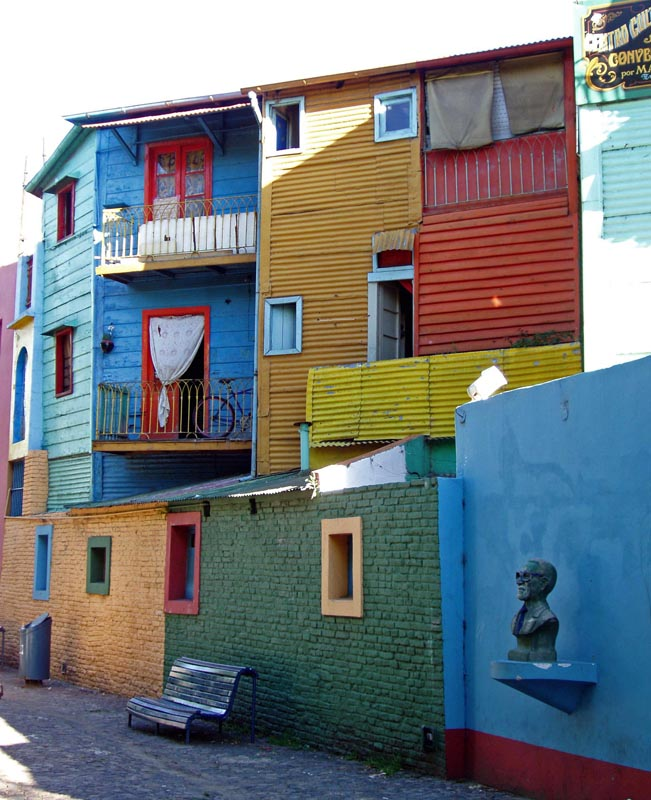
Barrio porteño de La Boca, asentamiento de los genoveses.

Los primeros ligures llegaron a la Argentina a partir de 1830 desde Génova. Los motivos de su arribo eran la inestabilidad política posterior a la ocupación francesa y previa a la unificación italiana, como así también problemas económicos. Muchos de ellos se empleaban como marinos y otros como comerciantes de productos italianos. Para 1855 eran el primer grupo de italianos y europeos de la ciudad de Buenos Aires, representando el 10 % sobre una población total de algo más de 100 000 habitantes. Algunos de los inmigrantes posteriormente comenzaron a enviar remesas importantes de dinero hacia Liguria favoreciendo al puerto de Génova, que comenzó a desarrollarse económicamente gracias al tráfico comercial con Buenos Aires.
El asentamiento más importante fue el barrio porteño de La Boca. Allí, los genoveses se instalaron en conventillos, construidos con maderas y chapas de cinc acanaladas, y pintados con diversos colores, debido a que eran de pinturas que sobraban de los barcos. Sus incendios frecuentes llevaron a la creación del primer cuartel de bomberos voluntarios de la Argentina, entidad a la que se denominó Asociación Italiana de Socorros Mutuos Bomberos Voluntarios de La Boca. Hoy en día, los conventillos de colores son el símbolo del barrio. En 1882, un grupo de genoveses firmó un acta estableciendo la República de La Boca y la enviaron al rey italiano Humberto I. Como reacción, el presidente Julio Argentino Roca hizo arriar la bandera genovesa, poniendo fin al intento de separatismo. Existen reportes de que algunos inmigrantes italianos deseaban que La Boca se integrara al Reino de Italia.
El Club Atlético Boca Juniors, fundado en 1905 y uno de los más importantes de Buenos Aires, tuvo una fuerte identidad ligur (principalmente de Génova), por ser el sitio de proveniencia de sus miembros fundadores. El apodo «xeneize», aplicado a los hinchas del club, significa "genovés" en ese dialecto. Los colores blanco y rojo del uniforme del Club Atlético River Plate, clásico rival de Boca Juniors y también nacido en La Boca, provienen de la bandera genovesa.
El Istituto Culturale Argentino-Ligure agrupa asociaciones ligures de la ciudad y provincia de Buenos Aires, Córdoba, Santa Fe, La Pampa y Río Negro.

#### Campania
La mayor parte de los inmigrantes de la Campania provenían de Nápoles. En el español rioplatense se le denomina coloquialmente tano (en lugar de «italiano») a los habitantes y naturales de Italia o descendientes de italianos. Este término proviene de la aféresis fonética de «napolitano» (originario de Nápoles), lo que demuestra la influencia de los napolitanos en la cultura argentina. También se destaca la relación entre el acento de Buenos Aires y el acento de Nápoles.
La Federazione Nazionale della Regione Campania In Argentina agrupa asociaciones de la Campania de la ciudad y provincia de Buenos Aires, Córdoba, Mendoza y Santa Fe. Anualmente, en el mes de julio, el barrio porteño de San Telmo se convierte en un barrio napolitano durante la procesión de Santa Ana y San Antonio María Zaccaria.

#### Véneto
Argentina era hacia 2008 el tercer destino de la diáspora véneta después de Brasil y Suiza, con 31 823 habitantes. Algunos inmigrantes retornaron a su tierra natal en las últimas décadas. El gobierno véneto reconoce en Argentina 17 asociaciones vénetas repartidas entre la ciudad y la provincia de Buenos Aires, Córdoba, Santa Fe y Mendoza. También se encuentra el CAVA Comitato de las Asociaciones Venetas Argentinas Federazione CAVA - Comitato delle Associazione Venete dell’Argentina (Federazione CAVA - Wikipedia), que nuclea asociaciones de dichas provincias y de Río Negro, Catamarca y La Rioja. En Buenos Aires se instaló, entre los inmigrantes de la ciudad de Vicenza, el más antiguo y numeroso círculo Vicentini nel Mondo, que agrupa a unas 700 familias.

#### Molise

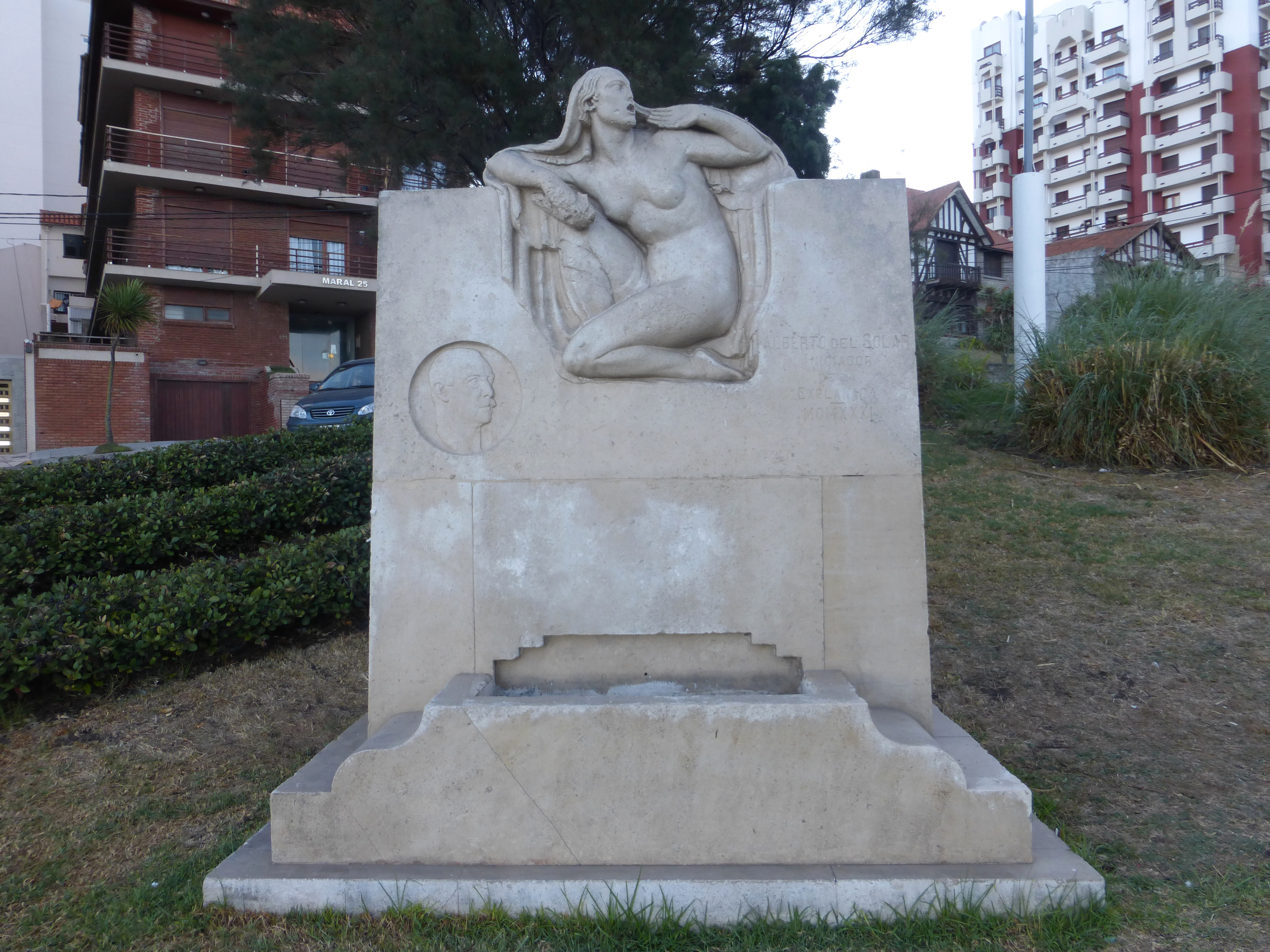
Alegoría a la Comunidad Molisana de Mar del Plata, provincia de Buenos Aires.

En 2015 Mar del Plata albergó un importante evento de la diáspora molisana, Caminna Molise, que se organizaba desde 1995 en Italia. Al año siguiente fue organizado en Rosario, otro importante destino de la inmigración molisana. En esta ciudad la mayor parte de los inmigrantes provienen de Ripalimosani y se han dedicado al rubro de la panadería.
La Unione Regionale delle Associazioni Molisane in Argentina agrupa asociaciones molisanas de la ciudad y provincia de Buenos Aires, Santa Fe, Córdoba y Tucumán.

#### Cerdeña
Argentina alberga ocho organizaciones sardas: cinco entre la ciudad y la provincia de Buenos Aires, una en San Miguel de Tucumán (que nuclea a los sardos del noroeste argentino), una en Córdoba y otra en Rosario, que agrupaban (hacia 2016) a 8000 personas, de las cuales 2000 nacieron en Cerdeña. La asociación más antigua data de 1936, siendo además la primera organización sarda de socorros mutuos fuera de Cerdeña. La Federación de Círculos Sardos de la Argentina a su vez reúne asociaciones de sardos de la ciudad y provincia de Buenos Aires, Santa Fe, Córdoba y Tucumán. La localidad bonaerense de Moreno alberga un club deportivo de la comunidad sarda, Sportivo Sardi.

#### Basilicata
La inmigración desde Basilicata tuvo principal origen en las provincias de Potenza y Matera. En Buenos Aires, se concentraron en el barrio de Mataderos. La Federación de Asociaciones de la Basilicata en Argentina integra 32 asociaciones en toda Argentina, de las cuales 23 de ellas se encuentran en la ciudad capital. El resto se encuentra en la provincia de Buenos Aires, Mendoza y Rosario (Santa Fe).

#### Friuli-Venecia Julia
Los primeros friulanos llegaron a la Argentina en 1877. Argentina fue el principal destino de la diáspora friulana hacia América, concentrando el 68 % de los migrantes. La colectividad mantiene el idioma friulano y su gastronomía, como así también la cultura. El Ente Friulano de Asistencia Social y Cultural al Emigrante agrupa asociaciones friulanas de la ciudad y provincia de Buenos Aires, Misiones, Córdoba, Mendoza, Santa Fe, Río Negro y Neuquén.
Salta, Entre Ríos, San Juan, Tucumán, Chaco y Tierra del Fuego también poseen comunidades friulanas, organizadas en «Fogolârs». El gobierno italiano estima que la localidad cordobesa de Colonia Caroya es la colonia de friulanos más grande del mundo. Los inmigrantes se emplearon en varios oficios y poblaron diversas colonias arícolas del interior argentino. Un grupo de friulanos formó parte de la fundación de Resistencia, la capital de Chaco, en 1878.
Por su parte, los inmigrantes de Venecia Julia poseen la Federación del Círculo Giuliano en Argentina, que agrupa asociaciones de la ciudad y provincia de Buenos Aires, Río Negro, Salta, Santa Fe, Córdoba y Tucumán.

#### Abruzos
La inmigración desde los Abruzos fue pequeña, ya que su principal destino de emigración era Estados Unidos. Una oleada de inmigrantes de esa región se asentó tras la Segunda Guerra Mundial. La Federación de las Instituciones Abruzzesas en la Argentina agrupa a asociaciones de la ciudad y provincia de Buenos Aires, Santa Fe y Mendoza. También hay otras en Río Negro, Córdoba y Tucumán.

#### Trentino-Alto Adigio/Tirol del Sur
Los primeros inmigrantes trentinos arribaron como parte del Imperio Austro-Húngaro desde 1878, ya que la integración de dicho territorio con Italia fue posterior. Esto provocó que algunos de los inmigrantes adoptasen una identidad austríaca, creando posteriormente una asociación austro-argentina. Las primeras 43 familias del Trentino se asentaron en la colonia agrícola de Sampacho, en Córdoba. En la misma provincia se fundó posteriormente la Colonia Tirolesa, con inmigrantes trentinos de Brasil (destino predilecto de los trentinos antes de adoptar la Argentina). Otros colonos fueron enviados a la provincia de Chaco, teniendo dificultades para adaptarse al clima y la geografía local. Allí se creó la localidad de Puerto Tirol.
Las principales oleadas migratorias desde el Trentino-Alto Adigio ocurrieron en el período de entreguerras y tras la Segunda Guerra Mundial. En 1977 se estimaban unos 70 000 trentino-tiroleses y descendientes en la Argentina. La Federación de Círculos Trentinos en Argentina agrupa a las agrupaciones trentinas de la ciudad y provincia de Buenos Aires, Córdoba, Santa Fe, Río Negro, Entre Ríos, La Rioja, Chubut, Corrientes, Chaco, San Luis, Mendoza, Salta y La Pampa.
A principios de los años 2000 se implementó un plan extraordinario de acción para la comunidad trentina, enfocado en la asistencia social y sanitaria, como así también con el fin de consolidar las cooperativas constituidas por los inmigrantes.

#### Emilia-Romaña
Pese a no ser muy numerosa, la colectividad de Emilia-Romaña posee comunidades activas en las provincias de Buenos Aires, Córdoba, Santa Fe, Salta, Tucumán, Río Negro, Misiones y Mendoza. A nivel nacional no posee una federación.

#### Toscana
Se estima que en Argentina, hacia 2010, vivían unos 16 000 descendientes de toscanos, siendo la mayor cifra fuera de Italia. La asociación toscana más antigua del mundo fue fundada en la localidad bonaerense de Avellaneda, la cual data de 1927. En Villa Carlos Paz, Córdoba, se destaca una comunidad toscana oriunda de la provincia de Lucca.

#### Apulia
En Argentina hay asociaciones de descendientes de puglieses en el Gran Buenos Aires, La Plata, Bahía Blanca, Mar del Plata, San Nicolás de los Arroyos, Córdoba, Mendoza y Rosario, aunque no poseen una federación a nivel nacional. La provincia de Bari fue la que más inmigrantes puglieses aportó.

### Llegada a Argentina
Pequeños grupos de italianos comenzaron a emigrar a Argentina ya en la segunda mitad del siglo XVII. Ya había italianos en Buenos Aires durante la Revolución de Mayo. La comunidad italiana ya había crecido a tal punto que en 1836 el Reino de Piamonte-Cerdeña envía a un embajador, el Barón Picolet d'Hermilion, el cual no tuvo buenas relaciones con Juan Manuel de Rosas.
Previamente, durante la conquista española de lo que sería el actual territorio argentino, un sardo (Leonardo Gribeo) acompañó a Pedro de Mendoza durante la primera fundación de Buenos Aires. Allí llevó desde Cagliari hacia España y luego hacia el Río de la Plata una imagen de Santa María del Buon Aria, a quien se le atribuyó el «milagro» de llegar a un buen puerto, otorgándole a la ciudad fundada su nombre en castellano: Buenos Aires.
Sin embargo, el flujo de la inmigración italiana a la Argentina se convirtió en un fenómeno de masas en los años 1870 a 1920 durante la gran ola de inmigración europea, con un pico entre los años 1900 y 1914, cuando alrededor del 50 % del total de los llegados al país eran italianos. Este flujo migratorio se mantuvo relativamente constante, con altibajos, hasta la década de 1960.
En 1895 los ciudadanos italianos eran el 12,5% de la población argentina y para los años 1920 superaban el millón de personas; en 1960 se habían reducido a casi el 5 % del total y en 2008 eran 659 655.

### Región de origen de los inmigrantes (1876-1915)
| Región               | Porcentaje | Número de inmigrantes |
| -------------------- | ---------- | --------------------- |
| Piamonte (Norte)     | 16,9%      | 410.306               |
| Calabria (Sur)       | 13,2%      | 320.472               |
| Sicilia (Sur)        | 11,1%      | 269.489               |
| Lombardía (Norte)    | 10,4%      | 252.495               |
| Marcas (Centro)      | 8,2%       | 199.082               |
| Campania (Sur)       | 7,5%       | 182.087               |
| Véneto (Norte)       | 7,2%       | 174.804               |
| Abruzos-Molise (Sur) | 3,2%       | 77.690                |

| Inmigrantes llegados a la Argentina entre 1861 y 1920 |                      |                       |            |
| Período                                               | Total de inmigrantes | Cantidad de italianos | Porcentaje |
| 1861–1870                                             | 159 570              | 113 554               | 71 %       |
| 1871–1880                                             | 260 885              | 152 061               | 58 %       |
| 1881–1890                                             | 841 122              | 493 885               | 59 %       |
| 1891–1900                                             | 648 326              | 425 693               | 57 %       |
| 1901–1910                                             | 1 764 103            | 796 190               | 45 %       |
| 1911–1920                                             | 1 204 919            | 347 388               | 29 %       |
| 1861-1920                                             | 3 798 925            | 2 270 525             | 59 %       |

| Población italiana residente en Argentina | Población italiana residente en Argentina | Población italiana residente en Argentina | Población italiana residente en Argentina | Población italiana residente en Argentina |
| Censo                                     | Población de extranjeros                  | Población de italianos                    | % de italianos sobre extranjeros          | % de italianos sobre la población total   |
| ----------------------------------------- | ----------------------------------------- | ----------------------------------------- | ----------------------------------------- | ----------------------------------------- |
| 1869                                      | 210 330                                   | 71 403                                    | 33,8                                      | 4,9                                       |
| 1895                                      | 1 006 838                                 | 492 636                                   | 48,9                                      | 12,5                                      |
| 1914                                      | 2 391 171                                 | 942 209                                   | 39,4                                      | 11,9                                      |
| 1947                                      | 2 435 927                                 | 786 207                                   | 32,3                                      | 4,9                                       |
| 1960                                      | 2 604 447                                 | 878 298                                   | 33,7                                      | 4,4                                       |
| 1970                                      | 2 210 400                                 | 637 050                                   | 29,8                                      | 2,7                                       |

Distribución de los inmigrantes italianos en la Argentina en el censo de 1914.

De los casi tres millones de italianos que se trasladaron a Argentina entre 1880 y 1970, la mitad se asentó definitivamente en este país. Muchas personas migraron de forma espontánea, debido a que la política de inmigración argentina nunca tuvo problemas para atraer a los italianos. Así, los italianos han contribuido decisivamente al crecimiento de la población argentina. En la segunda mitad del siglo XIX era evidente el predominio demográfico italiano entre los residentes extranjeros en Argentina. El 60 % del total de inmigrantes llegó antes de 1915, poco más del 20 % entre las dos guerras mundiales y el 20 % en la primera década de la posguerra.

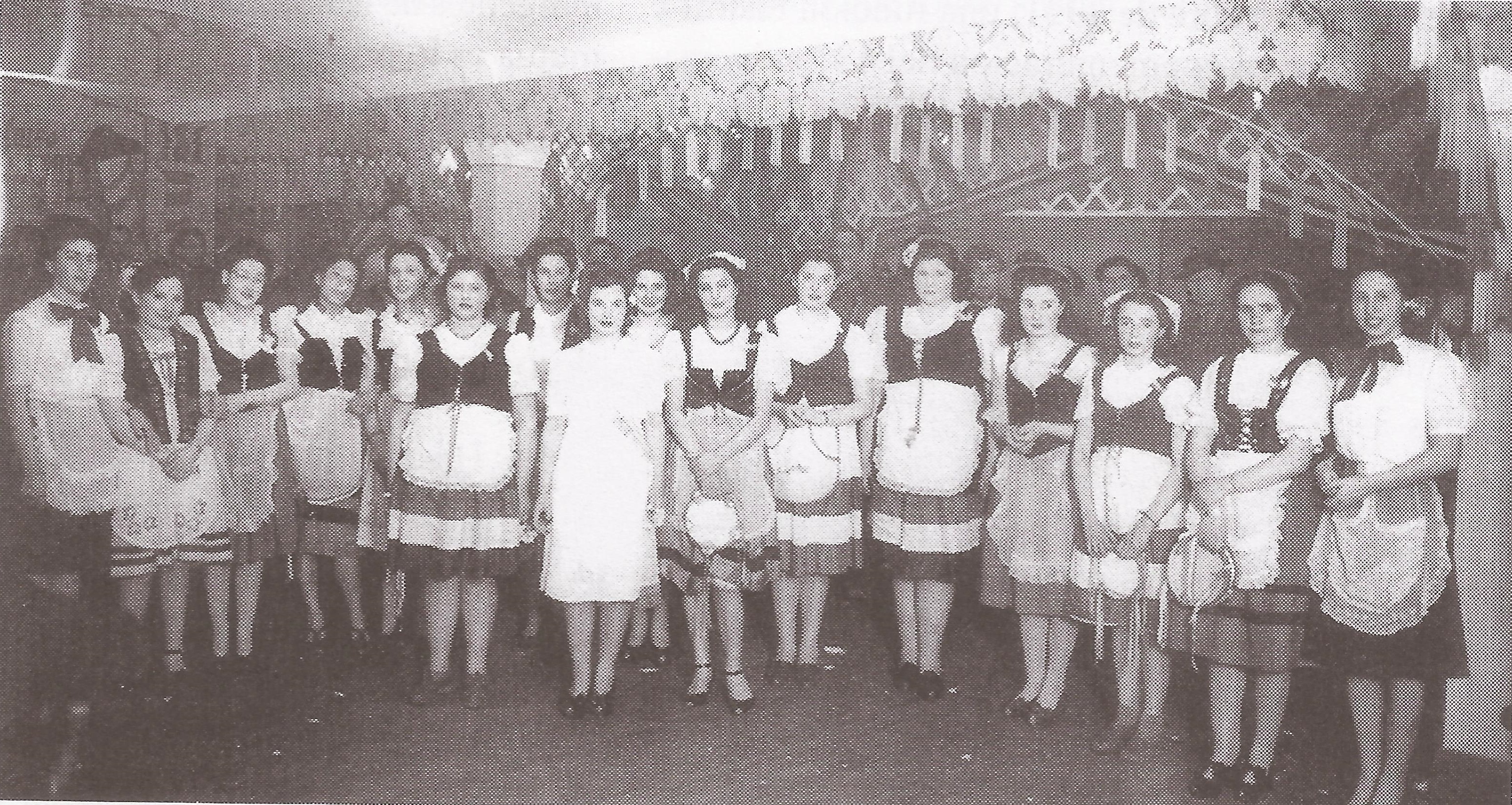
Kermés de la Asociación Italiana de Comodoro Rivadavia, Chubut, a beneficio de los refugiados italianos durante la Segunda Guerra Mundial.

Las comunidades más grandes se establecieron en la provincia y especialmente en la ciudad de Buenos Aires, además de en Santa Fe, Entre Ríos, Córdoba, La Pampa, Tucumán, Santiago del Estero y Corrientes. Otros sucesivamente llegaron a los países vecinos, principalmente a Uruguay y Brasil. Más específicamente Rosario y La Plata son dos ciudades argentinas donde la mayoría de la población es descendiente directa de italianos. En Rosario los descendientes de italianos (casi el 65 % del total de la ciudad) han alcanzado los niveles sociales más altos de la comunidad.
En La Plata a finales del siglo XIX había casi 4600 emigrantes italianos en una ciudad de apenas 10 000 habitantes. Los inmigrantes del norte italiano se establecieron en regiones bastante pobladas del país como las provincias de Santa Fe, Córdoba, y Mendoza, donde encontraban posibilidades laborales genuinas. La capital del Chaco, Resistencia, fue el destino de muchos italianos después de 1878. La Patagonia fue un destino menor. Sin embargo, la ciudad de Ushuaia, capital de la provincia de Tierra del Fuego, Antártida e Islas del Atlántico Sur, recibió un contingente importante de italianos entre 1948 y 1949.
La inmigración subvencionada nunca tuvo relevancia, aunque se crearon colonias agrícolas en el centro y noreste argentino. La primera de ellas estuvo en la provincia de Corrientes en 1853, estableciendo la modalidad de que las empresas se anticipasen a los gastos de viaje de los inmigrantes y los gastos necesarios para iniciar la actividad en los lotes asignados. Según el censo de 1895, de un total de 407 503 agricultores de subsistencia, más de una cuarta parte eran de nacionalidad extranjera, y entre ellos 62 975 eran italianos, destacándose los calabreses.
Según el censo argentino de 1914, un tercio de los inmigrantes italianos en Argentina vivía en la capital, otro tercio en diferentes centros urbanos y solo un tercio en las zonas rurales. La inmigración italiana en la Argentina fue marcadamente urbana, con la excepción de la provincia de Santa Fe, donde predominaron las colonias agrícolas. El mismo censo arrojó que el 7 % de los inmigrantes eran menores de 15 años, 61 % tenían entre 15 y 44, y 32 % eran mayores de 45 años de edad. El índice de masculinidad era de 171,2. En cuanto al estado civil, el 27 % era soltero, 65 % casado y 8 % viudo.
Los inmigrantes eran principalmente de sexo masculino, de entre 14 y 50 años de edad, y más del 50 % de ellos sabían leer y escribir. En términos de ocupaciones, el 78,7 % de la población activa eran trabajadores agrícolas o trabajadores no cualificados, 10,7 % artesanos, mientras que sólo el 3,7 % trabajaba en el comercio o como profesionales. Hacia la primera década de 1900 las cifras eran: 68 % de trabajadores agrícolas, 13 % de jornaleros no calificados, 10 % de trabajadores calificados y semicalificados, 2 % de comerciantes y otro 6 % se registró como «otros». El número de inmigrantes ocupados era de 1 475 073, mientras que unos 208 888 estaban desempleados. Muy pocos inmigrantes eran hombres de negocio o profesionales. Las cifras de trabajadores agrícolas, más del 92 % en 1891, había caído para el siglo XX al 68 %, por el aumento de artesanos y las dificultades de los campesinos para adquirir tierras.

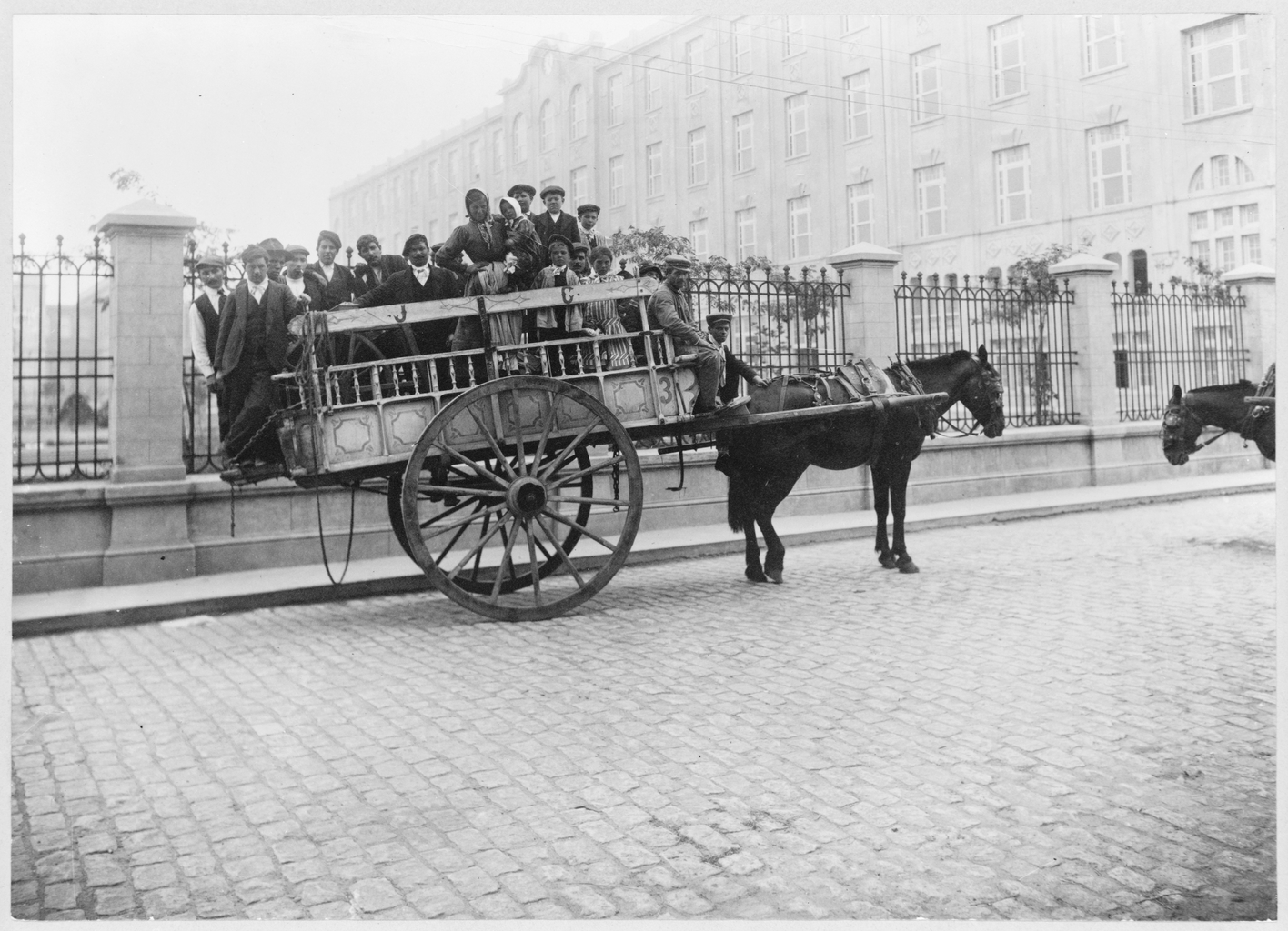
Carreta con inmigrantes italianos. Fotografía de Frank George Carpenter.

En 1895, 181 361 de los 663 864 habitantes de la ciudad de Buenos Aires eran italianos. El principal asentamiento era el barrio porteño de La Boca, donde los italianos representaban el 80% de los comerciantes y el 70% de los empleados. Al mismo tiempo allí había 13 periódicos en italiano. Para 1914, la ciudad contaba con más de 300 000 habitantes nacidos en Italia, representando el 25% de la población total de la capital y el 60 % de la inmigración italiana en toda Argentina. Allí, la comunidad italiana estaba integrada a la sociedad porteña mediante instituciones, escuelas, iglesias, diarios y hasta agrupaciones políticas.
El 21 de septiembre de 1895 el diario La Nación cubrió los festejos en Buenos Aires del aniversario de la conquista de Roma por parte del Reino de Italia, el 20 de septiembre de 1861. Se relataba sobre «el continuo ruido de petardos y cohetes», el entusiasmo de los italianos y la gran cantidad de banderas que lucía la ciudad, dando el aspecto de una ciudad italiana. El fotógrafo estadounidense Frank George Carpenter incluye esta cita en la descripción de una de sus fotografías:

Buenos Aires es, con mucho, la ciudad más grande de habla española del mundo; que es más de tres veces el tamaño de Madrid, la ciudad más grande de España. Aun así, la mayor parte de sus habitantes son extranjeros. No más de una quinta parte de ellos han nacido en el país. Hay más italianos que argentinos nativos en Buenos Aires.

El gobierno de Italia promovía que sus ciudadanos participasen en los programas migratorios argentinos. El estado realizaba y entregaba publicaciones a los emigrantes para estimular el viaje e informarlos sobre el país de su llegada. Por ejemplo, El Manual del Inmigrante Italiano, publicado en 1913, tenía consejos y advertencias sobre la Argentina. Bajo el subtítulo "Un consejo y una doble exigencia", se recomendaba a los inmigrantes:

¿Sabe quién hará conquistar a Italia el lugar que hoy no tiene entre las naciones que importan bienes a la Argentina? Usted, o mejor dicho: deberá ser usted y, con usted, sus compañeros. Entendámonos bien. Yo no me refiero aquí a los artículos de producción local, que están fuera de toda discusión. Me refiero a los artículos importados. Usted debe favorecer las importaciones de origen italiano; comprar solamente, cuando sea posible, nuestros artículos. La nacionalidad del negociante no cuenta para nada o cuenta bastante poco. Podrán ser ingleses, argentinos, españoles, etc. los que vendan quesos, aceite, conservas, algodón o telas italianas, como también podrán ser, y lo son, los comerciantes italianos que venden aceite español, telas y sombreros ingleses, quesos suizos y franceses, etc. Usted debe exigir al comerciante que lo surte productos importados de Italia. Y si, por la mejor calidad, debiera pagar un poquito más, no importa: valga el dicho 'quien más gasta, menos gasta'. Dígalo francamente, resueltamente: 'Yo quiero artículo de proveniencia italiana'. (...) Si así hicieran todos los súbditos de cualquier país, el artículo italiano bajaría de precio y, mientras favorece a su patria, se favorece usted mismo. Se puede mostrar el patriotismo no sólo con el valor en el campo de batalla. En la vida diaria, en la vida en paz, se demuestra de mil maneras hacia el propio país, cada uno en la medida y posibilidades de su propia fuerza.

También en el manual se hacía referencia a la estafa denominada El cuento del tío.
Entre 1914 y 1917, italianos ya radicados en Argentina volvieron a su tierra natal y se enrolaron en el ejército italiano para participar en la Primera Guerra Mundial. Durante la década de 1920 la mayor parte de los inmigrantes eran hombres solteros, pero a partir de la década siguiente comenzaron a llegar nuevamente familias.

### Cifras (1960-presente)
En el censo de 1960, el 73,3 % de los inmigrantes italianos estaba concentrado en la región de Buenos Aires. Hacia 1980 los descendientes directos de italianos eran casi el 52 % de los argentinos. La población nacida en Italia residente en Argentina estaba cayendo en los censos de los años 1980 y 1991, pasando de 1,7 % al 1 %, y a su vez envejecía, aumentado el porcentaje de mayores de 65 años, de 45 % a 47 %.
En 1998, se estimaba que unos 80 000 ítalo-argentinos recibían sus jubilaciones desde Italia, representando un aporte a la economía argentina de 500 millones de dólares estadounidenses anuales. En 2001 la embajada de Italia en Buenos Aires decía que en la Argentina había un millón de italianos, 16 millones de personas de sangre italiana y 500 000 ciudadanos con doble nacionalidad.
Hacia 2004, unos 15 880 000 argentinos decían tener orígenes italianos cuando la población del país era de 34,5 millones habitantes, lo que significa que conformaban el 46 % de la población argentina. Ese mismo año unos 547 786 argentinos tenían ciudadanía italiana. Estos datos colocaron al país como el segundo de mayor cantidad de italianos y descendientes en el continente americano, detrás de Brasil, con cifras similares a países europeos como Francia y Suiza. De los más de 500 000 ciudadanos italianos registrados en 2008, el 63 % participó en las elecciones generales de ese año (el porcentaje más elevado, con un promedio mundial de 44,88 %), lo que demuestra un interés significativo de la comunidad en los temas italianos.
El censo argentino de 2010 registró 147 499 personas nacidas en Italia, manteniéndose como la mayor inmigración europea, representando el 49,26 % de los nacidos en Europa, y el 8,17 % de los habitantes de Argentina nacidos en el extranjero, quedando en el quinto puesto después de los inmigrantes paraguayos, bolivianos, chilenos y peruanos.
El referéndum constitucional de Italia de 2016 proporcionó información sobre los ciudadanos italianos en el exterior. Argentina ocupaba el primer puesto, con 673 238 ciudadanos registrados para votar, sobre un total de 4 811 163, siendo seguido por Alemania, Suiza, Francia y Brasil. A su vez, Buenos Aires fue el circuito electoral con mayor cantidad de ciudadanos registrados para votar fuera de Italia, seguido por Londres (Reino Unido), Zúrich (Suiza) y Charleroi (Bélgica). Para ese año se estimaba que la comunidad italiana era de aproximadamente 920 000 personas. La circunscripción electoral del Consulado Italiano de Buenos Aires conforma la octava provincia italiana en cantidad de ciudadanos.
Debido a la importancia de la colectividad en Argentina, los políticos italianos hicieron campaña en este país a favor y en contra de la reforma constitucional. Del total de 673 238 ciudadanos, votaron 225 510 personas en el circuito electoral de Buenos Aires, 110 292 en Rosario, 72 965 en La Plata, 71 704 en Córdoba, 47 584 en Bahía Blanca, 44 807 en Morón, 43 064 en Mendoza y 41 191 en Lomas de Zamora. La votación se hizo por correo, dirigido a los consulados italianos.
Usualmente los italianos en el exterior eligen diputados y senadores del Parlamento Italiano desde 2006, cuando después de una reforma constitucional se destinaron 12 escaños en Diputados y seis bancas en el Senado para la diáspora italiana. Argentina pertenece a la circunscripción de América del Sur, a la que le corresponden tres diputados y dos senadores. Claudio Zin, senador italiano, emigró a Buenos Aires desde Bolzano. Mario Borghese, nacido en Córdoba, y Ricardo Antonio Merlo, nacido en Buenos Aires, se desempeñan como diputados.

## Distribución territorial

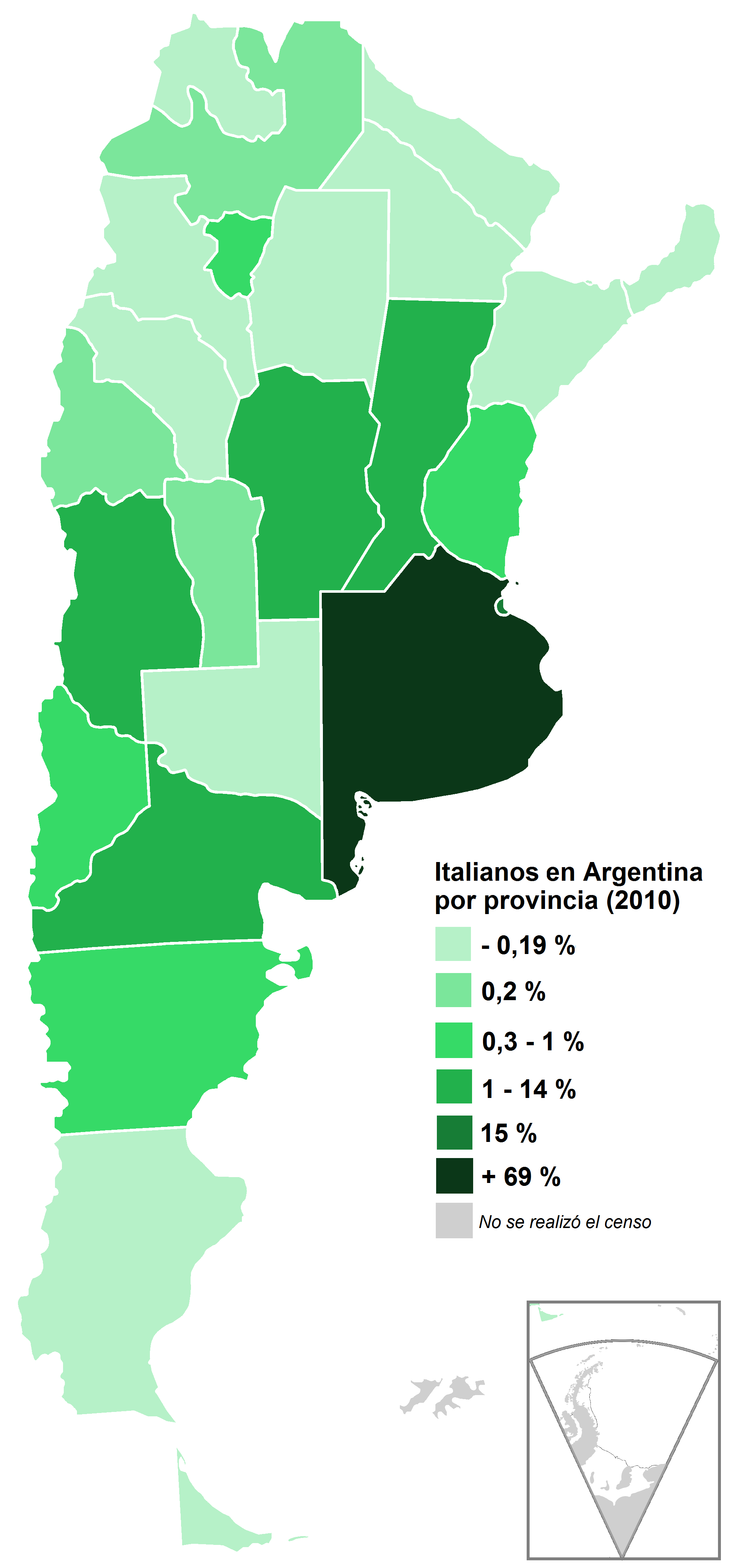
Porcentaje de italianos en Argentina por provincia según el censo de 2010.

El censo argentino de 2010 registró 147 499 personas nacidas en Italia. La siguiente tabla muestra la distribución en las 23 provincias y la ciudad autónoma de Buenos Aires:
| Rango | Provincia                     | Nacidos en Italia | Porcentaje |
| ----- | ----------------------------- | ----------------- | ---------- |
| 1     | Buenos Aires Provincia        | 102 037           | 69,17 %    |
| 2     | Ciudad de Buenos Aires (CABA) | 22 168            | 15,00 %    |
| 3     | Santa Fe                      | 7875              | 5,34 %     |
| 4     | Córdoba                       | 4894              | 3,31 %     |
| 5     | Mendoza                       | 3786              | 2,50 %     |
| 6     | Río Negro                     | 1573              | 1,07 %     |
| 7     | Chubut                        | 601               | 0,40 %     |
| 8     | Neuquén                       | 546               | 0,37 %     |
| 9     | Entre Ríos                    | 507               | 0,34 %     |
| 10    | Tucumán                       | 504               | 0,34 %     |
| 11    | Salta                         | 424               | 0,29 %     |
| 12    | San Juan                      | 419               | 0,28 %     |
| 13    | San Luis                      | 375               | 0,25 %     |
| 14    | Santa Cruz                    | 223               | 0,15 %     |
| 15    | Misiones                      | 219               | 0,15 %     |
| 16    | Corrientes                    | 208               | 0,14 %     |
| 17    | Santiago del Estero           | 199               | 0,13 %     |
| 18    | Chaco                         | 191               | 0,13 %     |
| 19    | La Pampa                      | 180               | 0,12 %     |
| 20    | Jujuy                         | 145               | 0,10 %     |
| 21    | Tierra del Fuego              | 136               | 0,09 %     |
| 22    | Catamarca                     | 109               | 0,07 %     |
| 23    | La Rioja                      | 109               | 0,07 %     |
| 24    | Formosa                       | 71                | 0,05 %     |
| Total | Argentina                     | 147 499           | 100 %      |

## Sexo y grupos de edad
Según el censo argentino de 2010, del total de 147 499 personas nacidas en Italia, 65 021 eran hombres y 82 478 mujeres. Del total de hombres, 966 tenían entre 0 y 14 años, 20 226 entre 15 y 64, y 43 829 eran mayores de 65 años de edad. Del total de mujeres, 1011 tenían entre 0 y 14 años, 21 597 entre 15 y 64, y 59 870 eran mayores de 65 años de edad.

## Motivación de inmigración

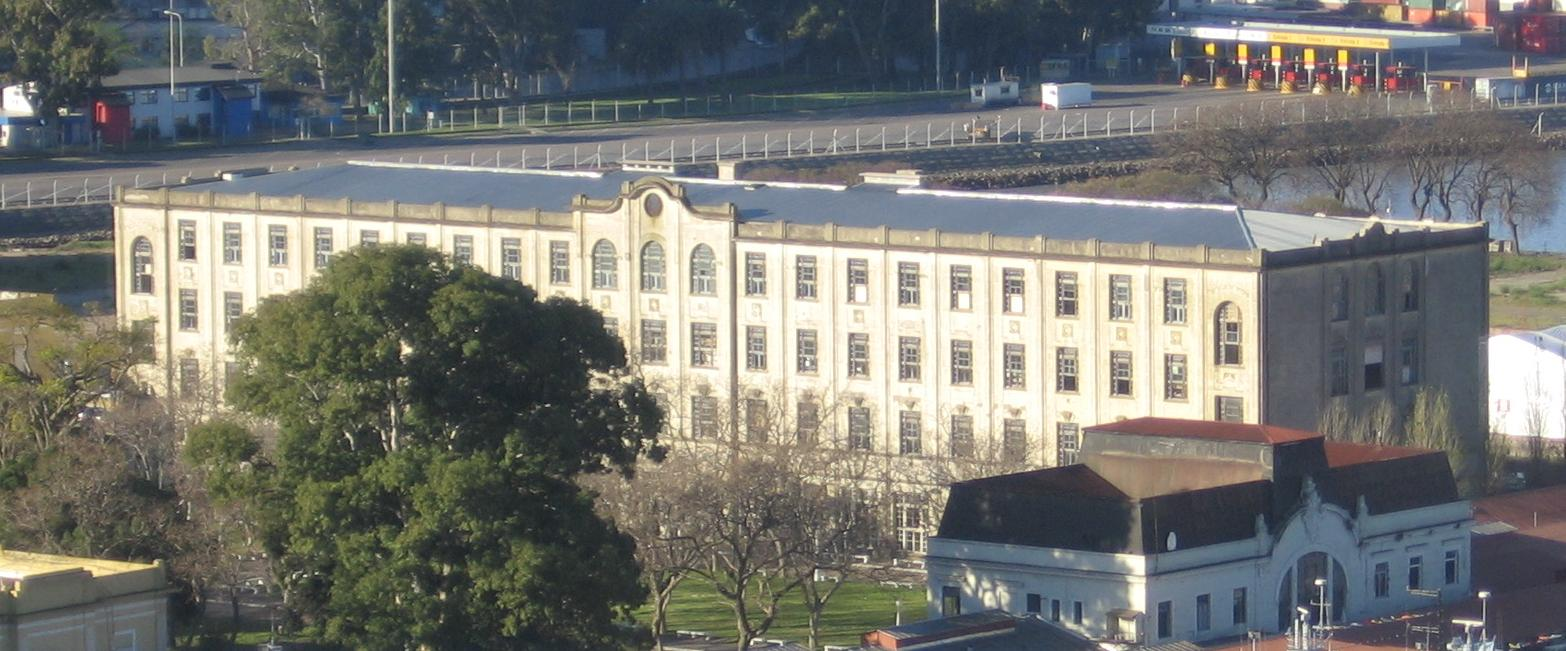
Antiguo Hotel de Inmigrantes, actual Museo de la Inmigración en el puerto de Buenos Aires.

Los italianos abandonaron su patria durante un periodo de casi un siglo en favor de Argentina, y las razones cambiaron con el tiempo:

### sigloXIX
La emigración italiana hacia Argentina (y las Américas) empezó en forma masiva por los años 1800, principalmente por tres razones: política, económica y demográfica.
- Razones políticas: Antes de la unificación italiana bajo la corona sardo-piamontesa (1861), oleadas de exiliados emigraron hacia Argentina, forzados por los resultados adversos en el campo de batalla, en la larga y cruenta guerra civil que asoló Italia desde el motín de Nola (Nápoles, 1820) hasta la primera guerra de independencia (1848), cuando se produjo un reflujo de muchos refugiados que regresaron para continuar luchando contra los austríacos, y por la unidad de Italia. Luego de las derrotas de las repúblicas revolucionarias sobrevino un nuevo exilio, etapa que culminó en 1861 con la anhelada unidad de Italia alcanzada con Víctor Manuel II.[45][46][47]

- Razones económicas: Antes de la unificación tumultuosa de Italia en la segunda mitad del siglo, Italia tuvo dificultades de adaptación en relación con los cambios tecnológicos. Mientras que en Inglaterra y Alemania abrazaron las nuevas formas de industria, en Italia no pudieron competir con las potencias imperiales. De hecho, Italia solo empezó a expandirse fuera de la península itálica al fin del siglo, muy tarde en relación con Holanda, Gran Bretaña y Francia, que empezaron muchos siglos antes y manejaron sus colonias relativamente con aptitud. En adición a esto, Italia fue dominada por Napoleón hasta 1815, el cual dejó la península más pobre y atrasada que nunca. En los años siguientes el pueblo italiano sufrió hambrunas, epidemias de cólera, y aún en tiempos normales, instituciones débiles en los Estados locales. Aún dominada por élites feudales, los italianos pobres pagaron impuestos altos y dependieron de préstamos usurarios para subsistir. Muchos italianos se mudaron al extranjero con el objetivo original de ayudar a sus familias a devolver los préstamos. Cabe precisar que muchos artesanos, que perdieron el comercio debido a la industrialización, dejaron Italia para continuar en sus empleos anteriores en lugares que los necesitaban, como Sudamérica.[45][46][47]

- Razones demográficas: Después de la unificación de Italia, las mejoradas condiciones sanitarias -hechas por el nuevo gobierno unitario- crearon un abultado crecimiento demográfico de la población italiana. Entre 1861 y 1911 la mortalidad (especialmente infantil) disminuyó enormemente, mientras que la natalidad se mantuvo elevada a causa de la influencia católica que promovía los nacimientos. Esto conllevó un gran crecimiento de la población joven de Italia en esos 50 años, que desembocó en una emigración en masa que -no pudiendo ir hacia las recientemente creadas colonias italianas en África- se dirigió hacia las Américas (Argentina era una de las metas preferidas por tener un clima parecido al italiano).[45][46][47]

### SigloXX

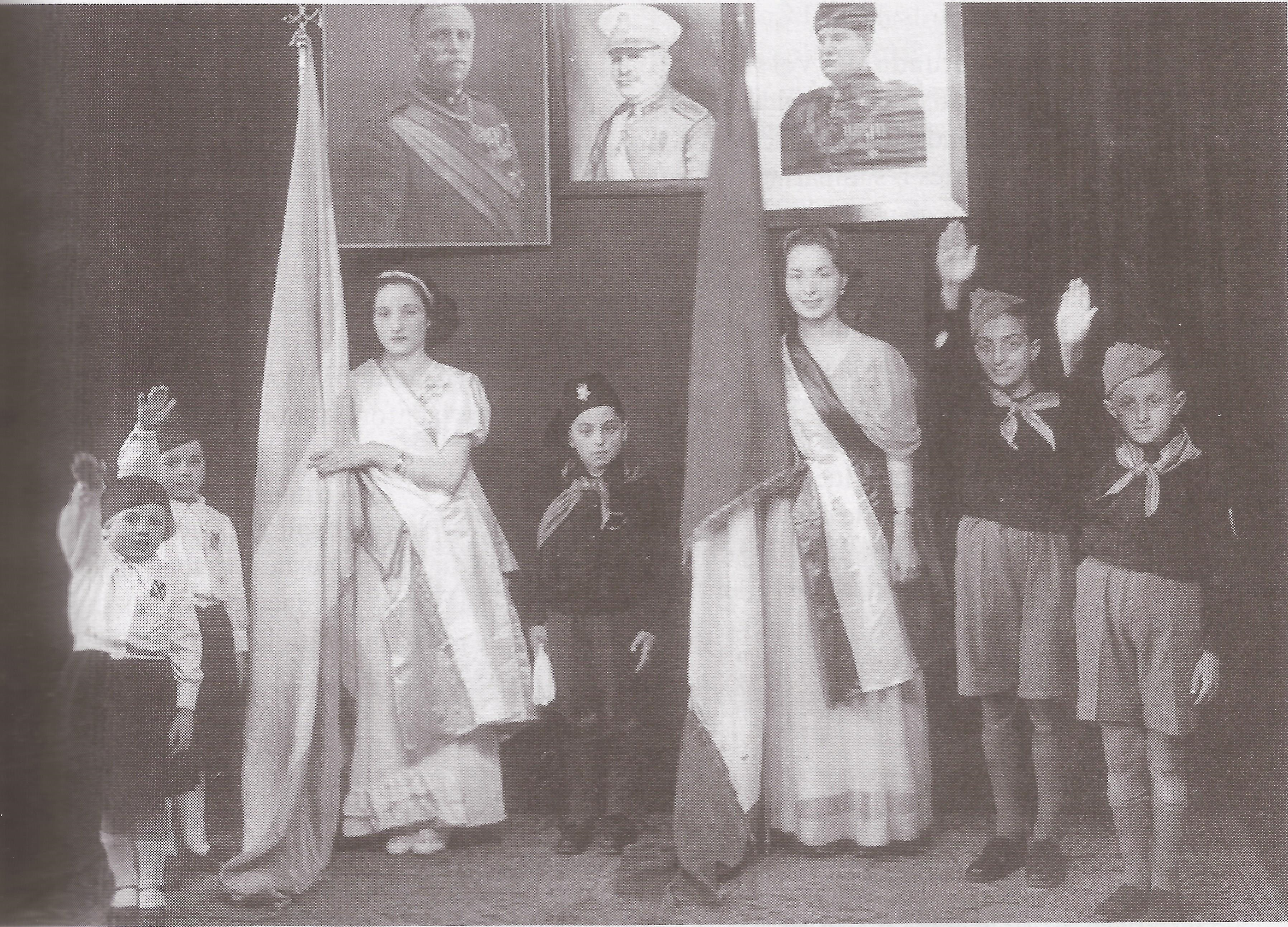
Conmemoración en Comodoro Rivadavia, provincia de Chubut, de la victoria italiana de la batalla de Vittorio Veneto en la Primera Guerra, en octubre de 1936.

Aunque Italia salió vencedora de la Primera Guerra Mundial, sus deudas fueron enormes, y el país perdió mucho de su pequeña riqueza en la lucha para expandir sus fronteras. El desempleo de posguerra fue otra motivación para que los italianos viajaran al extranjero. Durante dicha guerra, un total de 20 000 voluntarios entre inmigrantes italianos y argentinos participaron del lado italiano. Mussolini promovió la "italianidad" entre los Argentinos de origen italiano. El fascismo conquistó Etiopía en 1936 para trasladar ahí millones de italianos, pero en 1943 todo se derrumbó. El surgimiento del fascismo también provocó una rápida caída de la inmigración a la Argentina, con una ligera recuperación entre 1923 y 1927, que se detuvo durante la Gran Depresión y la Segunda Guerra Mundial.
Con las secuelas de dicha guerra, Italia fue aún más arruinada, con muchas ciudades destruidas como resultado de bombardeos y ocupaciones de los aliados o de los alemanes. El período 1946-1957 trajo otra ola masiva de 380 000 italianos a la Argentina. Otras cifras reportan que entre 1946 y 1960 ingresaron cerca de 500 000 italianos. En ese momento Argentina recibió cuatro veces más ingresos que Brasil, y dos veces más que Venezuela. Los que emigraron eran familiares de italianos en Argentina, y en otros casos, trabajadores urbanos y obreros de mano de obra calificada, necesarios en el crecimiento industrial argentino. Para 1960, el porcentaje de italianos había crecido en la ciudad y provincia de Buenos Aires, cayendo en las demás.
En toda Europa los problemas económicos siguieron a la guerra, con corrupción y disturbios sociales que plagaron el estado italiano. Aunque la emigración hacia los Estados Unidos era entonces muy pequeña debido a las cuotas y a la discriminación, los italianos todavía pudieron encontrar un nuevo hogar en Argentina y en otros países sudamericanos. Otro de los motivos fueron los relatos de familiares y conocidos emigrados en años anteriores sobre la vivencia en Argentina.
Para emigrar a la Argentina en los años 1950, gran cantidad de instituciones italianas facilitaron la tarea. Entre ellas el Istituto Nazionale di Credito per il Lavoro Italiano all ´Estero, la Organización Internacional del Refugiado, el Comité Intergubernamental para las Migraciones Europeas (CIME) (que desarrolló el «Programa de Reunión de Familias» implementado por el gobierno italiano) y empresas privadas facultadas para la inmigración.
La recuperación sustancial permitida por el milagro económico italiano de los años 1950 y 1960 hizo finalmente que la era de la diáspora italiana en el extranjero terminase, y en las décadas siguientes Italia se convirtió en un país receptor de inmigrantes. Ya para mediados del siglo XX había crecido la inmigración española. En el caso de la diáspora en Argentina, los conflictos políticos del país sudamericano y la caída económica provocaron el retorno de los inmigrantes.

### SigloXXI
Aunque Argentina recibió el nuevo siglo atravesando algunas dificultades económicas, la inmigración italiana no cesó. Una nueva corriente de italianos comenzaría a crecer, especialmente a partir del año 2010 como consecuencia de la crisis económica que en ese momento le tocaba afrontar a Europa, sobre todo los países de Europa del Sur, entre ellos encontrándose Italia. Cabe destacar que dentro de esta nueva corriente inmigratoria proveniente del país itálico se encuentran también argentinos (en su mayoría descendientes de italianos) que habían abandonado Argentina durante la crisis económica de 2001. William Swing, director de la Organización Internacional para las Migraciones (OIM), señaló al diario uruguayo El País en el año 2013 que la mayoría de los italianos eligen el Cono Sur como destino principal para emigrar en Latinoamérica, destacándose Argentina.
Pese a la nueva corriente de inmigrantes, hacia 2012 se estimaba que unos 69 000 italianos habían abandonado Argentina. En toda la historia de la inmigración, la tasa de repatriación (regreso a Italia) en el caso de Argentina se estima en un 51 %. Otras cifras de 1861-1985 hablan de un total de 2 941 000 inmigrantes italianos, de los cuales 750 000 retornaron.
En la década de 2010 en el barrio porteño de Palermo se instaló un pequeño barrio italiano sobre la calle Gorriti, con una extensión de 500 metros. El sector posee una serie de bares y restaurantes de gastronomía italiana, y se destaca por los jóvenes ítalo-argentinos interesados en la cultura italiana y jóvenes italianos llegados a la Argentina en años recientes. Allí también se realiza el festival gastronómico Al Dente.
Según datos de la Dirección Nacional de Migraciones, entre 2009 y 2017 un promedio aproximado de mil italianos se iba radicando en Argentina durante cada año. Aunque probablemente fueran más los no documentados, la mayoría eran jóvenes profesionales.

## Trato hacia los inmigrantes y descendientes

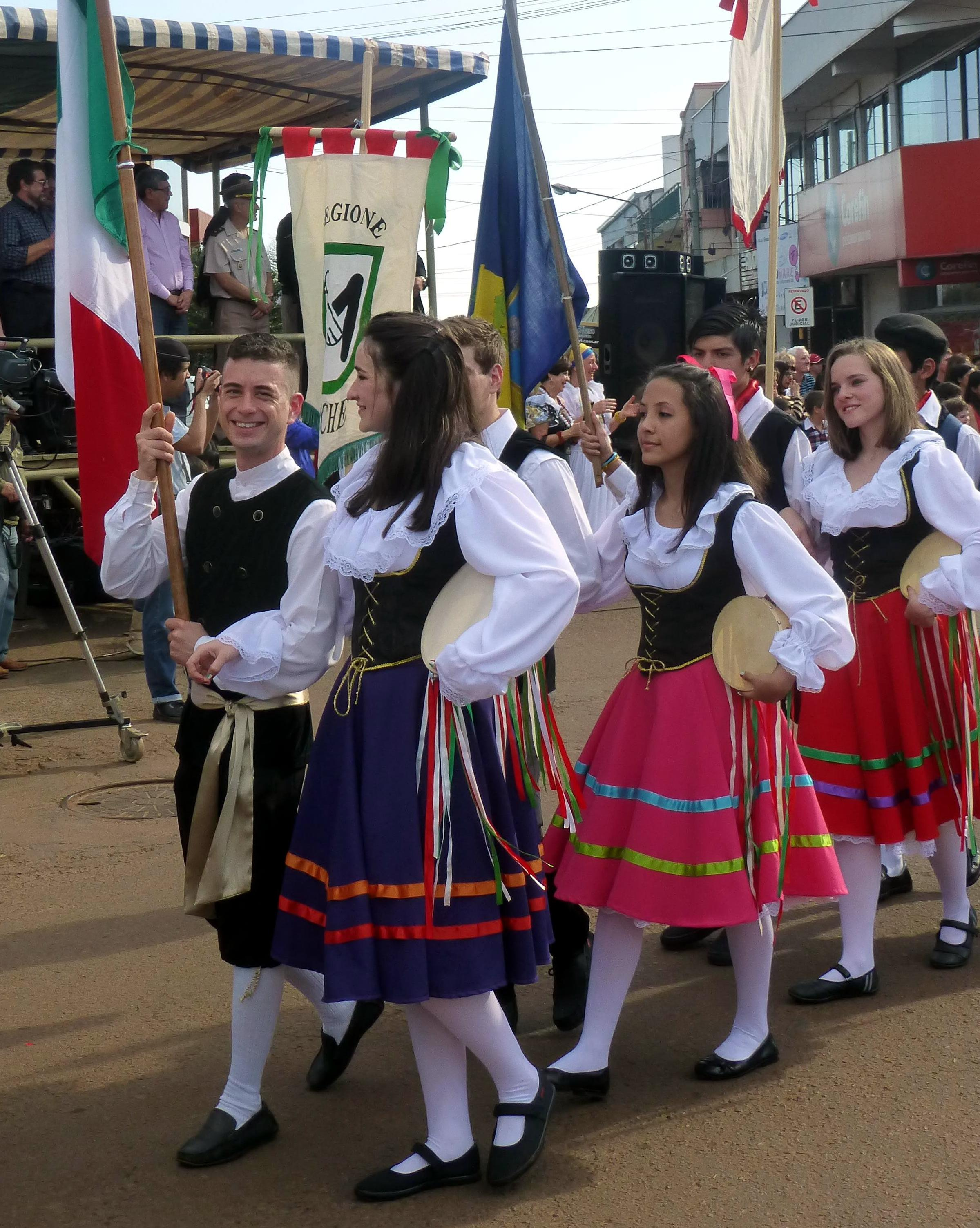
Jóvenes de la comunidad italiana en Oberá.

Con la inmigración italiana se crearon los ítalo-argentinos, es decir, los descendientes -nacidos en Argentina- de estos emigrantes italianos.
En relación con la experiencia italiana en otras partes del mundo, como en los Estados Unidos, los ítalo-argentinos no sufrieron de sentimientos anticatólicos o racistas. La sociedad católica en Argentina saludó a los nuevos colonos de la misma fe que pudieran ayudar a forjar el país. Los ítalo-argentinos se integraron en general mejor en la sociedad que los germano-argentinos debido a la semejanza entre los idiomas castellano e italiano, si bien eso no significa que fueron más exitosos.
Benito Mussolini decía que la Argentina era el país donde más rápidamente un italiano perdía su identidad ya que la integración era tan fuerte que se sentían argentinos en poco tiempo. Aunque esto era falso, ya que muchos miembros de la comunidad nunca perdieron su identidad, manteniendo su cultura y tradiciones durante generaciones.
A pesar de eso, hubo casos extremos en los que los ítalo-argentinos sufrieron de xenofobia, como en el juicio del anarquista Severino di Giovanni en 1931. El juicio de Giovanni motivó algunos sentimientos anti-italianos, aunque puede verse más como un acto de maltrato estatal en Argentina. La burguesía de ascendencia española de finales del siglo XIX y principios del siglo XX vio en un principio con malos ojos la gran cantidad de italianos, temiendo por el ascenso social de las próximas generaciones, solicitando así la intervención de la cultura nacional argentina. El principal temor iba dirigido a los anarquistas y socialistas, aprobándose leyes represivas en 1902 y 1910.
En la actualidad es común, tanto en Argentina como en Uruguay, utilizar el gentilicio «tano» para referirse a los italianos y sus descendientes. El término proviene de la aféresis fonética de napolitano (originario de Nápoles), ya que la mayoría de los italianos que llegaron al Río de la Plata entre finales del siglo XIX y principios del siglo XX provenían de dicha ciudad y del resto del sur peninsular, lo que antes  constituía el Reino  de Nápoles. La capital de este Estado fue la ciudad de Nápoles, que después de  la anexión por parte del  Reino de Piamonte-Cerdeña (a través de Giuseppe Garibaldi) perdió su estatus de capital, convirtiéndose en una ciudad más dentro del nuevo Reino italiano. Esto provocó una masiva salida desde Napoli y el sur italiano hacia Argentina (junto con las mejoradas condiciones sanitarias hechas por el gobierno italiano, que incrementaron enormemente la supervivencia infantil -y de paso la población- en el entonces muy pobre sur italiano) A mediados del siglo XIX era más común el término gringo, que hacía referencia (en general) a todos los inmigrantes europeos, y se usaba para diferenciarse del criollo.

### Ítalo-argentinos en la política

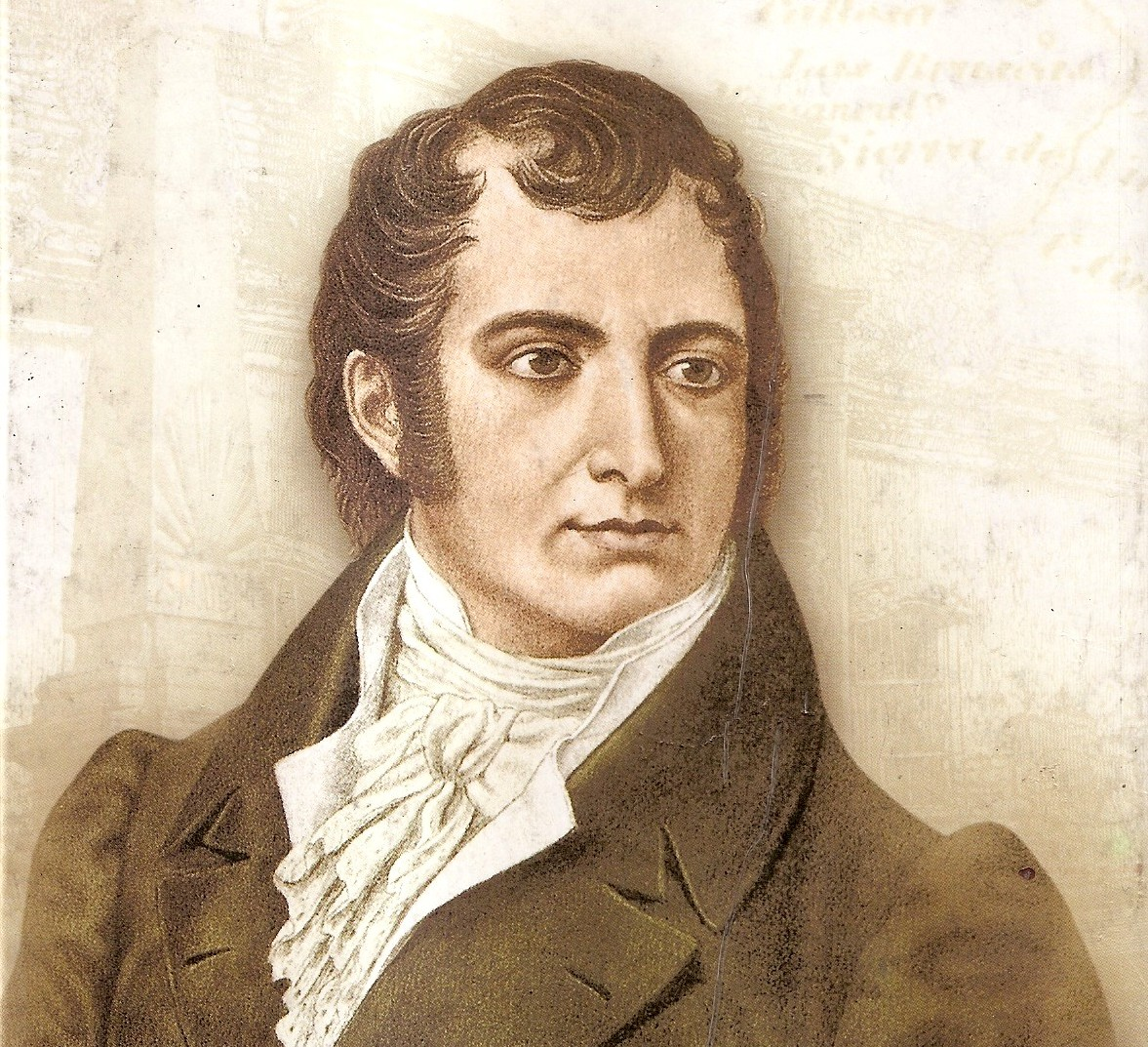
Juan José Castelli

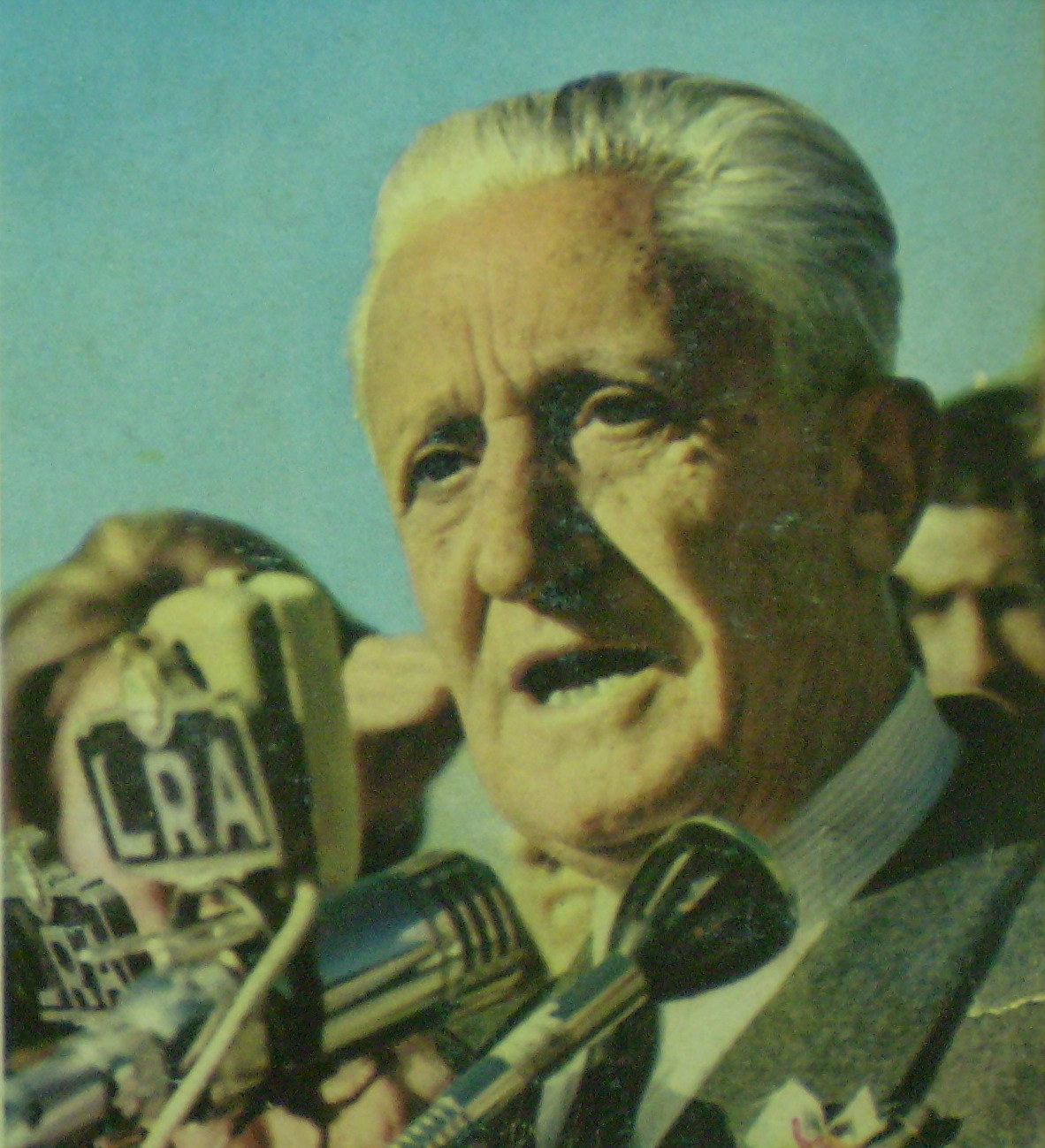
Arturo Umberto Illia

La presencia de italianos en la región del Plata es previa al nacimiento de Argentina. Manuel Belgrano, Manuel Alberti y Juan José Castelli formaron parte de la Revolución de Mayo y la Primera Junta.
En el Río de la Plata, los exiliados italianos, generalmente mazzinianos, llevaron consigo sus ideas políticas y prefirieron formar batallones especiales de connacionales, confluyendo su gestación con las hazañas americanas del revolucionario José Garibaldi, bajo cuya dirección o influjo actuaron.
Primero integraron la "Legión Italiana de Buenos Aires", comandada por el Coronel Silvino Olivieri, que tuvo brillante actuación durante el sitio de la ciudad de Buenos Aires por obra del coronel Hilario Lagos, desde diciembre de 1852 hasta julio de 1853. Luego, el mismo Olivieri comandó la "Legión Agrícola Militar" a principios de 1856, cuyo objetivo era fundar una colonia próxima a Bahía Blanca, flanqueando posiciones importantes de los indios. Este proyecto fracasó a fines de septiembre de ese año, al producirse un motín de los legionarios contra su jefe, teniendo como resultado su asesinato, junto al de varios de sus allegados.

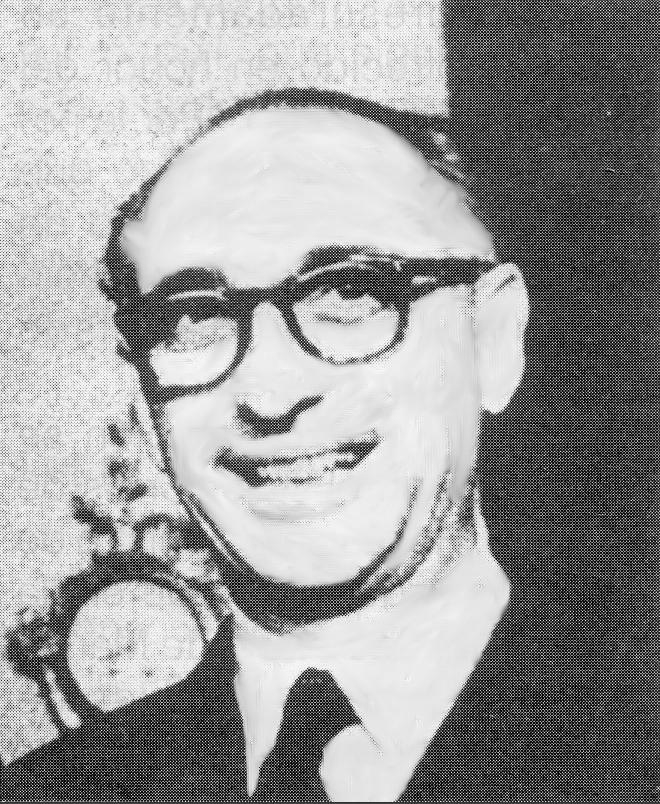
Arturo Frondizi

Luego, la anterior se convirtió en "Legión Militar" (1857), comandada por el coronel Antonio Susini y luego por Juan Bautista Charlone, participando en varias expediciones contra algunas tribus aborígenes.
Más tarde, otras legiones, engrosadas por nuevos elementos italianos que iban arribando al país, combatieron en la guerra del Paraguay (1865-1870), e incluso en la Campaña del Desierto (1879) comandada por Julio Argentino Roca.
Entre muchos otros legionarios italianos es posible mencionar a Francisco Anzani, Mariano Barilari, Felipe Caronti, Silvino Olivieri, Eduardo Clerici, Carlos Imperiale, José Murature, Juan Bautista Charlone, Luis Cabassa, Antonio Susini, Pietro Sagari, Daniel Cerri, Nicolás Levalle, Juan Penna, Giuseppe Guerrino Greni, Romano Pezzuti Pilloni, y muchos otros. Con ellos también vinieron ideólogos mazzinianos como Gaetano Pezzi, Juan Bautista Cuneo y otros más.

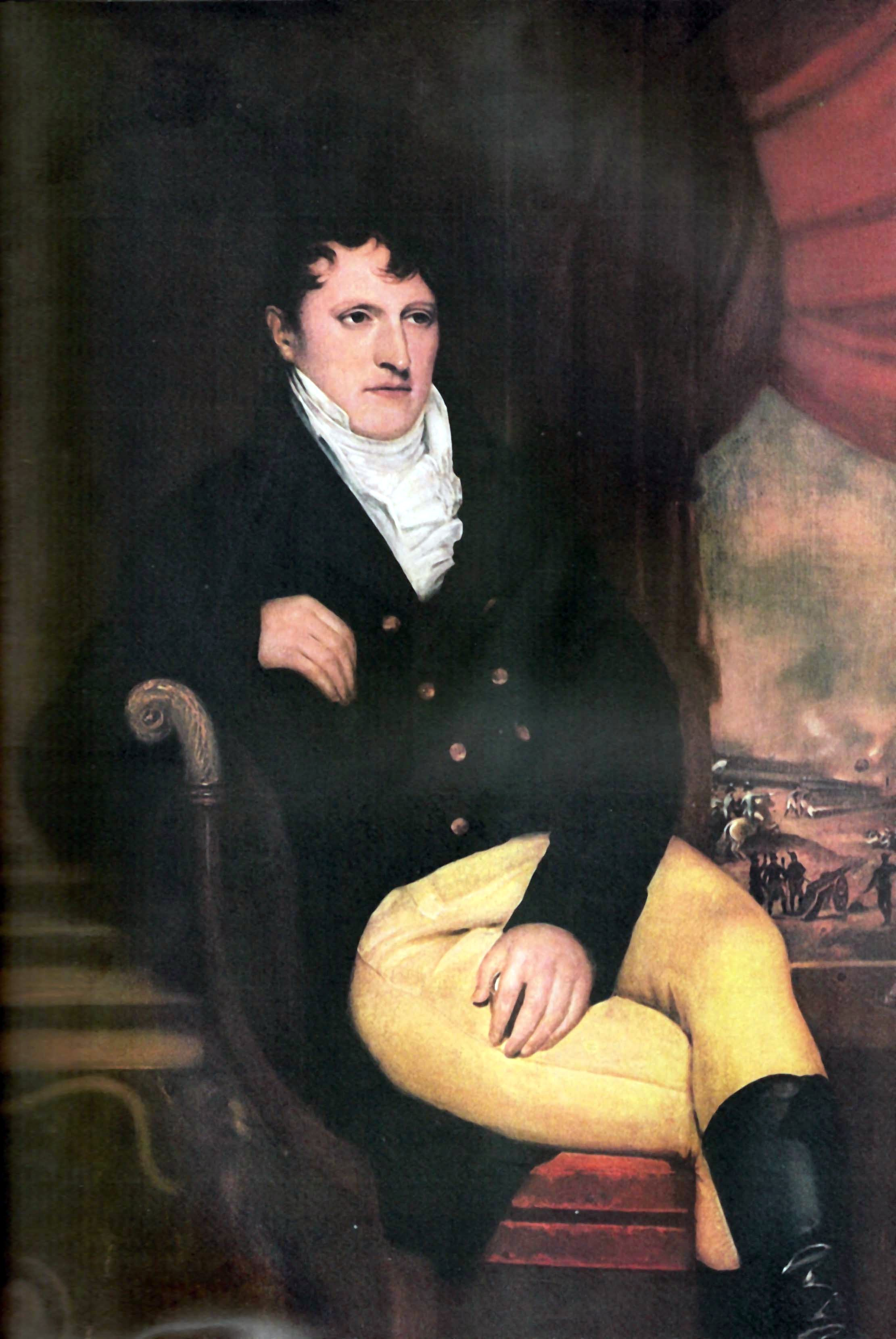
Manuel Belgrano

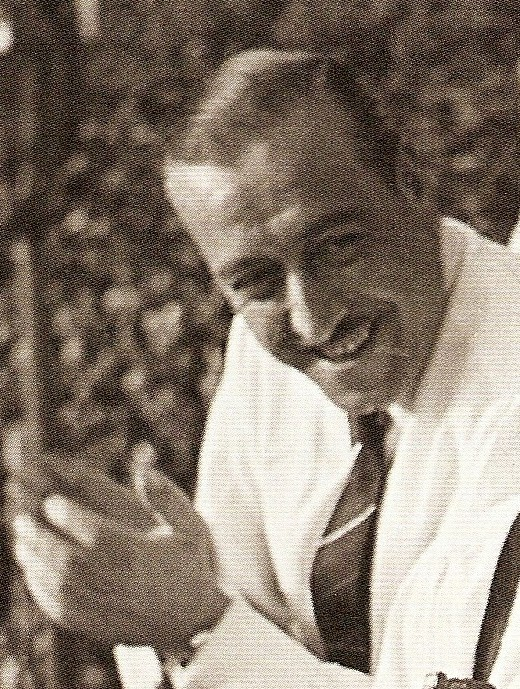
Héctor Cámpora

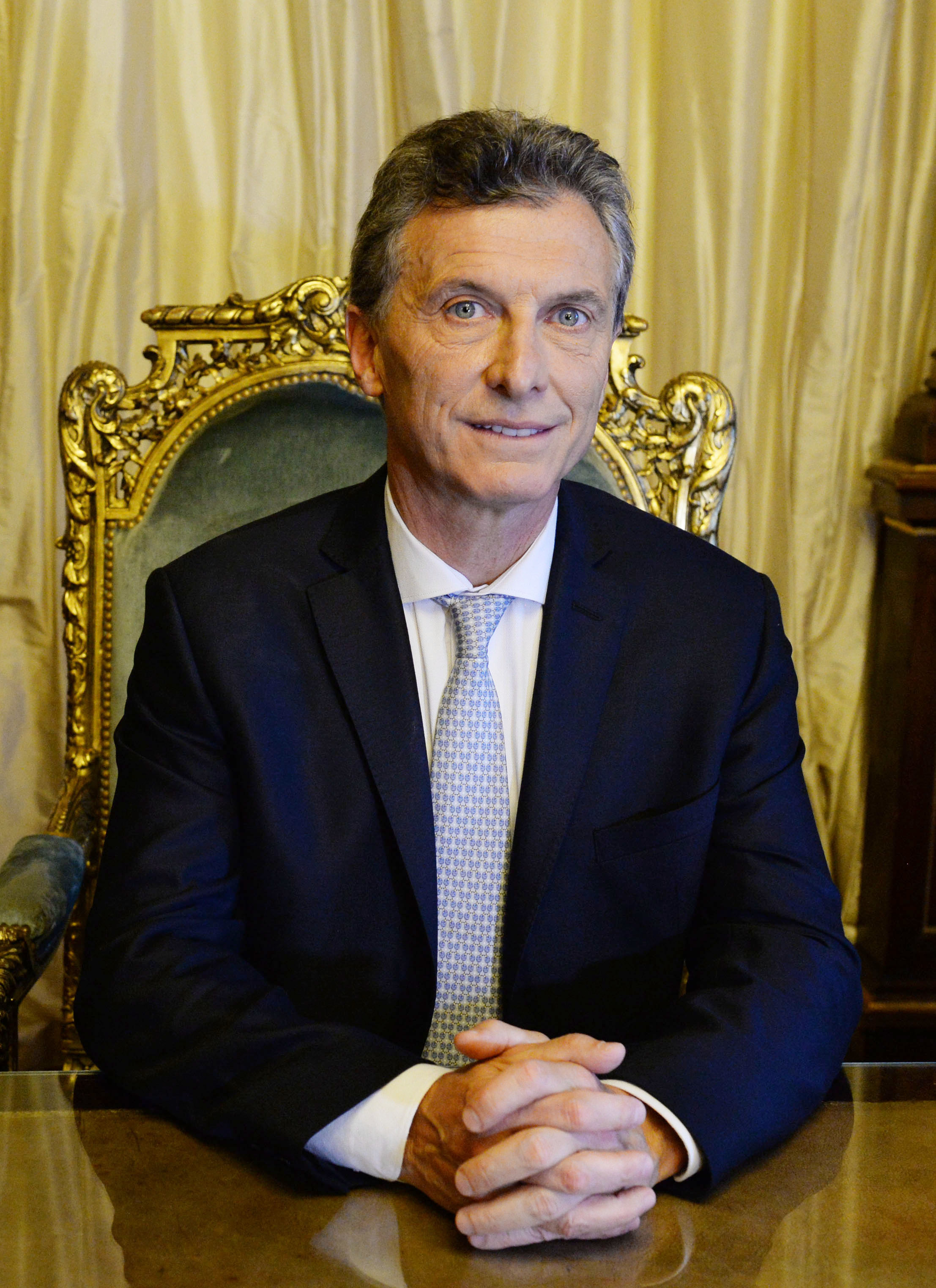
Mauricio Macri

Desde los comienzos de la gran inmigración (1870), la presencia de una enorme masa extranjera produjo problemas políticos y sociales especiales. En muchos momentos pareció que la inmigración, en vez de crear una población culta, adaptada al proceso de formación de un país moderno, se convertiría en la base de soluciones violentas. La ola de violencia que afectó al movimiento obrero europeo hacia la última década del siglo pasado fue trasvasada hacia América.
Conocidos líderes anarquistas y socialistas cruzaron el océano, y encontraron condiciones para continuar su lucha: José Ingenieros, Alberto Ghiraldo, Enrico Ferri, Severino Di Giovanni, Folco Testena, Enrico Malatesta, Pietro Gori, Miguel Arcángel Roscigna, Francesco Momo, y Ángel Careghini, entre otros. Con ellos surgieron los primeros movimientos sociales de maza y organizaciones sindicales de la Argentina. El Grito de Alcorta de 1912 en la provincia de Santa Fe se organizó en la  Sociedad Italiana de Socorro Mutuo e Instrucción local y fue protagonizado por Francisco Netri.
La reacción nacionalista no tardó en llegar, combatiendo el peligro de ser inundados por la corriente de ultramar, que muchas veces era portadora de ideologías extremistas, socialistas o anarquistas. Un resultado de ello serían la "Ley de Residencia" (1902) y la Ley de Seguridad Social (1910).
Los mazzinianos de las primeras oleadas de inmigrantes políticos generalmente simpatizaron con la causa de la oligarquía terrateniente e incipiente burguesía en sus luchas por el poder local, mientras que socialistas y anarquistas alentaron e integraron las luchas de los sectores populares y la clase trabajadora contra el poder de los primeros.
Los anarquistas predominaron en el movimiento obrero hasta la década de 1910 y luego comenzaron a declinar, aunque tuvieron gran actividad durante la Semana Trágica en 1919 y las huelgas de la Patagonia en 1921.
Como la inmigración italiana también tenía causas políticas, hacia los años 1860 eran comunes las discusiones y los enfrentamientos entre monárquicos y republicanos. Para los años 1930 surgieron diferencias entre fascistas y antifascistas. Además de que muchos inmigrantes tenían un fuerte sentimiento de pertenencia local, marcándose diferencias entre los italianos del norte y del sur. Esto se debió a la tardía unificación del país.
Un hecho histórico de la presencia de la comunidad italiana en Argentina es el ascenso de varios hijos directos suyos a la presidencia de la Nación, pues los presidentes Carlos Pellegrini, Eduardo Lonardi (de facto), Arturo Frondizi, José María Guido (de facto), Arturo Umberto Illia, Héctor J. Cámpora, Roberto Eduardo Viola (de facto), Leopoldo Galtieri (de facto), Reynaldo Bignone (de facto), Mauricio Macri y Javier Milei fueron descendientes de inmigrantes. También otros políticos como Ángel Borlenghi, Antonio Cafiero, Italo Luder, Domingo Cavallo, Roberto Lavagna, Carlos Reutemann, Juan Schiaretti, Jesús Cataldo Cariglino, Gabriela Michetti, Jorge Macri, Sergio Massa, Karina Milei, Carolina Scotto, Gabriela Cerruti, Agustín Rossi, Daniel Scioli, Florencio Randazzo, Oscar Perassi, Rogelio Frigerio, entre otros más, son descendientes directos de italianos. La familia Tessio de Santa Fe había producido algunos políticos influyentes, como el gobernador Aldo Tessio y su hija Griselda. Otra figura notable con ascendencia italiana por parte materna es la reina consorte Máxima Zorreguieta de los Países Bajos, siendo su segundo apellido Cerrutti, y la médica y política de principios del siglo XX Julieta Lanteri.

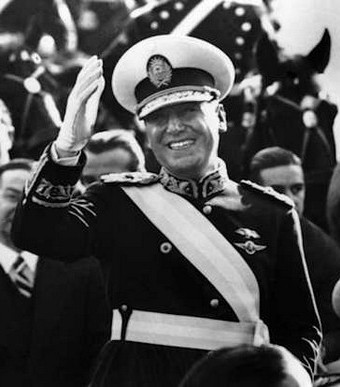
Juan Domingo Perón

Manuel Belgrano, creador de la bandera argentina, descendía por sus abuelos paternos de la Liguria, mientras que Juan Domingo Peron, presidente de Argentina en tres ocasiones, afirmaba haber tenido un bisabuelo italiano venido de Cerdeña. En dicha isla existe una historia, documentada entre varios libros y artículos de periódicos italianos, que cuenta que Perón era de origen sardo. Según los habitantes del pueblo de Marmoiada, Perón (con el nombre de Giovanni Piras) había emigrado a la provincia del Chubut a los 17 años en 1909.
Carlos Pellegrini, presidente entre 1890 y 1892, era hijo de un ingeniero saboyano (de ascendencia francesa e italiana), oriundo de Chambery (Saboya, Reino de Cerdeña). Por su parte, Bartolomé Mitre descendía de un veneciano de origen griego que había llegado a Buenos Aires a fines del siglo XVII.

### Ítalo-argentinos en la agricultura
La Argentina iniciaría a partir de los años 1870 una creciente exportación de granos al exterior. En 1872, la mayor extensión sembrada era la de maíz y alfalfa, mientras que el trigo solo cubría dos terceras partes del área dedicada al primero.
El desarrollo de la producción de trigo y lino en el veinteño sucesivo se concentraría, como la mayor parte de la producción agrícola, en la provincia de Santa Fe, donde se había desarrollado una pequeña propiedad campesina dedicada a las actividades agrícolas, gracias a la intervención protectora del gobierno provincial.
Hasta casi fines de siglo hubo una creciente inmigración de campesinos italianos del sector nor-occidental, principalmente piamonteses y lombardos, que vinieron con la esperanza de convertirse en propietarios de tierras en las colonias agrícolas y vieron colmadas sus expectativas, porque la tierra en los primeros tiempos podía adquirirse a muy bajo costo sino gratuitamente debido a las pautas de política colonizadora oficial.
Las condiciones en las que arribaron fueron similares en todos los casos, siendo enormes las promesas de los empresarios de tierras, aunque en la práctica generalmente los contratos no cubrían las expectativas.
El inmigrante tenía que enfrentar una situación radicalmente nueva respecto a Italia, adaptarse al clima y sus contingencias, al tipo de terreno, y a las dimensiones más amplias de su chacra.
Muchas veces tuvo que vivir en zonas prácticamente desérticas y expuesto al peligro de los malones, reduciéndose su vida social al encuentro con sus compatriotas en el almacén, los días de fiesta en la iglesia o en los bailes organizados en las chacras al final de la cosecha.
Generalmente había dos categorías de peones agrícolas: el soltero y el casado. Este último ofrecía además de su trabajo también el de su mujer. El peón soltero difícilmente trabajaba todo el año. Empezaba su trabajo con el arado y terminaba con la siembra; el colono no mantenía más que la mano de obra necesaria luego de la roturación de su campo. Los salarios entonces bajaban, para elevarse nuevamente con la cosecha y la trilla.
Otra forma de contrato era la del tantero, cuya retribución estaba constituida del producto neto de una superficie de 8 o 10 hectáreas, calculado según el rendimiento medio de toda la chacra. Una familia de tanteros podía fácilmente ganar el producto de unas 14 o 16 hectáreas. El patrón debía proporcionar los alimentos a peones y tanteros, los cuales debían a su vez procurarse o fabricarse cama y muebles.
En la provincia de Santa Fe era usual que el propietario proporcionara al mediero un terreno libre de gastos e impuestos, habitación, animales y materiales necesarios para su disfrute. El mediero, a su vez, al expirar el contrato debía restituir todo en buen estado. Recibía las semillas, pero debía pagar la mitad. Los gastos de roturación y la compra de las bolsas también eran proporcionales. También estaban a su cargo el salario y alimento de sus peones, hasta el final de la cosecha.
El producto cosechado generalmente se dividía en partes iguales entre el mediero y el propietario. Los contratos duraban unos dos o tres años. Este sistema generalmente era productivo cuando era practicado por familias numerosas, cuyos miembros podían suplantar el trabajo de peones contratados.
El mediero trabajador y ahorrativo podía, al cabo de algunos años, convertirse en colono por cuenta propia, arrendando terrenos de gran extensión para su cultivo y beneficio.
Entre tantos agricultores y colonizadores puede recordarse a Ángel Angeloni, José Balbiani, Juan Benvenuto, Juan Boitano, Luis Bonazzola, César Comolli, Domingo Borea, Carlos Bossetti, Marcos Briolini, Primo Capraro, entre muchos otros.

### Ítalo-argentinos en el comercio y la industria
Durante la gran inmigración del último cuarto del siglo XIX se puede señalar la existencia de un muy importante contingente de italianos dedicado al comercio y actividades afines. Si bien es innegable que la masiva llegada de inmigrantes produjo la expansión del mercado interno, las cifras que permitirían comprobarlo no existen o son contradictorias. La negligencia parte de las autoridades nacionales o municipales, que en los censos oficiales no deslindaron adecuadamente por nacionalidades las cifras de extranjeros. La mayoría de datos que puede encontrarse pertenecen a la ciudad de Buenos Aires, plaza que pronto adquirió una importancia desproporcionada respecto al resto del país, tanto por la cantidad de italianos instalados en ella cuanto por el volumen de su comercio.
En 1872, un periódico británico editado en Buenos Aires afirmaba:

Se puede decir lo que sea sobre la emigración italiana, pero es ella la que está edificando Buenos Aires, desarrollando los recursos nacionales y explorando las principales industrias. (...) A cada paso encontramos italianos; y su utilidad está fuera de discusión y su suceso es proverbial; si los italianos nos lustran los zapatos y están prestos a hacer servicios manuales en cualquier parte, fabrican también palacios y casas, equipan nuestros barcos de cabotaje, trabajan en nuestros saladeros y construyen vías férreas (...) mientras en las más altas esferas del comercio encontramos importadores y exportadores, propietarios de buques y banqueros italianos.

En 1884, gracias a la iniciativa de un selecto grupo de hombres de negocios italianos que residían en Argentina se fundó la Cámara de Comercio y Artes (Cámara de Comercio Italiana en Argentina en Buenos Aires), con el objeto de promover los intercambios comerciales con Italia, sin desdeñar su participación en las más importantes manifestaciones de la colectividad. Comenzó a funcionar con 150 contribuyentes y durante muchos años llevó una existencia que se afirmaría en la vida económica de la colectividad, conquistando la simpatía de la mayoría de los comerciantes e industriales italianos.
En 1895, el comercio italiano era no solo el más importante de Buenos Aires, sino inclusive más importante que todos los comercios de plaza juntos. Un censo señalaba en ese año que el comercio interno italiano había llegado a límites increíbles tanto en las provincias de Buenos Aires como en Santa Fe, donde los italianos fundaban bancos, sociedades de seguros, establecimientos de exportación de frutos del país, etcétera.
En cuanto a la evolución del comercio exterior entre Argentina e Italia, este había sido paralelo al aumento de la inmigración italiana en el país. Casi inexistente en 1870, comenzó a crecer paulatinamente caracterizándose por el mayor peso de las importaciones italianas debido al aumento de la demanda de parte de los inmigrados de ese origen. En 1884, año de la fundación de la Cámara de Comercio Italiana en Buenos Aires, Italia ocupó el octavo puesto entre los países importadores a Argentina, y el séptimo entre los que recibían importaciones.
Como las importaciones crecieran de manera sostenida, en 1895, en momentos de firmarse el Tratado de Comercio Ítalo-argentino que estipulaba la cláusula de «nación más favorecida», Italia ocupaba el segundo puesto después del Reino Unido entre los países importadores, lugar que pronto resignaría para ubicarse entre el tercer y cuarto puesto por muchos años.
En 1906, la cámara enviaba al gobierno italiano una documentada relación de sus actividades, poniendo de relieve que el intercambio comercial ítalo-argentino casi se había duplicado en el último quinquenio. Italia figuraba en el tercer puesto entre los países importadores, y en el séptimo de los exportadores. Las razones del bajo monto de las exportaciones argentinas a Italia residían en que esta compraba algunos productos agrícolas a sus países vecinos, y la carne argentina era rechazada con elevados derechos aduaneros.
Recién en los primeros años de la década de 1920 los derechos aduaneros que pesaban sobre las carnes argentinas fueron rebajados, dando inicio al ingreso masivo de éstas en el mercado de consumo italiano, permitiendo inclusive que por primera vez las exportaciones argentinas a Italia superaran a las importaciones de ese origen en el país sudamericano.

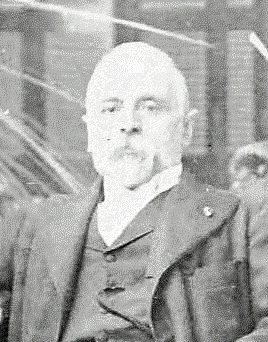
Tomás Ambrosetti

El rápido surgimiento de varias industrias en Argentina estuvo desde el comienzo vinculado al creciente mercado de consumo interno y la expansión de la agricultura extensiva. El trigo precisaba de molinos harineros, fábricas de pan y de pastas; el maíz de destilerías; la falta de cultivo de olivos hacía necesario reemplazar su aceite por los destilados de la semilla del girasol, lino y maíz; los bosques precisaban de aserraderos, fábricas de muebles, toneles, embarcaciones, etcétera; la leche precisaba de plantas elaboradoras de manteca, yogur, crema y caseína; al igual que los numerosos frutales que comenzaron a cultivarse; la caña de azúcar, la alfalfa, el lino, etcétera. Pronto se hizo necesario desarrollar y acrecentar la navegación de los ríos, la electricidad, los puentes, caminos y otras obras de infraestructura.
Desde el comienzo de la gran inmigración el primado de las industrias en Argentina cayó bajo el poder de los italianos, aunque en su gran mayoría fueran de regiones norteñas, cuyas bases de desarrollo favorecían un tipo de inmigración con más alto nivel de especialización. Ellos fueron protagonistas de una experiencia única en Argentina. Portadores de la ideología del «volere è potere» («querer es poder») y ejemplos de las virtudes del «self help» («ayudarse a sí mismos»), constituyeron auténticos «capitanes de la industria», siendo mayoritaria su proveniencia regional del sector nor-occidental: Lombardía (34,6 %), Piamonte (18,3 %) y Liguria (18,3 %). Muchos de ellos habían llegado a América sin dinero y con escasa preparación, pero gracias a su incansable trabajo, ahorro y esfuerzo personal llegaron a acumular el primer capital de su empresa. Una base importante para este despegue lo representó el ahorro constante y el llamado a trabajar de parientes italianos.
En el caso de los inmigrantes italianos, al contrario de los británicos y alemanes, prevalecieron las empresas familiares con pocos capitales y vinculados a la industria de la alimentación, la metalurgia, la construcción, la industria textil, la papelera, entre otras. Según el economista Luigi Einaudi, a principios de 1900 en la ciudad de Buenos Aires había 164 empresas industriales italianas de un total de 167 empresas industriales, y en Rosario, 275 de un total de 395. También ocuparon el 20 % de la Unión Industrial Argentina. Al mismo tiempo tres quintas partes de la industria siderúrgica estuvieron en manos de italianos. Además, existieron entidades bancarias de capitales italianos acumulados por los propios inmigrantes.

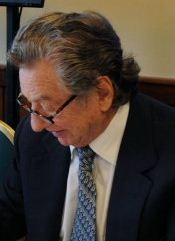
Franco Macri

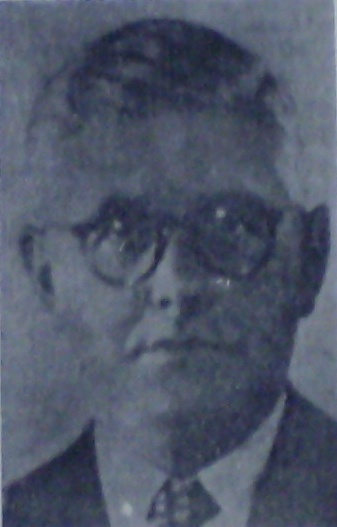
Torcuato Di Tella

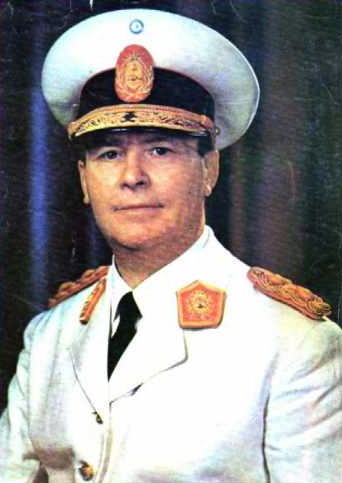
Manuel Savio

Muchos insumos industriales fueron importados al principio de Italia y otros países, aunque prontamente se intentó comenzar a fabricarlos en el país, con el objeto de mejorarlos y suplantarlos. Se innovó vastamente e inventó nuevos insumos. Fueron abarcados todos los ramos de la industria primaria, especialmente alimentaria, construcción, textiles, vestido y tocado, incluyendo destilerías, licorerías, panificación, pastas, dulces, fábricas de hielo y soda, arroz y almidón, sombrererías, hilados de lana y algodón, camiserías, etc. También se establecieron industrias metalúrgicas y metalmecánicas, abarcando tejidos de hierro, aparejos eléctricos, establecimientos mecánicos, cocinas, camas de hierro, balanzas, cadenas, repuestos para el agro y la construcción, etc.
De ese modo, en 1906 los industriales italianos eran propietarios del 56,60 % de los establecimientos mecánicos, del 46,30 % de las sombrererías, algodoneras, camiserías, del 57 % de las industrias alimentarias y del 78,60 % de la industria de la construcción de la ciudad de Buenos Aires.
El General Manuel Savio, que se destacó por su acción para desarrollar la industria siderúrgica en la Argentina desde la dirección de Fabricaciones Militares y SOMISA, era hijo de un inmigrante italiano. Agostino Rocca, inmigrante italiano, creó Techint, un grupo empresario multinacional ítalo-argentino que posee sedes centrales en Milán y Buenos Aires.
Entre los empresarios italianos en Argentina se encuentra a Giuseppe Lamberti, Andrea Berardi, Vittorio Piselli, Paolo Fassina, José Arena, Ángel Borghi, Alfonso y Bernardo Taglioretti, Enrique Milanese, Camilo Salomone, Francisco Caputo, Carlos Tosa, Bartolomé Ferrando, Ferdinando Bancora, José Assandri, Bernardo Pianca, Abbondio Cavadini, Eugenio Piccolini, Agostino Giordano, Stefano Garré, José Modarelli, Carlos y Pablo Panizza, Pompeyo Pusterla, Carlos Pusterla, Agostino Zanatta, Riccardo Monio, Francisco y Tomás Ambrosetti, Antonio Balbiani, José Brancalini, Luis Bazzi, Juan Martinotti, Juan Bonazzola, Héctor Brenta, Vicente Camporini, José Catelli, Antonio Culacciatti, Domingo Corti, José Francioli, Ausonio Franzoni, Jeremia José Galli, Carlos Lucioni, José Ghirimoldi, Marcos Briolini, Virginio Trincavelli, Santiago Zappa, Luis Testoni, Camilo Varni, Benedicto Sartorelli, Ernesto Brusafferri, Juan Cereseto, Juan Della Cella, Luigi Moltedo, David Gianelli, José Repossi, Pascual Marini, Beniamino Petrocelli, Esteban Morchio, Francisco Garimaldi, Pedro Busso, Pietro Bernasconi, Juan Parma, Francisco Questa, Miguel Ponziano, Jacobo Bartolini, Pascual Antola, Jacobo y Federico del Canto, Francisco Aicardi, Juan Mai, Emanuel Pinasco, José y Juan Bautista Repetto, Aquiles De Micheli, Eduardo Bergamo, Decio Francini, Vincenzo Moglia, Luis Macinasco, Juan Mondelli, Luis Leidi, Ángel Giannone, Juan y Abbondio Tacchi, Eduardo Della Rosa, José Cerini, José Mauri, Pedro Mazzola, Carlos Missaglia, Ángel Molteni, José Padova, Ángel Passerini, Luis Petracchi, Franco Macri, Biaggio Nocetto, José Caliani, Lorenzo Chichizola, José y Agustín Trabucco, José Oliveri, Martino Ponisio, Emilio Benvenuto Martelli, Ettore Berri, Pedro Peroni, Francisco Cremonti, Carlo Zamboni, Pedro Vasena, Eugenio Cardini, F. Chientelassa, Antonio Rezzonico, José Cima, G. Dellachá, Lorenzo Piazza, Juan Massa, Giovanni Giol, Angelo Furlotti, A. Zanotti, V. Moglia, F. Pasquali, Santos Luppi, Hermenegildo Pini, Egidio Colonelli, G. Rossi, Pietro Griffero, F. Togneri, G. Aloisi, Z. Marioni, A. Albonico, D. de Grossi, A. Gnello, Antonio Tomba, Felipe Balzarini, P. Ciarlotti, Pablo Maspero, Torcuato Di Tella, Enrique Dell'Acqua, Umberto Terrabusi, Tomás Grimoldi, Bautista Testoni, Stefano Ortelli, José Ferrarini, Antonio Nerviani, Arturo Dacomo, Ambrosio Tognoni, Pedro Campi, Víctor Fontana, Luis Antonio Fasoli, Agustín Casartelli, Santiago Favali, José Erba, Enrique Luraschi, Pablo Denti, Roberto Figini, José Cuneo, José De Giacomi, Carlos Catelli, Guido Bonacina, José Tagliaretti, Juan Tronconi, Eugenio Travella, Atilio Stoppani, Juan Spreafico, Carlos Pirovano, Pascual Raimondi, Eugenio Mattaldi, Pedro Merlini, José Ottonello, Constantino Devoto, Alejandro De Tomaso, Horacio Pagani, etc.

### Ítalo-argentinos en la ciencia y tecnología

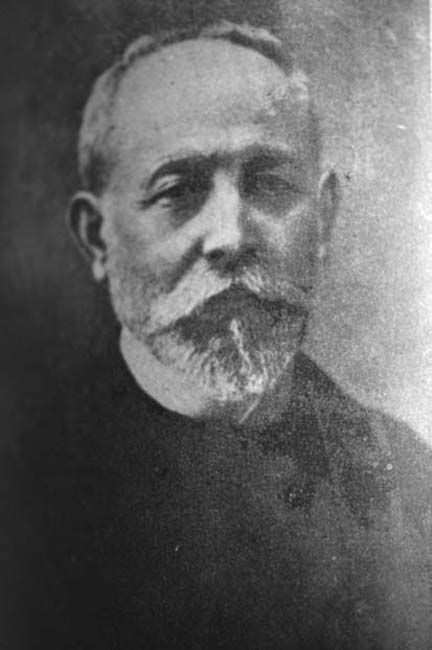
Florentino Ameghino

A la Argentina arribaron en distintos momentos naturalistas, paleontólogos, geógrafos y geólogos italianos como Pedro Scalabrini, Joaquín Frenguelli, Giacomo Bove, Florentino Ameghino, José Anesi, Clemente Onelli, Santiago Pozzi, Marcos de Marchi, Carlos Spegazzini, entre otros. En medicina, René Favaloro, hijo de padres con ascendencia italiana, es reconocido mundialmente por ser quien desarrolló el bypass coronario en el mundo con empleo de vena safena.

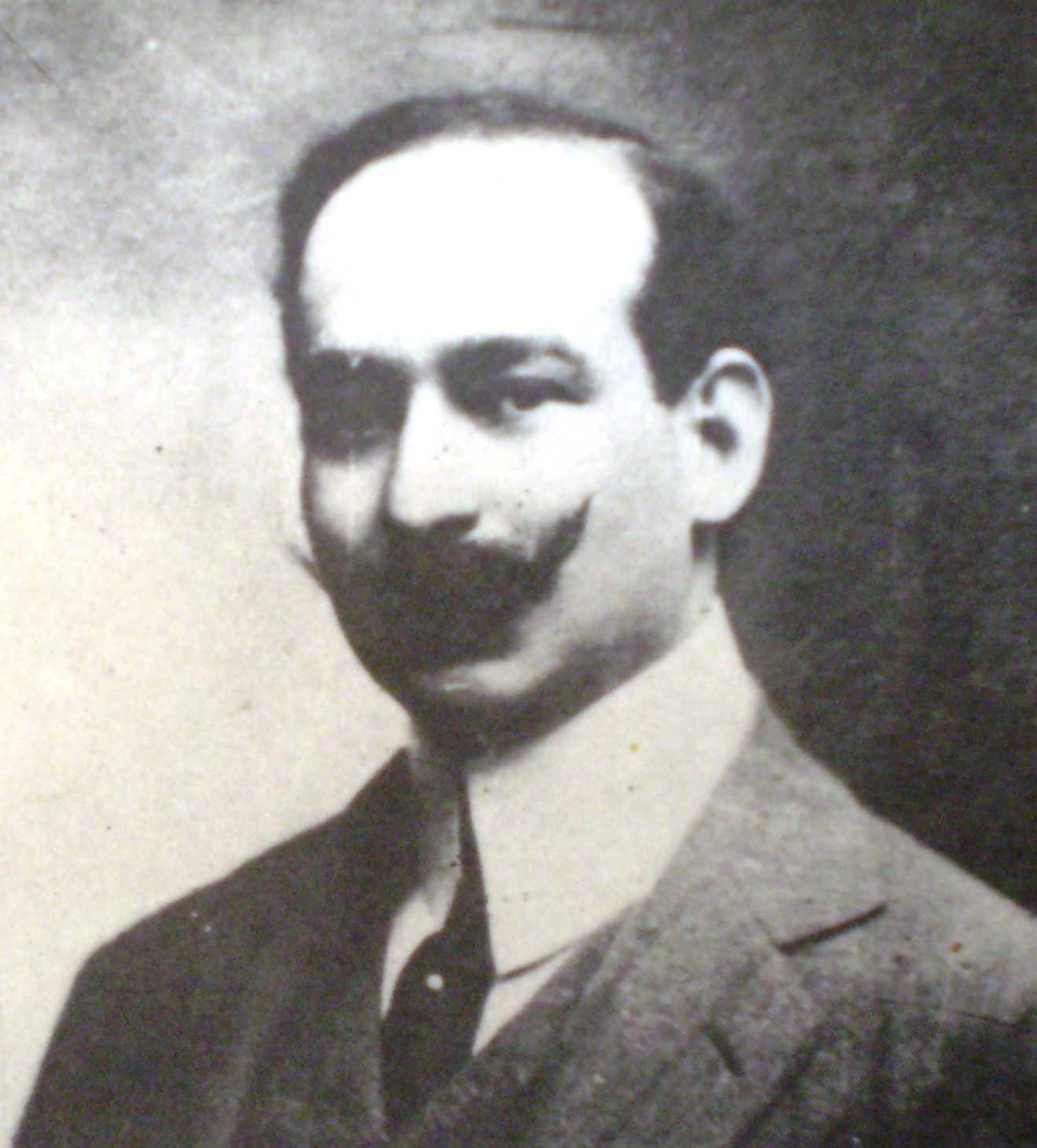
José Ingenieros

En sociología y antropología, entre otros descollaron José Ingenieros, José Imbelloni y Gino Germani. José Ingenieros, nacido en Palermo, Italia, y bautizado como Giuseppe Ingegneri, fue un político socialista, médico y filósofo ítalo-argentino. Pedro de Angelis, catedrático y periodista, constituyó una de las figuras principales de la ciencia histórica argentina.
Tempranamente, en 1865, cuando bajo el rectorado en la Universidad de Buenos Aires del Dr. Juan María Gutiérrez se aprobó la idea de crear una facultad de ingeniería, se pensó en contratar profesores especializados en Italia, encargándose para tal cometido al Dr. Pablo Mantegazza. Gracias a su contratación, llegaron al país Bernardino Speluzzi, Emilio Rossetti, Pelegrino Ströbel, entre otros. En Ingeniería, también descollaron César Cipolletti, Pompeyo Moneta, Felipe Caronti, Elías Tornú, Domingo Petrarca, Pedro Albertelli, Benigno Benigni, Luis Luiggi, Felipe Bonoli, Juan Carosio y otros varios más.

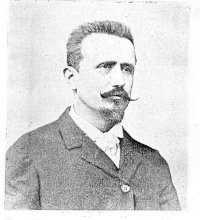
Vittorio Meano

En Arquitectura, entre otros, descollaron Pedro y Baltasar Fossatti, Santiago Danuzzio, Giovan Battista Arnaldi, Nicola y José Canale, Mario Geminiani, Juan Antonio Buschiazzo, Virgilio Cestari, Bruno Arenati, Luis Gamba, Ernesto Vespignani, Francesco Gianotti y Mario Palanti. Vittorio Meano, nacido en Susa, fue un arquitecto que diseñó el Palacio del Congreso de la Nación Argentina y el palacio legislativo de Uruguay. Francesco Tamburini, nacido en Italia, fue responsable de la construcción de la Casa Rosada, estuvo en el proyecto inicial del Teatro Colón de Buenos Aires y también diseñó el Teatro del Libertador General San Martín de Córdoba y la cárcel penitenciaria. Marino de Teana, nacido en Basilicata, fue un escultor y arquitecto que trabajó principalmente en Francia y fue definido por Le Monde como "un filósofo del espacio".
También arribaron al país numerosos constructores, que colaboraron en la erección de obras edilicias de envergadura, como José Agustoni, Ángel Albónico, Ángel Riva, Gino Aloisi, Felipe Balzarini, Juan Barassi, José Bernasconi, Pablo y Soave Besana, Carlos Biondi, Francisco Bollini, Nicolás Canale, Italo Cervini, entre otros.

### Ítalo-argentinos en las letras y la cultura

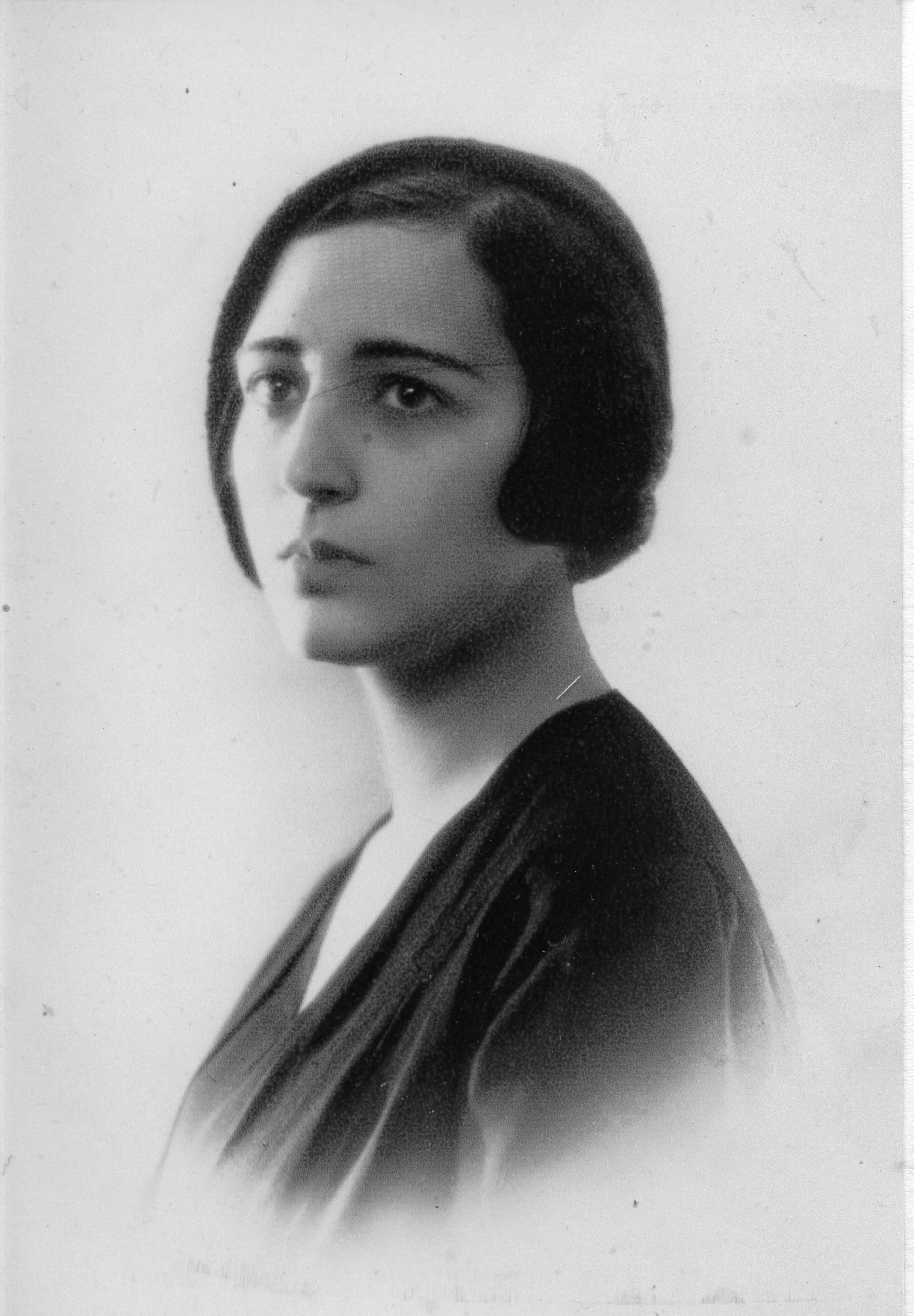
Susana Calandrelli, escritora

La cantidad de italianos que irradiaron su cultura en la Argentina fue innumerable.
Domingo Faustino Sarmiento invitó a numerosos intelectuales italianos con la finalidad de mejorar la educación nacional, y así fue como se incorporó a la vida cultural de los argentinos Matías Calandrelli (1845-1919), periodista, escritor, gramático, músico y filólogo, autor de numerosas obras, entre las que se destaca el Diccionario filológico comparado de la lengua castellana publicado en 1880. Como anécdota se sabe que Calandrelli compuso un himno llamado Dios y Patria (1905), y que había encargado la música a Giacomo Puccini durante la estancia de este en Buenos Aires. Matías Calandrelli fue asimismo el abuelo de la reconocida escritora Susana Calandrelli y del célebre caricaturista Lino Palacio Calandrelli. 

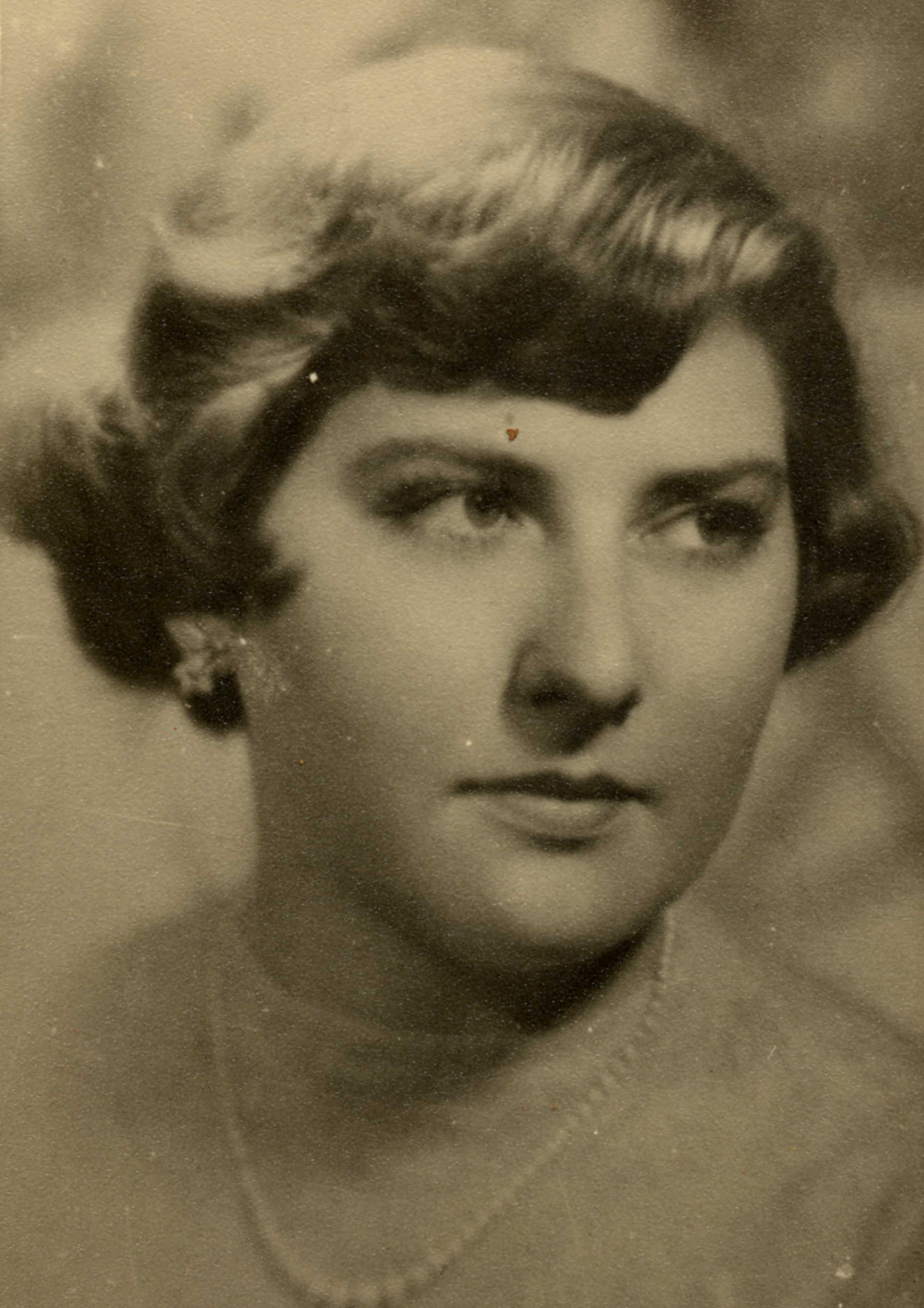
Dhialma Tiberti, poeta

 Otras personalidades reconocidas en el ámbito de la cultura fueron Josefina Passadori, científica geográfa y escritora, como así también su sobrina, la poeta Dhialma Tiberti.
En Letras y Filosofía sobresalieron Gustavo Milelli, Giuseppe Tarnassi, Gherardo Marone, Roberto F. Giusti, Basilio Cittadini, Clemente Ricci, Salvatore Bucca, Rodolfo Mondolfo, Coriolano Alberini, Folco Testena, Alfonsina Storni, Enzo Aloisi, Pio Ambrogetti, Gino Arias, César Battistessa, Domingo Vicente Caranci, José Ceppi, Orestes Ciattino, Elías Castelnuovo, Leonidas Barletta, Roberto Mariani, Alberto Vacarezza, Enrique y Armando Santos Discepolo, Ernesto Sabato, entre otros. Actualmente se destacan, por nombrar solo algunos, Silvina Moschini y Pablo De Santis.
En Plástica, entre otros, descollaron Ignacio Manzoni, Baldassare Verazzi, Edoardo De Martino, Giuseppe Aguyari, Reinaldo Giudici, Emilio Pettoruti, Lino Enea Spilimbergo, Alberto M. Rossi, Emilio Caraffa, Eliseo Fausto Coppini, Ángel Alghisi, Galiano Benardinelli, Luis Borraro, Juan Cingolani, Santiago Caccia, Víctor Cúnsolo, Alfredo Lazzari, José Arduino, Ángel Guido, Garibaldi Affani, Pedro Tenti, Pablo Tosto, Francisco Caferatta, Alberto M. Rossi, Alfredo Bosco, Ángel Della Valle, Augusto Ballerini, Pío Collivadino, Faustino Brughetti, Eduardo Schiaffino, Juan Del Prete, Aldo Papparella, Víctor de Pol, Luis Fontana, Troiano Troiani, Dante Ortolani, entre otros. En la pintura se destacó Antonio Berni, quien fue también grabador y muralista; entre sus obras más conocidas se encuentra Juanito Laguna y Ramona Montiel.
En la Música, se destacaron Juan Grazioso Panizza, Clementino del Ponte, Pietro Melani, Gaetano Gaito, Edmundo Piazzini, Olga Agnini, Adelina Agostinelli, Francesca Aimo, José Arena, Cayetano Bagnati, Rafael Baldassarri, Bruno Bandini, Héctor Bellucci, Franca Boni, Julio César Brera, Emilio Capizzano, Luis Castellazzi, Ferruccio Cattelani, César Corbellini, Ángel Pastore, Pascual Romano, Lorenzo Spena, Concepto Alessi, Franco Paolantonio, Arturo Berutti, y varios otros más.

### Ítalo-argentinos en la religión

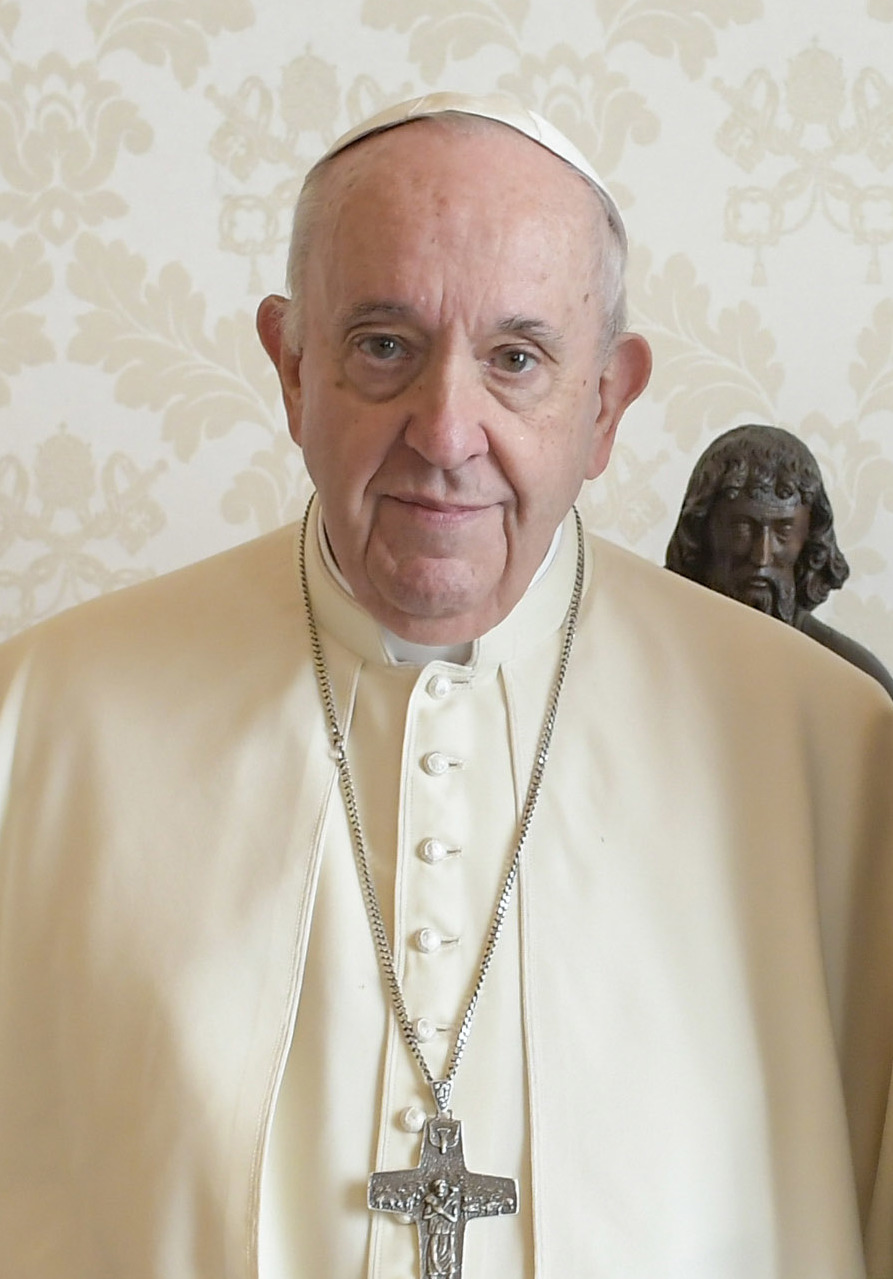
Papa Francisco

Al igual que en Italia, los italianos viviendo en otras partes del mundo profesan en su gran mayoría el catolicismo. En Argentina, los italianos han tenido mucha participación en la evangelización y en las obras de caridad dirigidas por la Santa Sede.
Entre los muchos sacerdotes que llegaron a la Argentina, de todas las órdenes religiosas, los primeros notables que pueden mencionarse son los constructores jesuitas quienes a través de las numerosas iglesias barrocas que quedaron de testimonio todavía hoy se recuerdan, entre ellos, a José Brasanelli, Ángel Camilo Petragrassa, Juan Bautista Prímoli y Andrés Bianchi.
También arribaron numerosos misioneros, que muchas veces arriesgaron sus vidas en peligrosas misiones en territorios ocupados por indígenas seminómadas, o en tierras inhóspitas, entre ellos Nicolás Mascardi, Juan Aceto, Enrique Adamo, Domingo Anselmo, Carlos Baruffaldi, José Beauvoir, Ángel Bernasconi, Pedro Bonacina, Mayorino Borgatello, Francisco Bibolini, Ángel Buodo, Juan Cagliero, José Cataldino, José Fagnano, Marcos Donati, Hermes Constanzi, entre otros.
Otros simplemente fueron sacerdotes regulares que desempeñaron distintas tareas y dejaron un recuerdo imborrable en la comunidad, como Serafín Balestra, José Alumni, Antonino Belli, Alberto María De Agostini, Luis Botta, Manuel Bruzzone, José Cassani, Benjamín Cenci, Pablo Lantelme, Luis Giorgi, Juan Bautista Scalabrini, Eugenio Nardoni, Romualdo Ferrando, Cirilo Ostilo, Daniel Urbani, José Zaninetti, Juan B. Raineri, Plácido Sargenti, Mario Pantaleo, Luis Soli, Isidoro Anselmi y Federico Da Genova, Ernesto Vespignani, Rafael Gobelli, monseñores Miguel de Andrea, Antonio Caggiano, Raúl Francisco Primatesta, Antonio Quarracino, la beata María Ludovica De Angelis, el beato Artémides Zatti, Luigi Orione, fundador de los cottolengos que llevan su nombre en Argentina, hoy santificado por la Iglesia católica, y muchos otros.
El 13 de marzo de 2013 fue elegido el primer sumo pontífice latinoamericano de la historia, el hasta entonces arzobispo de Buenos Aires Jorge Mario Bergoglio, quien es conocido desde entonces como Papa Francisco. Bergoglio es de ascendencia italiana (materna y paterna), concretamente piamontesa (paterna) y ligure (materna).

### Ítalo-argentinos en el espectáculo

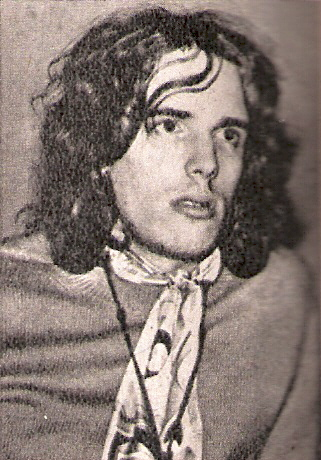
Luis Alberto Spinetta

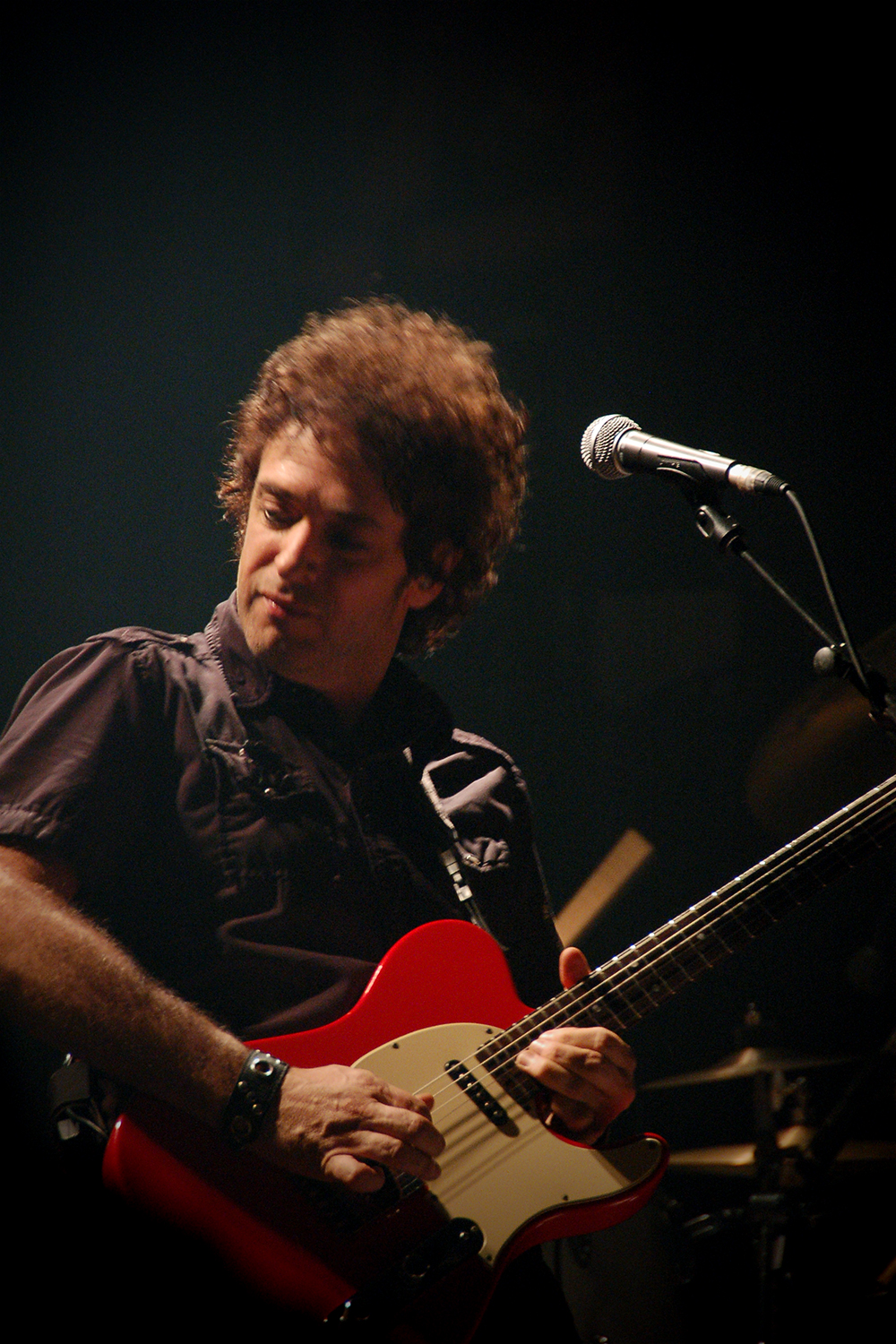
Gustavo Cerati

En el circo, varietés, el canto, el teatro y el cine argentino, desde la familia Podestá en adelante, hubo numerosos descendientes de italianos que hicieron un importante aporte al espectáculo argentino, entre los que puede mencionarse a Francisco Petrone, Ángel Magaña, Elías Alippi, Pedro Quartucci, Mario Soffici, Luis César Amadori, Lucas Demare, Luis Sandrini, Malvina Pastorino, Sebastián Chiola, Carlos Rinaldi, Hugo Fregonese, Florencio Parravicini, Federico Luppi, Mario Luciani, Oscar Ferrigno, Rodolfo Bebán, Gabriela Gili, Luis Brandoni, Pepe Biondi, Marta Bianchi, Tulio Demicheli, Hugo del Carril, Ángel Mentasti, Pierina Dealessi, José Marrone, Héctor Alterio, Pepe Soriano, Roberto Cossa, Guillermo Battaglia, Jorge Petraglia, entre otros. Susana Rivara de Milderman añadió nuevas dimensiones al trabajo del actor a través de lo corporal.
En la actualidad, algunos actores de ascendencia italiana son: Florencia Bertotti, Luisana Lopilato, Darío Lopilato, Gimena Accardi, Miguel Ángel Cherutti, Griselda Siciliani, Darío Grandinetti, Diego Peretti, Leonardo Sbaraglia, Federico Luppi, Guillermo Francella, entre otros.

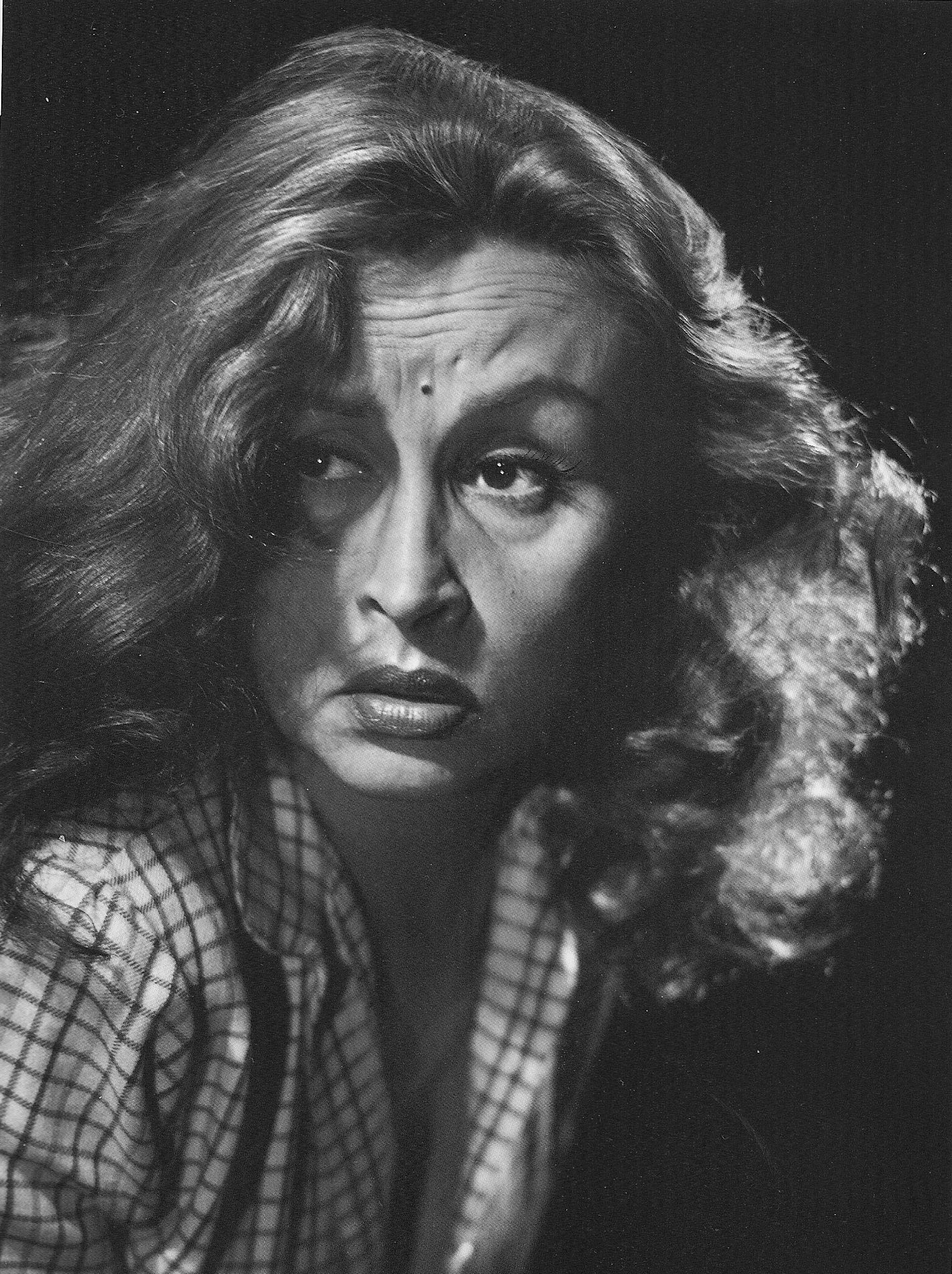
Tita Merello

En el rock y la música popular se encuentran Luis Alberto Spinetta, Gustavo Cerati —que fue líder y vocalista de la banda Soda Stereo—, Litto Nebbia y León Gieco, entre los más destacados. En la música orquestada y en el piano están Virtú Maragno, Florindo Sassone, Pepe Motta, Lito Vitale, Raúl di Blasio, el guitarrista y compositor Guillermo Barbieri, entre otros, y en la música folclórica Soledad Pastorutti.
En el tango brillaron Carlos Di Sarli, Atilio Stampone, Luis Stazo, Aníbal Troilo, Carlos Marcucci, Juan Ignacio Maglio, Juan Bautista Massa, Homero Manzi, Juan de Dios Filiberto, Armando Discepolo y Enrique Santos Discepolo, Enrique Mario Francini, Carlos Figari, Juan D’Arienzo, Raúl Garello, Agustín Magaldi, Alfredo Gobbi, Vicente Scaramuzza, Azucena Maizani, Tita Merello, Astor Piazzolla, Osvaldo Pugliese, Norberto Aroldi, Rodolfo Biagi, Agustín Bardi, Feliciano Brunelli, Antonino Cipolla, Pascual Contursi, Lucio Demare, y muchos otros.
Algunos italianos emigrados hacia Argentina que se han destacado en el ámbito del espectáculo son Ignacio Corsini, cantautor de tango, Gino Renni, actor radicado en Argentina, y el actor y conductor de televisión Rodolfo Ranni, quien llegó de niño a la Argentina en 1947. Otras celebridades nacidas en Italia son el cantante de protesta Piero De Benedictis, más conocido como Piero (quien llegó de muy pequeño con sus padres en 1948), el actor Gianni Lunadei (en 1950), el músico de rock Kay Galifi (llegado en 1950), miembro original de la banda Los Gatos, Luca Prodan, líder de la banda de rock y reggae Sumo, y Gian Franco Pagliaro, cantautor nacido en Nápoles.

### Ítalo-argentinos en los deportes
Los ítalo-argentinos y sus descendientes se han destacado enormemente en los deportes, tanto jugadores como entrenadores, y han puesto el nombre de Argentina en lo alto. Han sobresalido sobre todo en fútbol, básquetbol, boxeo y hockey sobre césped.

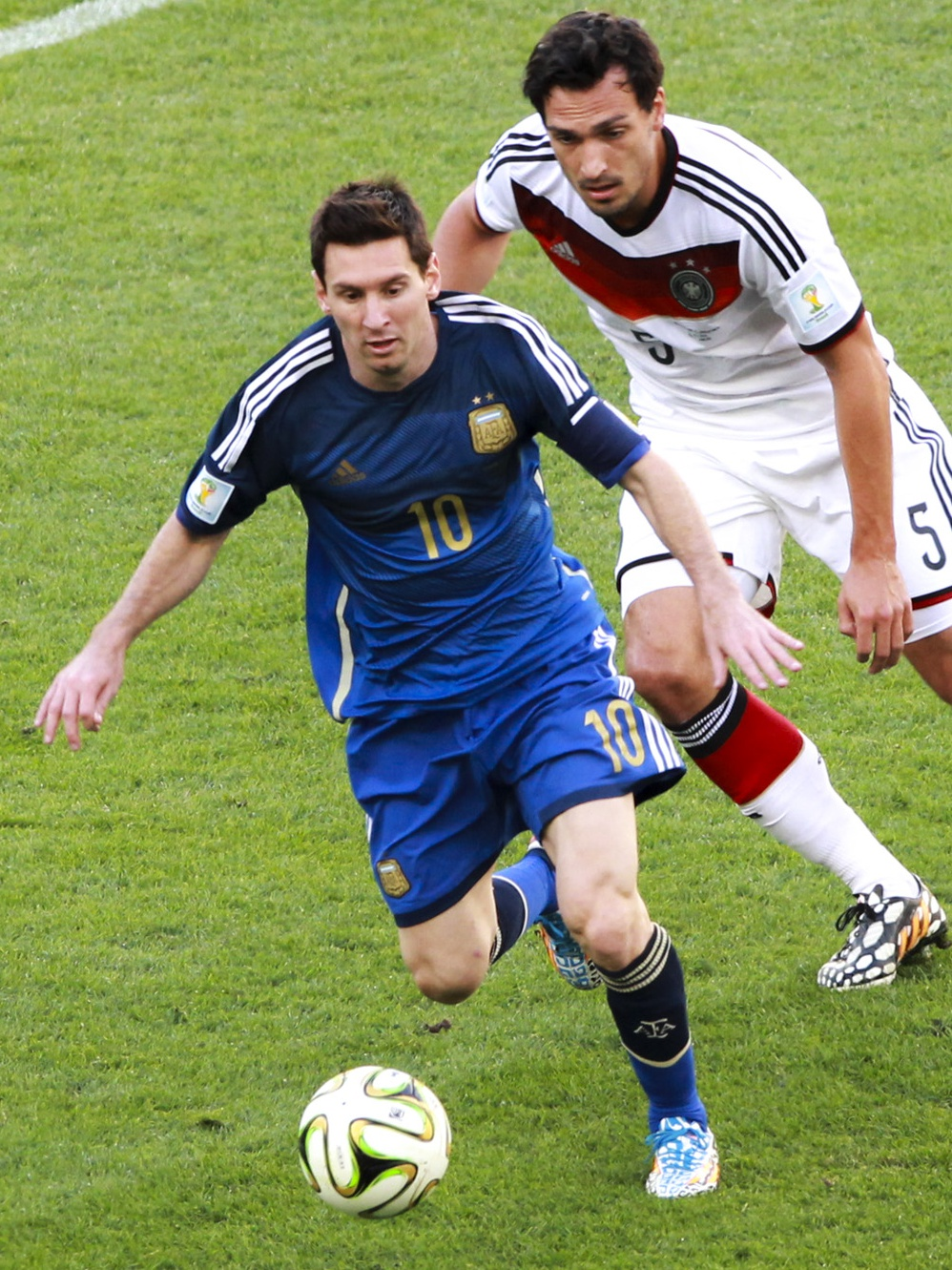
Lionel Messi

En el fútbol se han destacado: Lionel Messi —considerado el mejor futbolista de la época actual y máximo goleador de la selección argentina—, Gabriel Batistuta, Fernando Cavenaghi, Claudio Caniggia, Javier Mascherano, Fabricio Coloccini, Ezequiel Lavezzi, Roberto Abbondanzieri, Diego Simeone, Javier Zanetti, Mauro Icardi, Martín Demichelis, Esteban Cambiasso, Lucas Biglia, Diego Milito, Gabriel Milito, Daniel Passarella, Alberto Tarantini, Daniel Bertoni, Pedro Pasculli, Oscar Ruggeri, Leandro Romagnoli, Alfio Basile, César Menotti, Carlos Bilardo, Alejandro Sabella, Carlos Bianchi, Miguel Ángel Brindisi, Orestes Corbatta, Gerardo Martino, Ángel Amadeo Labruna, Enrique Omar Sivori y Alfredo Di Stéfano, entre muchos otros.

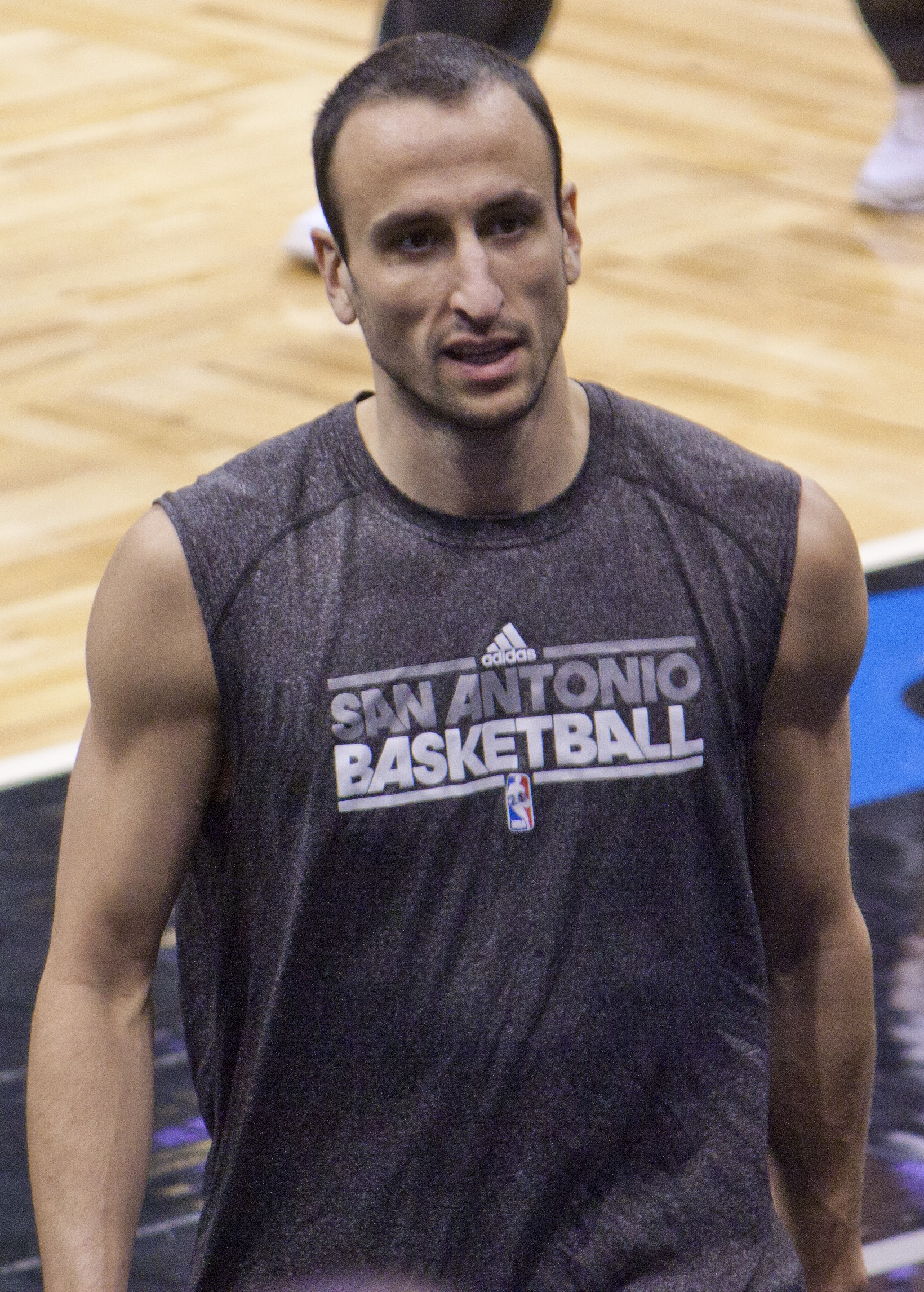
Emanuel Ginóbili

En el básquetbol se han destacado jugadores como: Emanuel Ginóbili, Luis Scola, Carlos Delfino, Pablo Prigioni, Fabricio Oberto, Alejandro Montecchia, Facundo Campazzo, Andrés Nocioni, Nicolás Laprovittola y Hugo Sconochini.
En el boxeo se han destacado: el campeón mundial wélter Nicolino Locche, quien ganó el título en Tokio, Japón, en 1968; Juan Martín Coggi, tricampeón mundial wélter (primer título en 1987 en Italia); el campeón Mundial Mosca AMB y CMB entre 1966-1968 Horacio Accavallo y el padre del boxeo argentino Luis Ángel Firpo.
También hubo destacados en otros deportes como Gabriela Sabatini, considerada una de las mejores tenistas sudamericanas de todos los tiempos, Juan Manuel Fangio, considerado uno de los mejores pilotos del automovilismo mundial de todos los tiempos, en particular por ser quíntuple y segundo campeón de Fórmula 1; en el hockey sobre césped femenino las jugadoras Cecilia Rognoni, Belén Succi, Carla Rebecchi, Rosario Luchetti, Delfina Merino, Silvina D'Elía, Agustina Albertario, Vanina Oneto, Mariela Scarone, Sofía Maccari, entre otras, quienes han obtenido numerosos títulos internacionales como el Campeonato Mundial de Perth en 2002 y el Campeonato Mundial de Rosario en 2010; en el judo, Paula Pareto; en la gimnasia artística, Federico Molinari; en el polo, Adolfo Cambiaso; y en el golf, Roberto De Vicenzo.

#### Oriundos

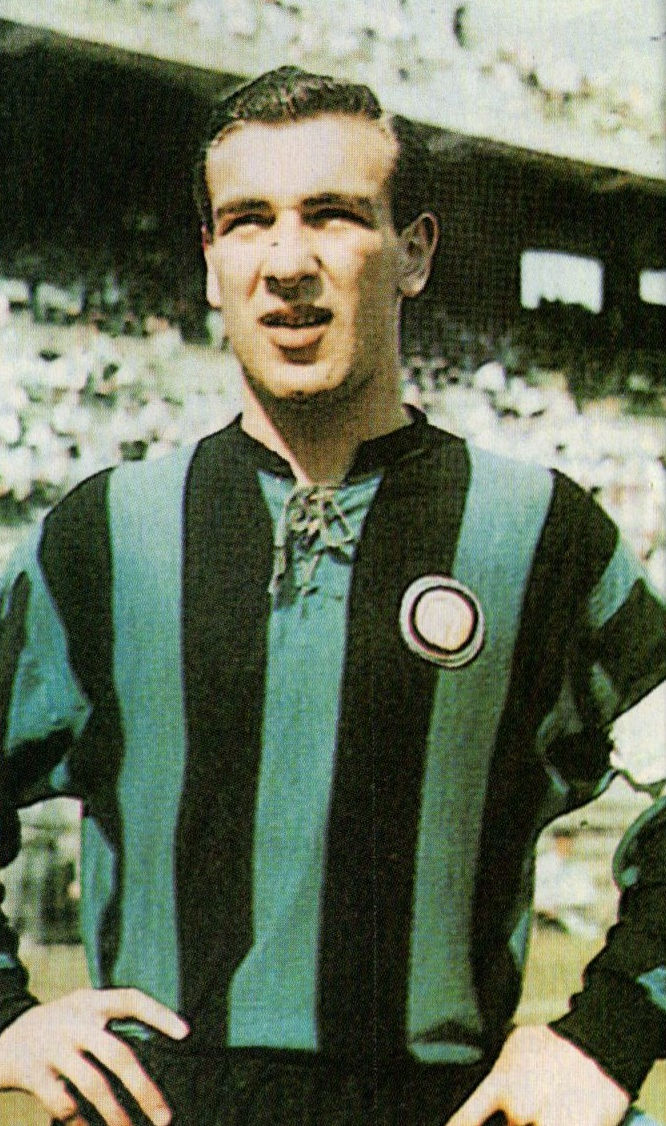
Antonio Valentín Angelillo

En fútbol, es curioso el caso de los "oriundos" Luis Monti y Raimondo Orsi, finalistas de la Copa del Mundo con Argentina en 1930 y luego campeones con Italia en 1934. Oriundi es un término que adoptó el fútbol italiano a principios de los años 1950. La categoría existía separadamente de los jugadores nativos y extranjeros. Omar Sivori, Humberto Maschio y Antonio Valentín Angelillo, las tres estrellas de la Selección argentina que ganó la Copa América 1957, se unieron a clubes italianos, tomando la ciudadanía italiana. En los últimos años, el oriundo italiano más famoso ha sido el futbolista argentino Mauro Camoranesi, de la Juventus, que adquirió la ciudadanía italiana a través de un bisabuelo que en 1873 emigró de Potenza Picena, en la región de las Marcas, hacia la Argentina. Esto le permitió formar parte de la selección italiana que ganó la Copa del Mundo de 2006.

## Cultura

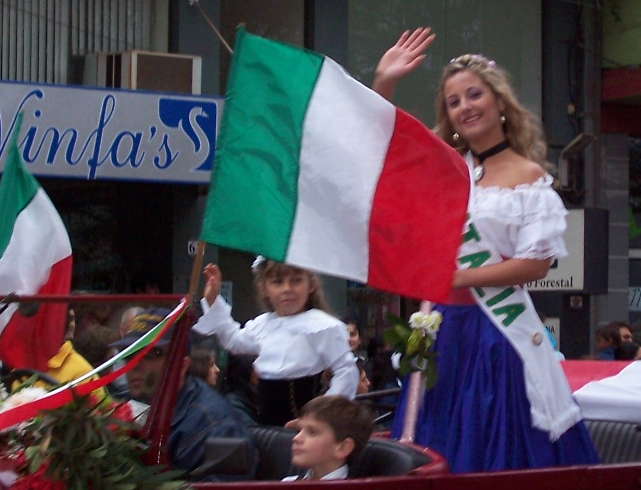
Colectividad italiana en la Fiesta del Inmigrante en Oberá.

Según un estudio realizado en 1990, considerando la alta proporción de repatriados, puede proponerse una correlación positiva o negativa entre la región de origen y de destino. Los italianos meridionales indican un asentamiento más permanente. Los autores Cacopardo y Moreno concluyen que la sociedad argentina en su componente italiano es el resultado de las influencias del sur más que del norte.
Según la antropóloga Stefania Pedrini de la Universidad de Roma La Sapienza, esta influencia cultural se debe a que «a fines del siglo XIX, Argentina era una nación nueva, que no tenía una identidad definida, y en la que la masividad de la inmigración europea influyó en la construcción de un ser nacional, a través de una política de sincretismo cultural muy fuerte». Al mismo tiempo existen tradiciones italianas aún mantenidas en Argentina pero olvidadas o poco recordadas en Italia. Muchos de estos italianos que llevaron su cultura eran de las clases media y baja.

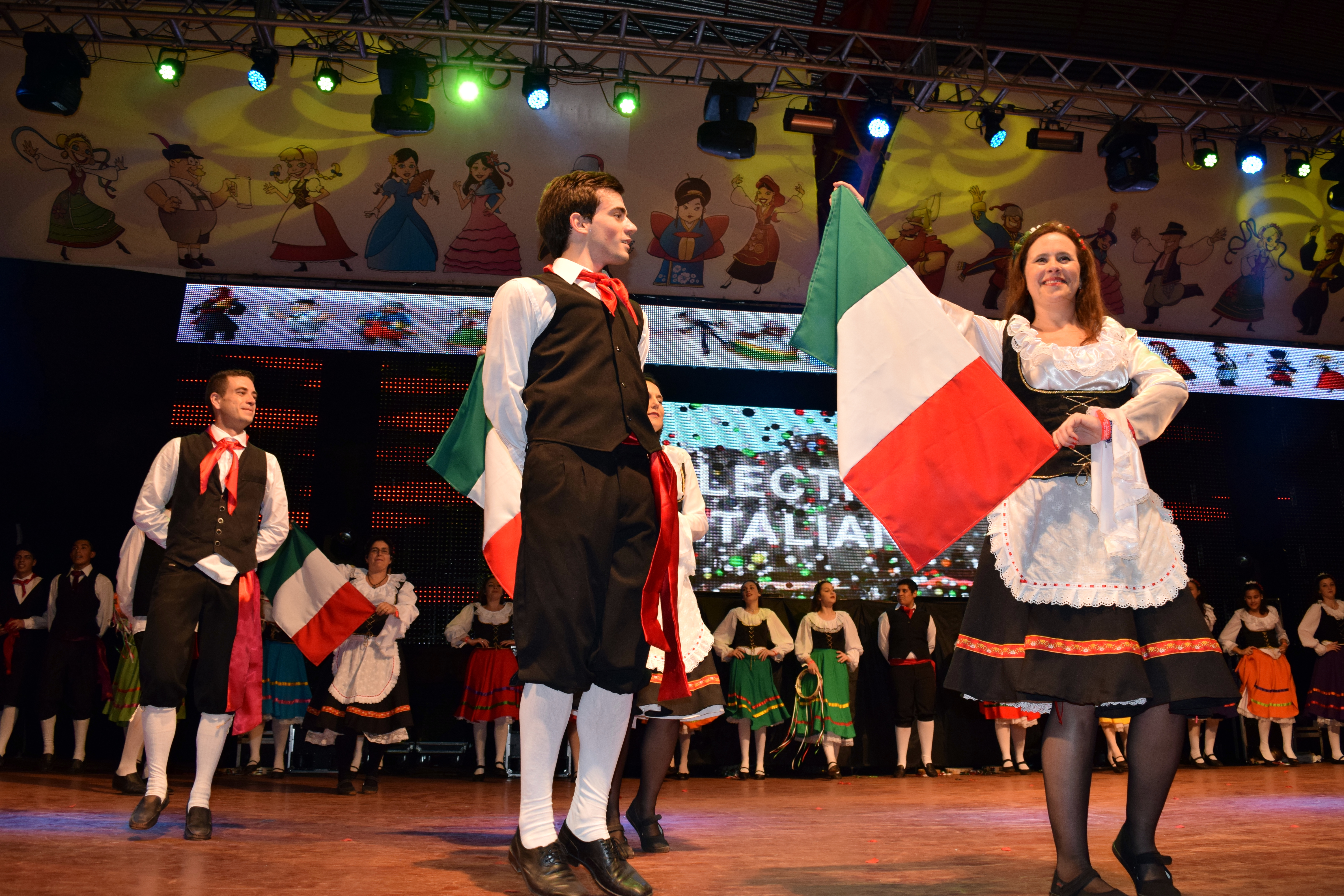
El Ballet "Il Giardino d'Italia" en el escenario mayor durante la XXXV Fiesta Nacional del Inmigrante en Oberá, Misiones.

### Idioma italiano en Argentina
De acuerdo con Ethnologue, Argentina cuenta con más de 1 120 000 hablantes de italiano, por lo que es el segundo idioma más hablado en el país, sin considerar el idioma inglés, presente en el sistema educativo. A pesar de las grandes cantidades de inmigrantes italianos en el país, la lengua italiana en realidad nunca arraigó del todo en la Argentina, en parte porque en el momento la gran mayoría de los italianos hablaban sobre todo su dialecto italiano local y no el italiano unificado estándar. Esto impidió cualquier ampliación del uso de la lengua italiana como lengua principal en Argentina. La similitud de los dialectos italianos con el español también permitió a los inmigrantes asimilarse, mediante el uso de la lengua española, con relativa facilidad.
Para 1840 ya se editaban en Buenos Aires periódicos en idioma italiano, aumentando en cantidad para los años 1900. El principal de ellos era La Patria degli Italiani, que a su vez era el tercero más importante de Argentina, contando con una tirada de 14 000 ejemplares.
La inmigración italiana de la segunda mitad del siglo XIX a principios del siglo XX tuvo un impacto duradero y significativo en la entonación del español vernáculo de Argentina. Una investigación ha demostrado que el español rioplatense, y en particular el hablado en la ciudad de Buenos Aires, tiene patrones de entonación que se asemejan a las de los dialectos italianos (especialmente el napolitano), y difieren notablemente de los modelos de otras formas del español. Esto se correlaciona bien con los patrones de inmigración ya que Argentina, y particularmente Buenos Aires, tuvieron un gran número de colonos italianos desde el siglo XIX. Las similitudes se observaron en un estudio realizado por el Consejo Nacional de Investigaciones Científicas y Técnicas (CONICET) junto a la Universidad de Toronto, y publicada en Bilingüismo: Lenguaje y Cognición (ISSN 1366-7289), luego de analizar grabaciones de más de 1400 oraciones y compararlas con otras tonadas del mundo. Los investigadores señalan que este es un fenómeno relativamente reciente, que comenzó a principios del siglo XX con la ola principal de la inmigración proveniente del sur de Italia. Antes de esto, el acento porteño era más similar al de España, especialmente al de Andalucía.
El 22 de febrero de 1917, el gobierno de Hipólito Yrigoyen, mediante el decreto N.º 6925, hizo obligatoria la enseñanza del idioma italiano en los 4.º y 5.º años del secundario en los colegios nacionales.
Además, la variante rioplatense del español posee numerosos italianismos.

#### Lunfardo

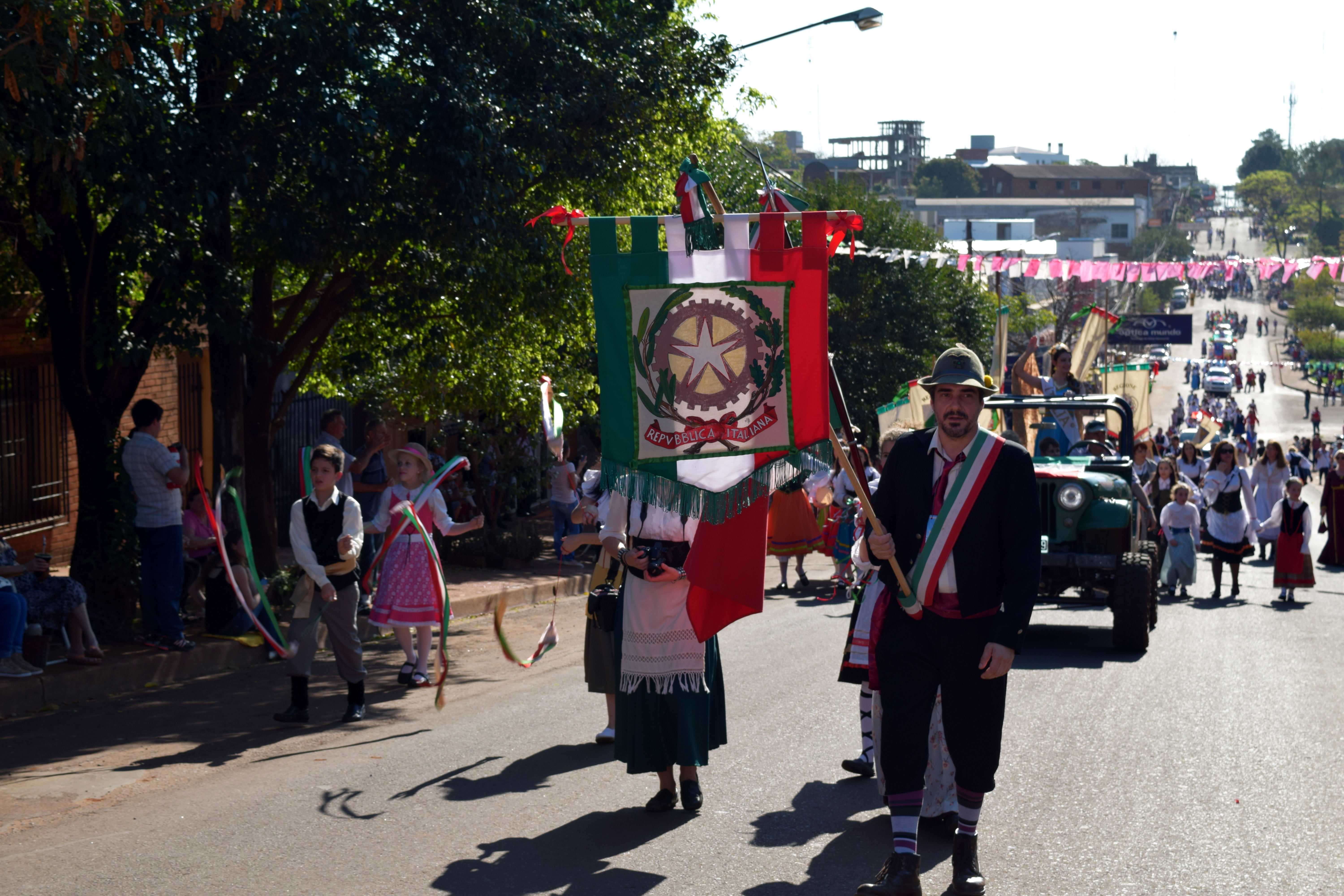
Desfile de Italia en la inauguración de la XXXV Fiesta Nacional del Inmigrante en Oberá, Misiones.

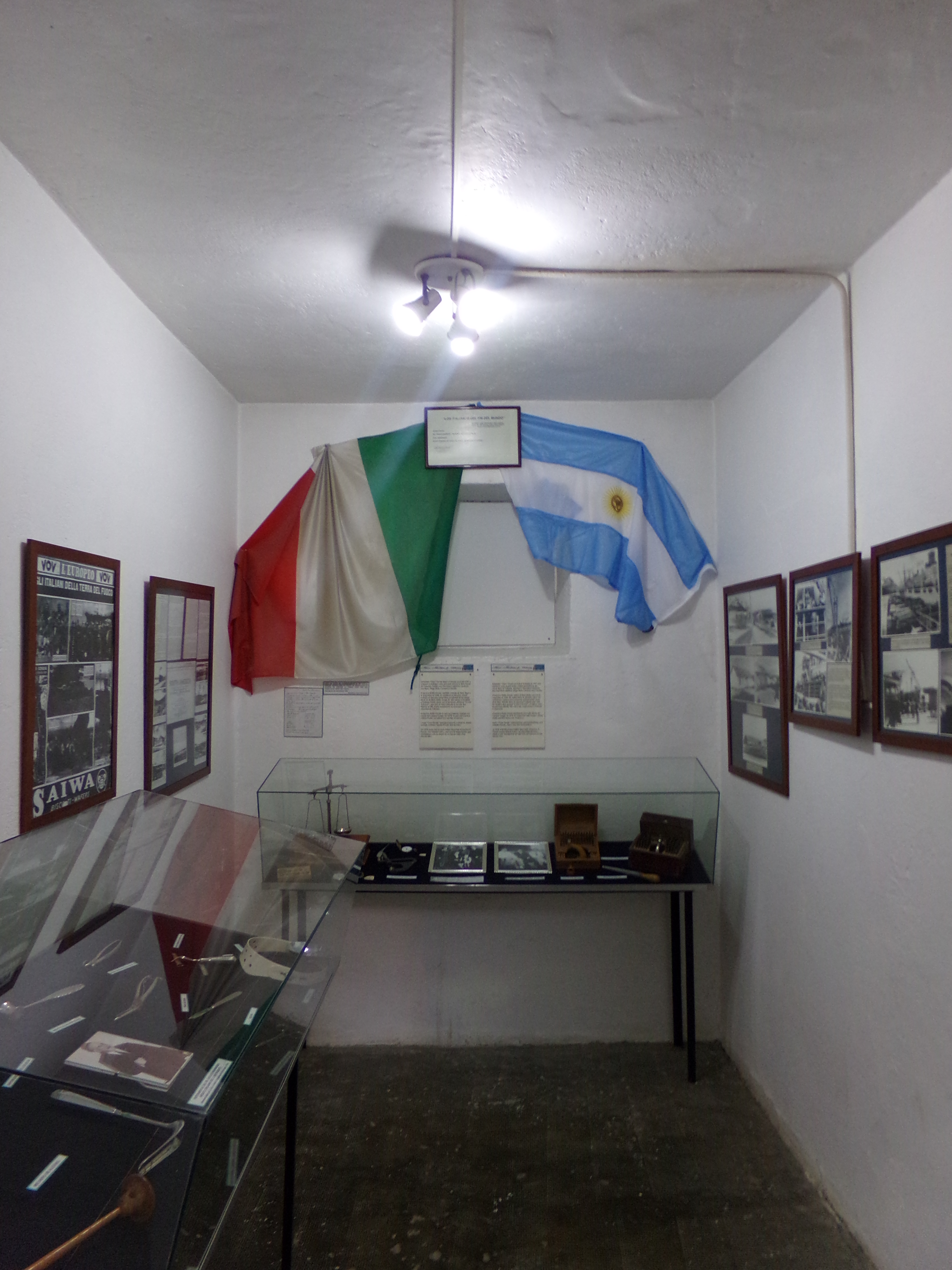
Espacio dedicado a los italianos de Tierra del Fuego en el Museo Marítimo y del Presidio de Ushuaia.

El lunfardo es una jerga originada y desarrollada en la ciudad de Buenos Aires y su conurbano, el cual se extendió a otras ciudades cercanas como Rosario (en la provincia de Santa Fe) y Montevideo, Uruguay. La palabra deriva de "lombardo", idioma hablado principalmente en Lombardía (región ubicada en el norte de Italia). Los sonidos del lunfardo se nutren principalmente de las lenguas de Italia, especialmente las septentrionales, debido a que en Buenos Aires la colonia italiana es muy extensa y ha dejado en la onomasiología y terminología una extensa herencia léxica. Además, el lunfardo ha tomado palabras, giros o modos de hablar propios (préstamos) de diversos idiomas como el francés, el portugués, un poco de inglés y, a través de la herencia gaucha, del quechua.
Según un estudio sobre el elemento lingüístico en el tango, realizado por el Coloque Internacional Sur de Toulouse (frase occitana que al español castellano se traduce como Coloquio Internacional Sur [de] Toulouse), hecho sobre una muestra de 2000 tangos, se han clasificado los préstamos según su origen: en una única lista se encuentran los italianismos y pan-italianismos (es decir las palabras comunes a varias lenguas de Italia), que resultaron ser un 38% del total. Los genovesismos y otros septentrionalismos, que han resultado ser el 24%, fueron agrupados juntos, ya sea porque la mayor parte de italianismos de este grupo procede del genovés -o zeneize (ligur)-, o porque varias palabras son, a la vez, genovesas, piamontesas, lombardas y hasta vénetas, siendo difícil a menudo establecer si el vehículo ha sido el genovés u otro dialecto septentrional. Las palabras tomadas de dialectos meridionales, que son el 11%, se agruparon todas en un mismo grupo de meridionalismos, ya que a veces es arduo establecer si proceden del napolitano, calabrés, siciliano o de otras hablas locales, dada su afinidad. Por último, las voces de procedencia jergal que representan una porción considerable dentro del conjunto representan el 24%.
- Ejemplos de palabras procedentes del italiano y de otras lenguas de Italia
  - Bacán: persona muy adinerada, elegante y amistosa. Proviene del genovés bacàn que significa patrón.
  - Engrupir: engañar. Del genovés gróppo: nudo, atado, envoltorio, posiblemente por irradiación semántica de los demás italianismos del lunfardo que, del significado originario de paquete, ha pasado a significar estafa, engaño.
  - Parlar: hablar. Del italiano parlare.
  - Manyar: comer. Del italiano mangiare.
  - Mina: mujer. Del italiano femmina; sin embargo, existe otra versión de su origen. Esta palabra provendría de una tribu de Cabo Verde que era parte del tráfico esclavo de África en el actual territorio argentino, por medio de los portugueses-brasileños, debido a que en Brasil también se utiliza la palabra "mina".[192]
  - Laburar: trabajar. Del italiano lavorare.
  - Fiaca: pereza. Del italiano fiacco, que significa débil.
  - Chapar: besar. Del dialecto del norte italiano ciapar que significa tomar (en italiano "acchiappare").
  - Buonyorno: buen día. Del italiano buongiorno.
  - Pibe: joven. Del genovés pive: aprendiz, y del italiano "pivello".

#### Cocoliche
El cocoliche es una jerga de tipo pidgin del español mezclado con diversos dialectos italianos del siglo XIX e inicios del siglo XX del norte y del sur de Italia hablada por los inmigrantes italianos. Puede definirse como una variedad mixta de castellano y de dialectos italianos cuyo uso era casi exclusivamente oral. Las formas lexicales italianas se alternaban con las castellanas merced a la gran proximidad filogenética entre los idiomas de la península ibérica y la península itálica. A principios del siglo XX, el uso del cocoliche inquietaba a las autoridades argentinas, preocupadas por el futuro de la lengua española.

### Gastronomía italiana en Argentina
Como todas las naciones en que viven muchos descendientes de italianos, la cocina de Argentina posee muchas influencias de la vieja patria, si bien hay varios platos que son originales de los italianos en Argentina, principalmente en Buenos Aires, a diferencia de los importados de Italia.

La base tiene que ver con lo italiano, pero eso lo transforman los gallegos, que son los que estarán detrás de los mostradores. Después hay un montón de nacionalidades, habrá turcos, algún toque francés, pero ahí se produce la gran transformación, eso sí, con el agregado de la carne.
Miguel Angel Mojo.

#### Pizza

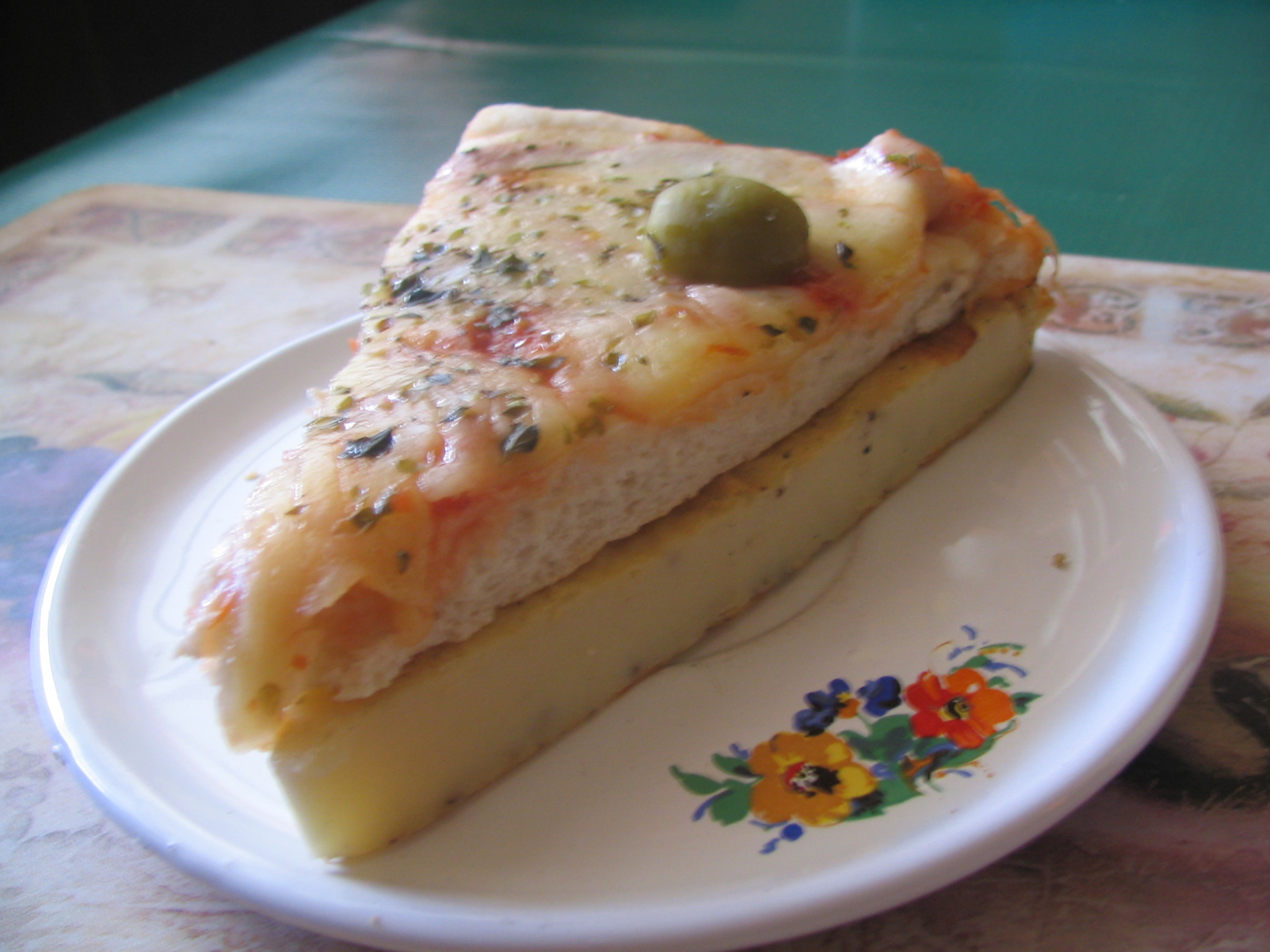
Pizza sobre fainá.

La pizza es una de las comidas más conocidas en el mundo entero, y quizá la más famosa de origen italiano. La pizza argentina, tradicional en Buenos Aires, es más semejante al calzone que las pizzas más conocidas. Los tipos varían de pizza por metro (cocido en el horno en forma rectangular y tamaño lateral en vez de radial), pizza a la parrilla (cocida en una parrilla y no en un horno), pizza canchera y pizza rellena. La pizza argentina es supuestamente más similar a la forma napolitana que a la siciliana, y su receta fue variando de la original italiana, debido a que la mayoría de los pizzeros de Buenos Aires eran españoles. La focaccia fue llevada por los genoveses.

Los italianos creen que lo nuestro es pornográfico. Para ellos una pizza pesa cien gramos; para nosotros, con eso no come nadie.
Miguel Ángel Mojo.

#### Fainá
Fainá es un tipo de pan hecho con harina de garbanzo, y tiene sus raíces en el norte de Italia (en la región de Liguria). Un plato popular en pizzerías argentinas es de moscato (vino moscatel), pizza y fainá, lo que es un vaso de vino con un triángulo de pizza sobre uno de fainá. En Italia pizza y fainá nunca son comidos juntos.

#### Pasta

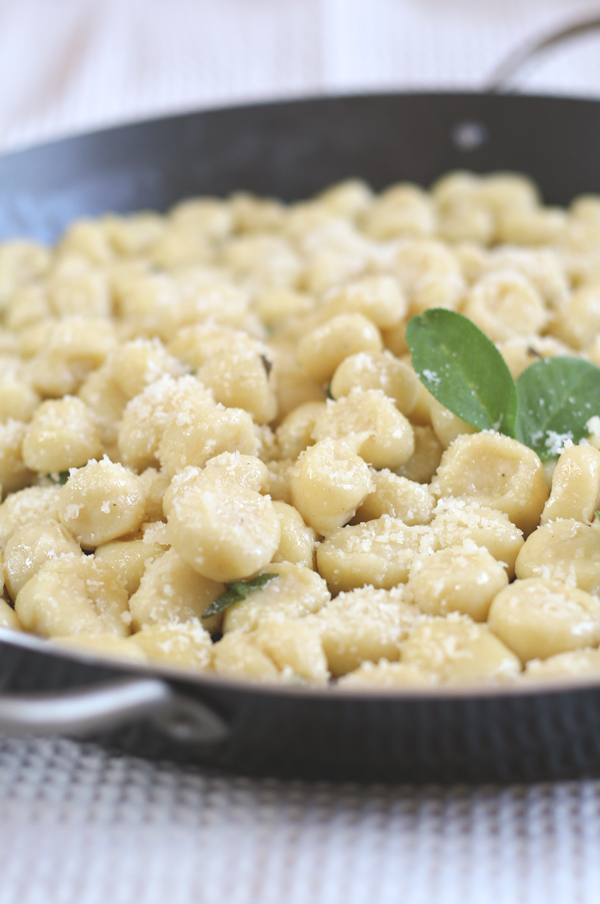
Un plato de ñoquis de ricota con queso.

Aún más prevalente en la dieta argentina son las pastas, entre ellas tallarines fettuccine, ravioli (ravioles), gnocchi (escrito en castellano ñoquis) y cannelloni (canelones). También existen restaurantes italianos especializados. En Argentina y Uruguay es costumbre comer ñoquis el 29 de cada mes poniendo dinero debajo del plato, en tributo a San Pedro y San Marcos, santos patronos de Venecia. Esta costumbre era común ya que los ñoquis llevan ingredientes económicos (harina, papa, agua) y al fin del mes muchos inmigrantes y trabajadores en general estaban cortos de dinero. Hacían entonces un pedido a San Pedro y San Marcos para que proveyeran dinero, que llegaba con el pago del salario mensual, como es costumbre en el país.
Los sorrentinos también son pastas comunes en Argentina, pero no son de origen italiano. Se llaman así por un restaurante que se llamaba Sorrento en la ciudad de Buenos Aires, y fueron creados con la idea de hacer ravioles más grandes.
Por lo general, en Argentina las pastas se cocinan, sirven y consumen de la forma local, llamada all'uso-nostro («al uso nuestro» o «a la manera nuestra»), una frase de origen italiano.
Al mismo tiempo, es común que la pasta sea consumida junto con el pan blanco ("pan francés"), lo cual es inusual en Italia. Esto puede explicarse por el bajo precio del pan y el hecho de que las pastas argentinas tienden a unirse con una gran cantidad de salsa tuco (suco italiano), y acompañado de estofado o guiso. Con menos frecuencia, las pastas se comen con un apósito de pesto, salsa verde basada en la albahaca, o salsa blanca.

#### Milanesa

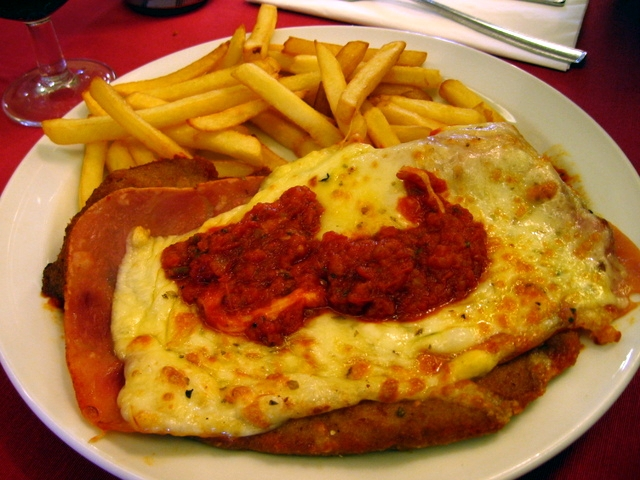
Milanesa napolitana con papas fritas.

La milanesa, cuyo nombre deriva de la cotoletta alla milanese original de Milán, es ampliamente consumida en Argentina. Fue traída al país por los inmigrantes de Europa Central. Un plato común de esta variedad es la milanesa napolitana (el nombre proviene de un antiguo restaurante de Buenos Aires, Nápoli). La milanesa napolitana es una innovación de Argentina a pesar de su nombre, consistente en una carne empanada con queso, tomate y en algunos casos especiales, jamón en la parte superior de la carne.

#### Quesos
La fugazza, un plato de pan con queso de origen genovés, está hecha en Argentina con queso solamente como en Recco (Génova), ya que la fugazza con queso es típico de dicho pueblo. Un invento argentino es la fugazzeta rellena.
El sardo argentino de leche de vaca fue creado como imitación del pecorino sardo, proveniente de Cerdeña y hecho con leche de oveja. El queso romano también es elaborado en la Argentina, llevado por los inmigrantes del Lacio.

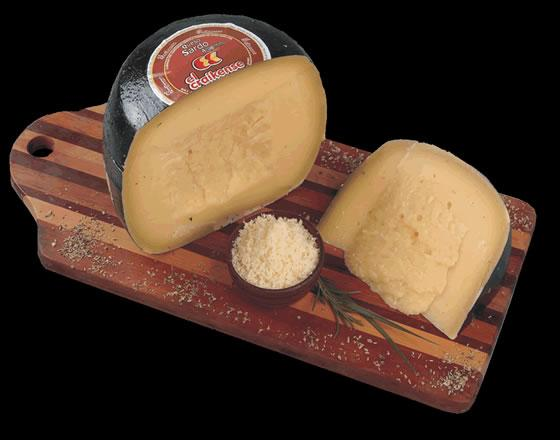
Queso sardo argentino.

El Queso Provolone Hilado Argentino (provoleta) es netamente argentino. Originado por la necesidad de unificar hábitos alimentarios argentino-italianos, propició la idea de introducir un producto típicamente italiano como el queso provolone en el asado criollo. Su inventor fue Natalio Alba, quien emigró de Calabria. Es una tradición rioplatense comer un pequeño disco de provoleta asado de la carne a la parrilla. El queso es sazonado con chimichurri (mezcla de especias y aceite de hierbas) y generalmente se sirve con pan tostado y se lo acompaña con un vino argentino como el Malbec.
El reggianito fue inventado por inmigrantes italianos llegados luego de la Primera Guerra Mundial que querían hacer algo para recordar a su nativo Parmigiano Reggiano. El nombre es un diminutivo español de reggiano, y se refiere al hecho de que el queso se produce en pequeñas ruedas de unos 6,8 kilos de peso, en lugar de los grandes tambores de parmesano. Es utilizado principalmente como queso de rallar en las pastas.

#### Platos dulces

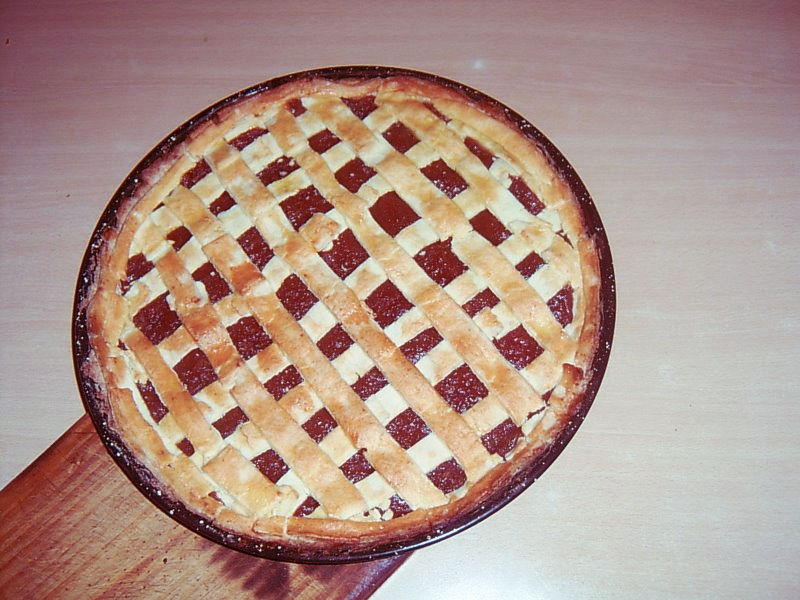
Pasta frola casera de membrillo.

La Pasta Frola es una receta típica argentina fuertemente influenciada por la cocina del sur de Italia, también conocido como Pasta Frolla en Italia. Consiste en una base de pasta mantecosa con un relleno hecho de dulce de membrillo, mermelada de batata o dulce de leche y rematado con tiras delgadas de la misma pastelería, formando un patrón cuadrado. Es una tradición argentina comer pasta frola con mate en la tarde. El plato es también muy popular en Paraguay y Uruguay. La receta italiana tradicional no se prepara con tiras como se hace en Argentina, sino con una tapa perforada con moldes en formas de corazón o de flores.
La variante argentina de helados (en italiano: gelato) es particularmente popular entre los postres argentinos. Su textura cremosa se debe a la gran proporción de crema, y los sabores van desde el chocolate clásico con almendras al argentino dulce de leche, pasando por varios tipos de frutas.

En la Argentina se come el mejor helado de América del Sur gracias a la tradición italiana.
Alessandro Racca (maestro pastelero).

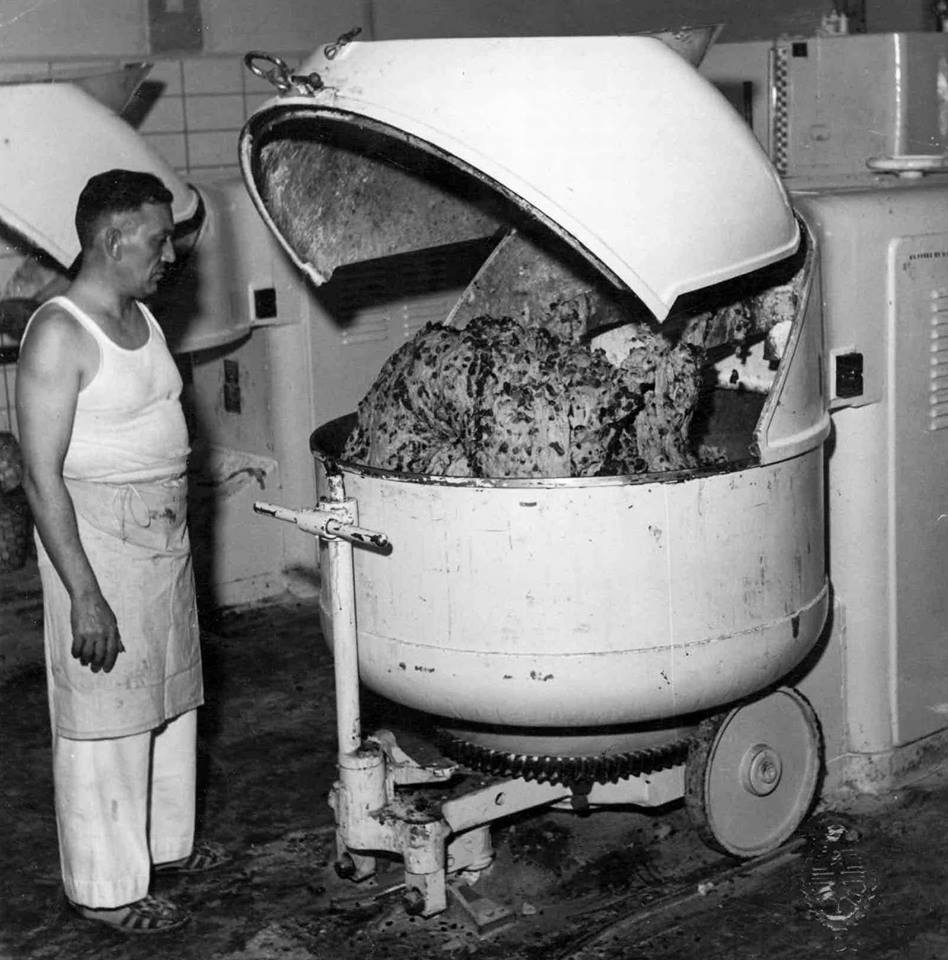
Sobadora de pan dulce de la fábrica Talleres y Panadería "Viuda de Canale e hijos" (fundada por genoveses). Buenos Aires, 1950.

Las facturas es el nombre que reciben en Argentina las masas dulces, generalmente vendidas en panaderías. El término deriva del verbo de raíz latina facere («hacer»). A fines del siglo XIX, panaderos anarquistas italianos, tras realizar una huelga, decidieron burlarse de las autoridades y demás instituciones, bautizando a sus facturas con nombres irónicos. Como burlas a la Iglesia católica surgieron las «bolas de fraile» o «suspiros de monja» y los «sacramentos». Sobre el Ejército, los «cañones» y las «bombas»; además de los «vigilantes», que hacían alusión a la Policía.
El pan dulce, adaptación argentina del pandolce genovés, es popular para las fiestas de Navidad y Año Nuevo. Hay muchos estilos, entre ellos el genovés. También las recetas y su contenido (frutas abrillantadas, frutos secos, chocolate) son variadas. La Red de Pastelerías Artesanales, que agrupa a más de 70 confiterías de la ciudad de Buenos Aires, estima que durante el mes de diciembre se hornea un promedio de 500 panes dulces diarios por local. La confitería El Progreso ganó en 1923 una medalla de oro por su pan dulce en una Exposición Internacional de pastelería en Italia.
Los cantuccini, dulces de la gastronomía toscana, también son elaborados y consumidos en Argentina. Otros postres como el tiramisú, de origen véneto, el sambayón (en italiano: zabaione), la crostata (conocida en la Argentina como tarta de ricota) y la panna cotta también son consumidos.

#### Otros

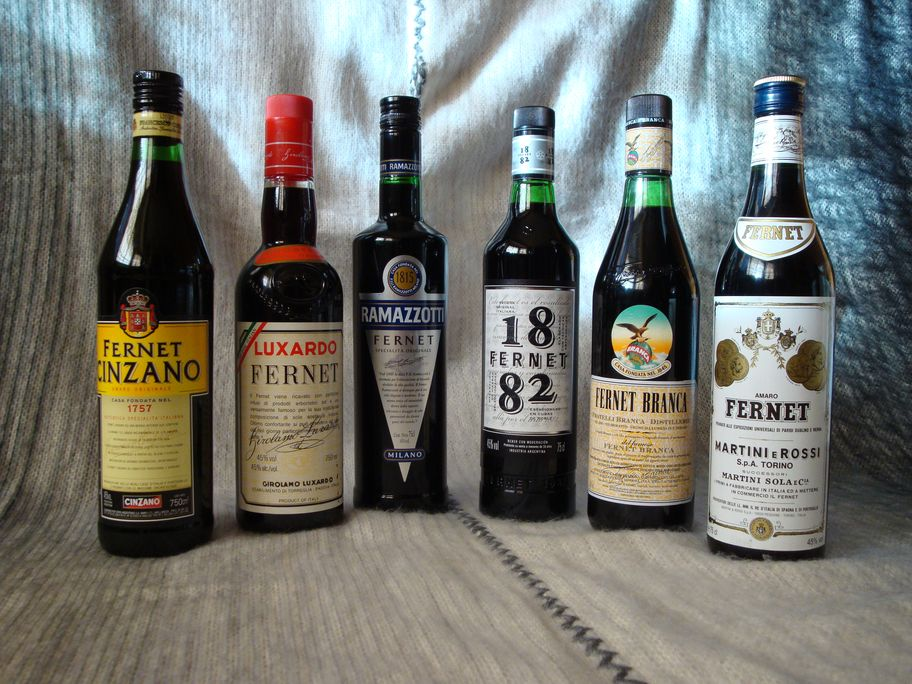
Distintas marcas de fernet.

La polenta de maíz, originaria del norte y centro italiano, es un plato típico de los meses fríos, que se consume con salsa y queso. Ya que se le ha adjudicado propiedad vigorizante, coloquialmente se utiliza la expresión «tener polenta» como sinónimo de tener fuerza. A principios del siglo XX tanto en Italia como en Argentina, las clases bajas consumían polenta acompañada de carne de pequeñas aves. La buseca, guiso de Lombardía, también es popular en Argentina.
Bebidas alcohólicas italianas como el Gancia y el Fernet son de consumo masivo en la Argentina. En este último caso, en Córdoba, se le agregó el consumo con la bebida cola, siendo ampliamente popular.
Las cafeterías más reconocidas de Buenos Aires fueron fundadas por italianos, como el Café Tortoni, el Café de París y la Confitería del Molino. También se han destacado los restaurantes La Sonnámbula y La Emiliana, de comida italiana. En las confiterías, el café suele servirse a la italiana, con un vaso de agua con gas y una pequeña galleta dulce.

### Día del Inmigrante Italiano

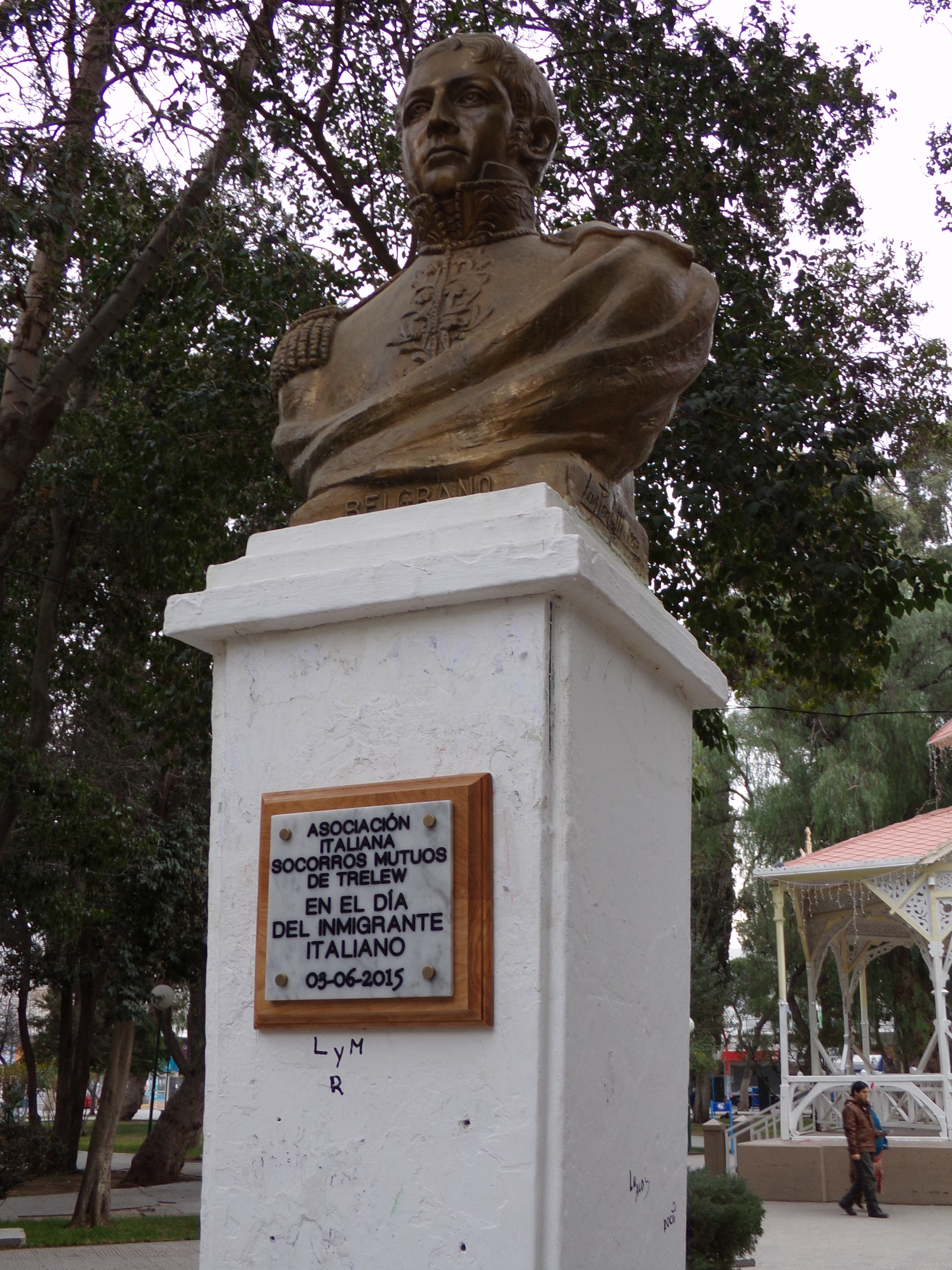
Monumento a Manuel Belgrano en Trelew, Chubut, con una placa recordando el Día del Inmigrante Italiano.

La ley nacional N.º 24561 estableció que anualmente todos los días 3 de junio se celebrara el Día del Inmigrante Italiano para reconocer a los inmigrantes italianos y sus aportes a la Argentina. Se eligió esta fecha por ser el día del nacimiento de Manuel Belgrano, de ascendencia genovesa.

### Arquitectura

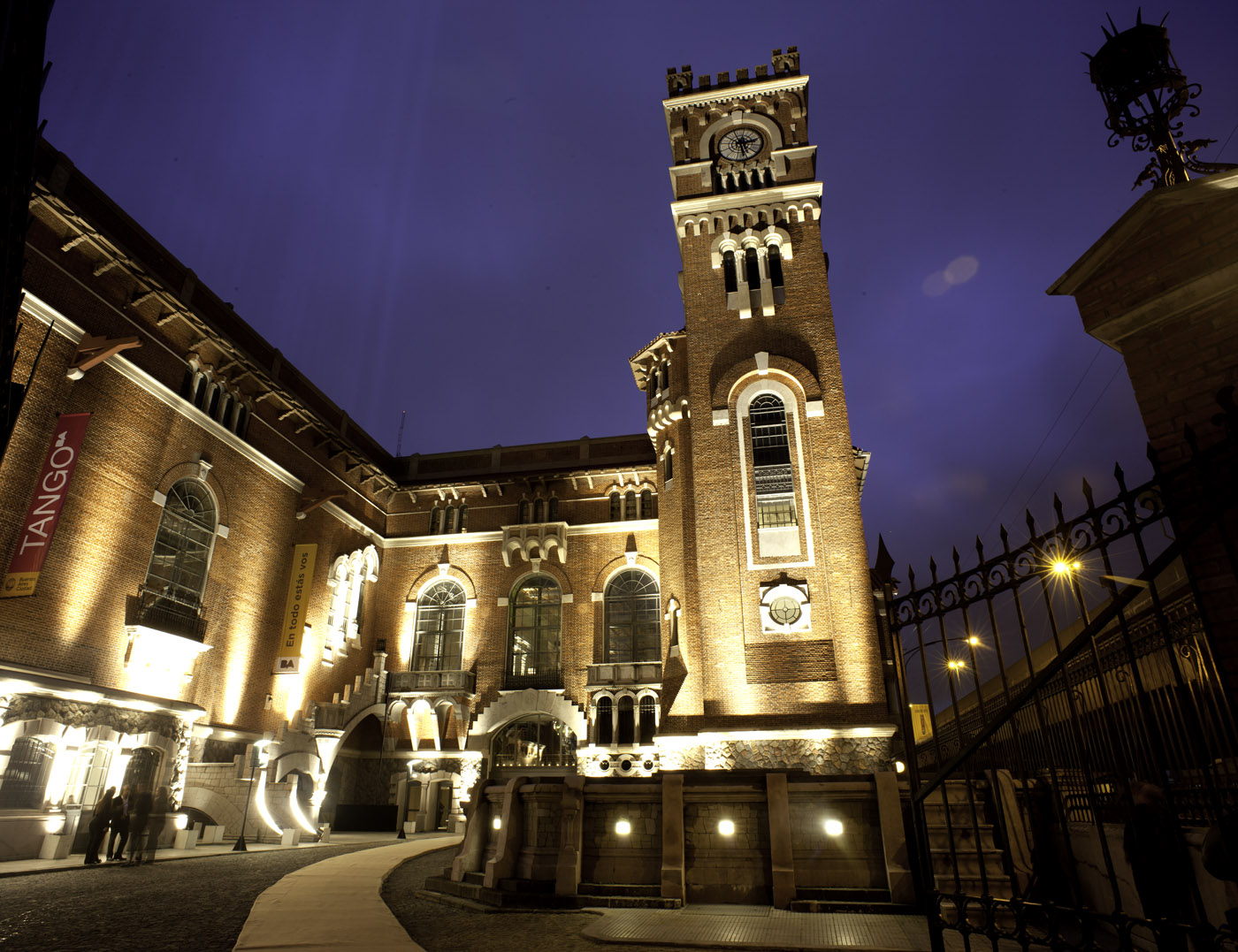
Usina Don Pedro de Mendoza ("Usina del Arte"), en el barrio de La Boca, perteneciente a la ex-CIAE.

La Compañía Ítalo-Argentina de Electricidad (CIAE) fue fundada en 1911. Al año siguiente comienza a producir y distribuir energía eléctrica en las zonas Centro y Sur de la ciudad de Buenos Aires para el servicio de alumbrado público y privado, fuerza, tracción y demás aplicaciones. Los servicios eléctricos de la CIAE más tarde se extenderían a varios partidos aledaños. La compañía comenzó con plantas pequeñas de provisión de electricidad para el consumo familiar. El destinatario era el gran grupo inmigratorio de origen italiano asentado en Buenos Aires. En 1914 inauguró sus servicios desde un edificio ubicado en la calle José Andrés Pacheco de Melo, entre Coronel Díaz y Billinghurst, en el barrio de Palermo. Se sumaron un grupo de usinas y subusinas de transformación locales de carácter utilitario que ofrecían a la ciudad la peculiaridad de una arquitectura identificatoria de la empresa. A finales de la década de 1970, la compañía pasa a integrar Servicios Eléctricos del Gran Buenos Aires.
El arquitecto italiano Giovanni Chiogna, emigrado de Trento, fue contratado por la CIAE para construir más de 200 estructuras destinadas a usinas, subusinas y subestaciones en diversos puntos de Buenos Aires. En la actualidad, algunos edificios mantienen su función, mientras que otros fueron transformados. Ejemplos de ellos son la Usina del Arte (centro cultural en La Boca) y el Museo del Holocausto (en Recoleta). Estos edificios se caracterizan por tener un estilo neorrenacentista florentino que remitía al norte italiano, de donde Chiogna era oriundo, y apariencia de castillos, debido a que fueron construidos con basamentos de piedra y ladrillo a la vista, ventanas en arco de medio punto, torrecitas medievales y otros elementos decorativos.

### Cultura popular
Marco, de los Apeninos a los Andes es un relato breve de ficción incluido por Edmundo de Amicis en su novela Corazón, publicada en 1886. Narra la historia del extenso y complicado viaje de un niño de trece años, Marco, desde Génova, Italia, hacia Argentina, en busca de su madre, que había emigrado a aquel país sudamericano dos años antes.
Un italiano en la Argentina es una película realizada en 1965 por el director italiano Dino Risi, cuyo título en italiano es Il gaucho. Fue una coproducción de Italia y Argentina, rodada en este último país. También se adaptó una serie de anime sobre Marco llamada Haha o Tazunete Sanzenri.
Los italianos dieron su aporte al Fileteado, actual patrimonio cultural inmaterial de la UNESCO. León Untroib, fileteador, decía:

Los verduleros italianos venían y me decían: ‘-Facheme un bastimente’.

Pienso que esos verduleros soñaban con los barcos. Pienso que dibujándolos en sus carritos de mano recordaban a los seres queridos que habían quedado en Calabria, en Sicilia, en la Lombardía: era una especie de acicate para redoblar los esfuerzos, trabajar duro, juntar el dinero para el pasaje y así reunirse con ellos. El deseo y la nostalgia alimentando un oficio, un arte que terminó poblando las calles de Buenos Aires.

### Música
El aporte italiano a la música de Argentina fue de suma importancia para el tango. Entre los primeros y los más importantes tangueros se encontraron inmigrantes y descendientes de italianos. También existen numerosas letras de tango inspiradas en los inmigrantes italianos y su vida. Había también músicos inmigrantes que llevaron a la Argentina ritmos como las mazurcas, las cuadrillas y la canzoneta.
Ejemplos de tangos con temática sobre los italianos son:

E tique, tuque, taque,

se pasa todo el día

Giuseppe el zapatero,

alegre remendón;

masticando el toscano

y haciendo economía,

pues quiere que su hijo

estudie de doctor.
"Giuseppe el zapatero" (Carlos Gardel y Guillermo Del Ciancio)

Con el codo en la mesa mugrienta

y la vista clavada en el suelo,

piensa el tano Domingo Polenta

en el drama de su inmigración.

Y en la sucia cantina que canta

la nostalgia del viejo paese

desafina su ronca garganta

ya curtida de vino carlón.

Canzoneta de pago lejano

que idealiza la sucia taberna

y que brilla en los ojos del tano

con la perla de algún lagrimón...

La aprendió cuando vino con otros

encerrado en la panza de un buque,

y es con ella, metiendo batuque,

que consuela su desilusión.
"La Violeta" (Nicolás Olivari, 1930)

### Institucionalismo

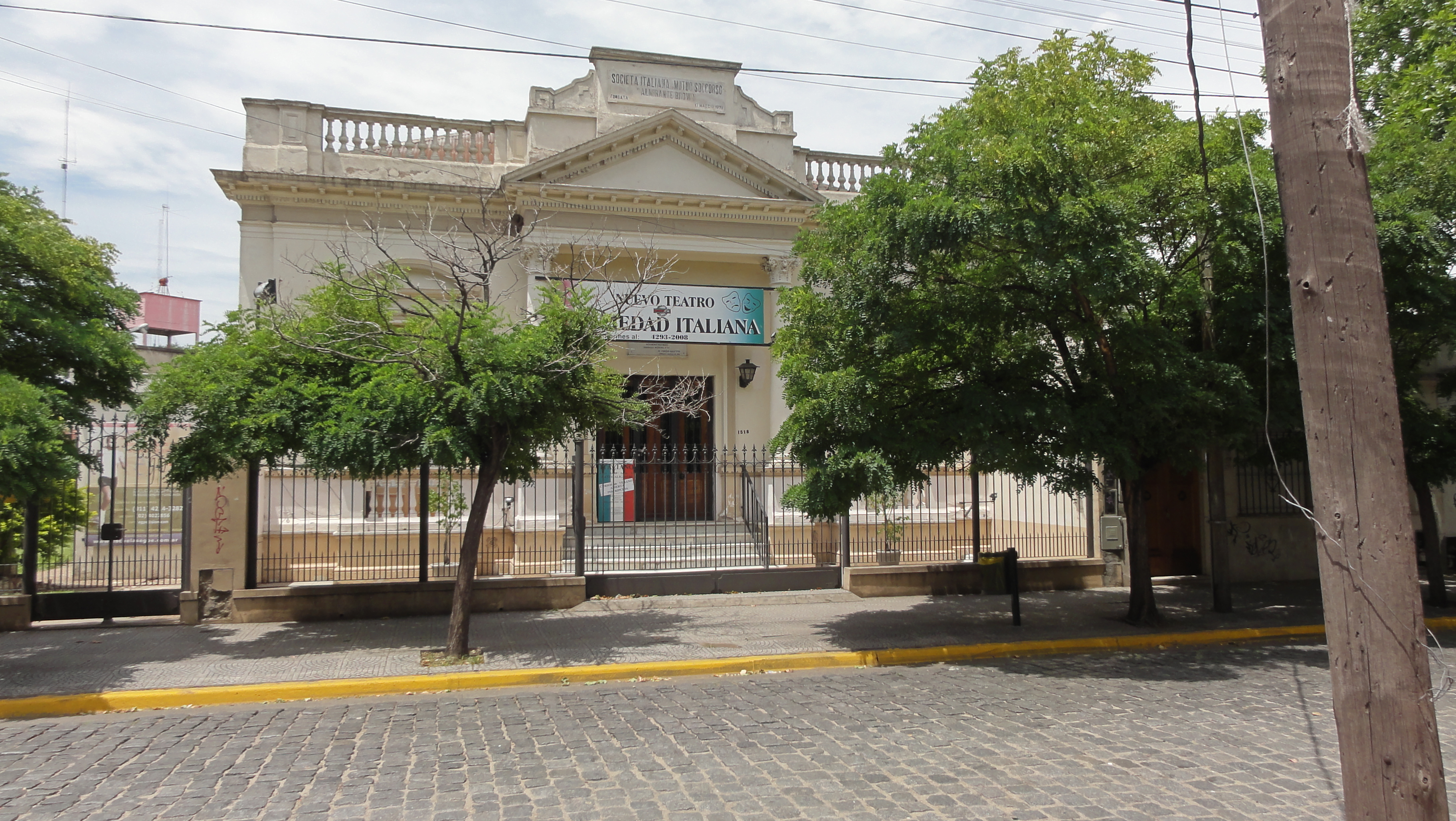
Asociación Italiana de Adrogué, provincia de Buenos Aires.

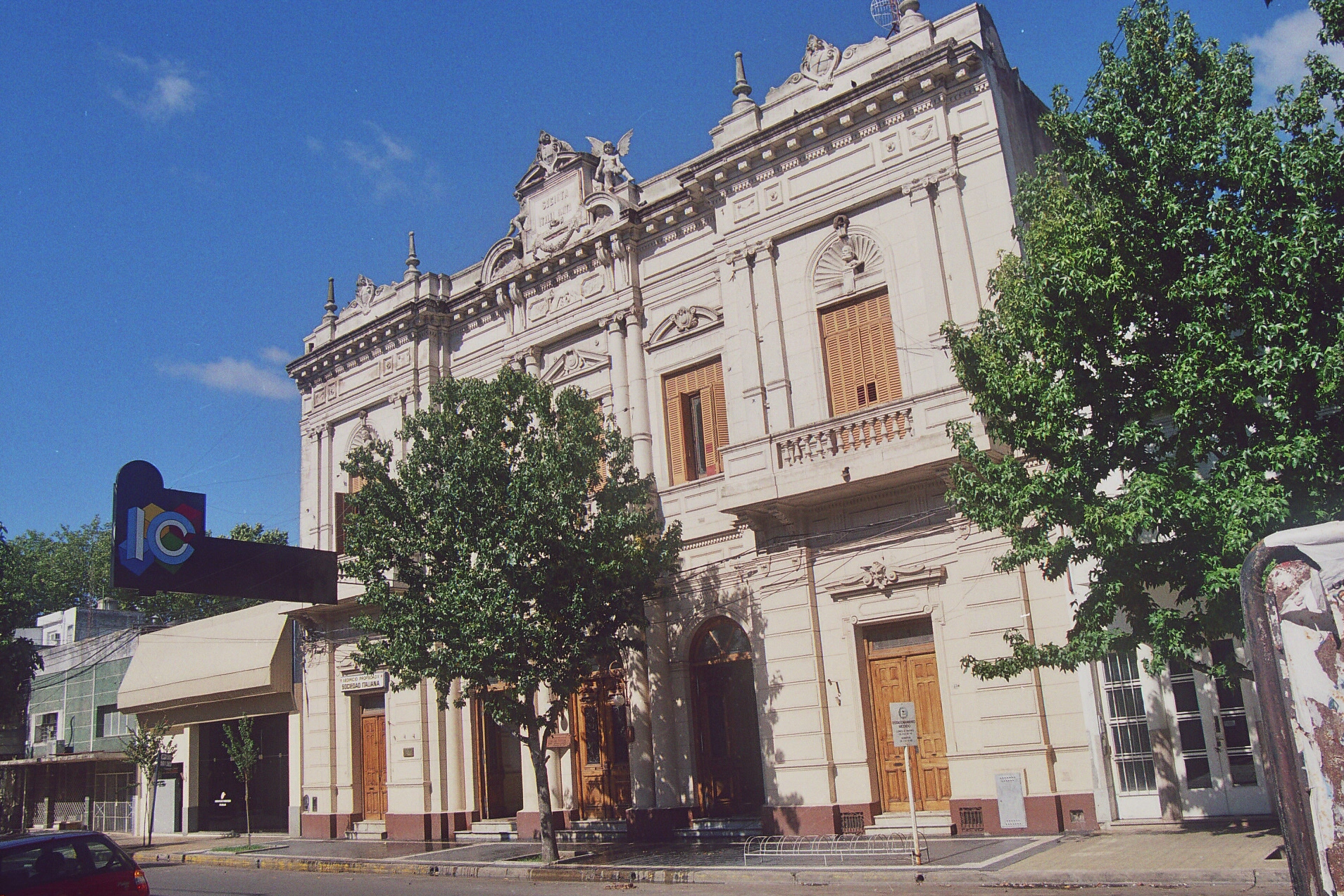
Asociación Italiana de Junín, provincia de Buenos Aires.

Argentina posee más de 1000 asociaciones italianas, de las cuales unas 120 se encuentran en la ciudad de Buenos Aires. El asociacionismo italiano estuvo compuesto en su nacimiento por sociedades o uniones italianas, muchas de ellas de Socorros Mutuos, las cuales agrupaban a italianos de toda Italia. Desde mediados del siglo XX se fundan instituciones regionales, representativas de las diversas regiones de Italia desde donde venían los inmigrantes. La categoría de las mismas es muy variada, incluyendo instituciones culturales, escuelas, centros deportivos, sociales y de veteranos de guerras, entre otras.
La Asociación Italiana de Mutualidad e Instrucción Unione y Benevolenza fue creada por 53 italianos el 18 de julio de 1858, convirtiéndose en la primera institución italiana de América del Sur. Con fuerte ideología republicana, Garibaldi y Mazzini fueron socios honorarios. Ya para 1866 dictaban clases de idioma italiano. La Confederación de Federaciones Italianas en la Argentina data de 1912 y reúne a todas las federaciones de asociaciones italianas argentinas. La Societá Dante Alighieri es la institución italiana más destacada en cuanto a formación de la lengua y cultura italiana. Tiene en Argentina 126 sedes, siendo Buenos Aires su principal sede fuera de Italia.
También existen los Comités de los italianos en el exterior, organismos del Estado Italiano creados por ley con funciones en cada jurisdicción consular, existiendo varios en Argentina. Representan a la colectividad italiana ante las autoridades consulares italianas y las autoridades argentinas.
El Ministerio de Asuntos Exteriores de Italia reconoce oficialmente las siguientes escuelas italianas internacionales en la Argentina:
- Scuola Italiana Cristoforo Colombo (Buenos Aires)
- Istituto Scolastico "Scuola Edmondo De Amicis" (Buenos Aires)
- Scuola "Dante Alighieri" (Córdoba)
- Istituto di Cultura Italica (La Plata)
- Associazione Scuole Italiane "XXI Aprile" (Mendoza)
- Centro Culturale Italiano Scuole Alessandro Manzoni (Olivos y Villa Adelina)